# Nobleza en el Perú

Nobleza peruana

La nobleza en el Perú estuvo conformada, en su mayoría, por españoles y sus descendientes (criollos) establecidos en el Perú durante la Conquista, el Virreinato y los inicios de la República, pero también por una cantidad significativa de Caciques indígenas que ya eran nobles desde tiempos prehispánicos. Los títulos fueron concedidos por la Corona de España, en su mayoría durante el reinado de Felipe V, siendo el Virreinato del Perú el territorio que contó con más nobles titulados en toda Iberoamérica, 227 aproximadamente. Hay que recordar que la nobleza no sólo estaba constituida por los títulos nobiliarios, sino también por los caballeros de las Órdenes Militares -muy numerosos también en los reinos indianos-, y por los hidalgos de sangre y de privilegio, como los señores de Tejada. 
Para ganarse un título nobiliario durante el Virreinato del Perú, algún integrante de una familia debía lograr una hazaña heroica (sobre todo en guerra), efectuar algún logro notable (mayormente aportaciones culturales o económicas con un desempeño extraordinario a favor del reino), ocupar una posición prominente y meritoria en el gobierno que lograse afianzarse por tradición (usualmente a través del Pactismo español o el Derecho consuetudinario indígena), o comprarlo a través de los premios de hidalguía (con la condición de tener cualidades morales y no ser alguien infame entre el pueblo), siendo así que el Rey de la Corona de Castilla haría concesiones de nobleza a esta persona y sus descendientes para con los Reinos de Indias.A su vez, existía 2 tipos de reconocimiento de nobleza, la “natural” o de “sangre”, referido hacia todos los nobles que adquirieron fama y reputación por sus méritos y servicios de una familia, y la “civil” o de “privilegio”, referido para los nobles cuya existencia estaba condicionada al reconocimiento público de una persona por sus servicios a nivel local. Estos últimos requerían el reconocimiento del Rey para que les premie por sus servicios, e inicialmente eran una concesión personal (que con el tiempo podía permitirse o no que se transmita a los hijos, naciendo los linajes).
Los títulos de nobles indígenas no eran considerados títulos de Castilla (que le correspondía a los nobles criollos a través de la Cámara de Castilla), sino que fueron catalogados en un fuero propio como títulos de Las Indias (que le correspondía a través de la Cámara de Indias). Con ello, se mantenía a la nobleza indígena como hermanos menores de la nobleza criolla, de modo análogo a la subordinación jurídica del Reino de Indias (representante de la República de Indios) a la Corona de Castilla (representante de la República de españoles). Sin embargo, esta desigualdad ante la ley (en cuanto a que los indios tenían menos deberes civiles que los españoles) no anulaba su igualdad de dignidades ante el derecho, exigiendo el rey de España y la Iglesia católica en las Leyes de Indias que se les tratase del mismo modo que a cualquier Señor Europeo por sus Justos Títulos. Algo que fue demostrado cuando Carlos II de España emitió la Real Cédula de Equiparación en 1697, en donde se recalcaba que los nobles indios eran iguales a los nobles españoles (hidalgos) y debían tener las mismas oportunidades de acceso a las instituciones políticas del virreinato. Además, los títulos eran patrimonio de la Corona Española y no una propiedad de las personas (que más bien lo recibían por concesión y hacían uso de estos por ostentación), por lo que podían extinguirse o declarar al poseedor como indigno de los privilegios. Tampoco eran enajenables, sino que estaban sometidos a las leyes del Mayorazgo, y la herencia de los títulos solo podía ser por Licencia real. En América la nobleza titulada usualmente la constituían los títulos de marqués (gobernador de frontera) y conde (compañero del rey en la guerra), mientras que la dignidad de Barón fue traído del extranjero. Los hidalgos españoles y caciques indios no eran nobleza titulada, aunque podían acceder a la titulación de obtener una merced del rey, cosa muy solicitada en la correspondencia de nobles indios y criollos hacia la España peninsular.
Esta clase social clase gozaba de privilegios como: no pagar determinados impuestos (en el caso de la nobleza indígena, estaban exentos del tributo indígena o la Mita), ser dueños de grandes extensiones de tierras (usualmente acompañado de Siervos, del que los nobles tenían la obligación de protegerlos y satisfacer sus necesidades básicas), poseer castillos y posesión de armas. De presentarse algún tipo de conflicto armado, los nobles estaban obligados a entrar al servicio de sus reyes para defender su causa, sobre todo en caso de guerras internacionales o intentos de revolución. A su vez, está clase social poseía blasones nobiliarios que servían como los principales símbolos de poder entre sociales, con una importancia altísima en tanto que estos símbolos los podían entender cualquier persona (sea letrada o iletrada, sea indio, negro, mestizo o español), que entenderían que su poseedor era miembro de un estatus socioeconómico alto. Por dicha razón solían ser puestos y grabados en lugares muy visibles, como los dinteles de las puertas, las lápidas de un fallecido, los adornos del hogar o las calles, los sellos de los bienes y propiedades, e incluso en los bordados de los trajes. Frente a ello, el Perú, junto a México, serían los poseedores del patrimonio de heráldica indígena más rico en todo el continente americano.
Su legado perduraría incluso luego de la abolición de la nobleza, ya que mientras la mayoría de familias nobles (sobre todo indígenas y españoles peninsulares que no se les incluyó en el proyecto republicano) quedarían destrozadas tras el triunfo del Liberalismo, otras familias nobles (sobre todo criollas y mestizas aliadas) lograrían adaptarse y formarían parte de las elites políticas que surgieron en el Perú independiente (o al menos pequeñas elites regionales) al volverse Capitalistas con una red de familias que solían vincularse solo entre ellas, en una alta sociedad muy exclusiva donde perduraron sus privilegios en el ámbito económico. Destacarían familias como Grau Orlandini, Reboa von Preussen, Grau Belmont, De Osma Berckemeyer, Hildebrandt Perez-Treviño, Tudela van Breughel-Douglas Santos Sicos, Tupac Yupanqui Blomberg, Tupac Yupanqui Beuzeville, Chukiwanka Ayulo, Betancourt Tupac-Amaru, Quispe Ortigoza, Waskar De Leon, De Castro Guaypartupa Inga, etc. Sin embargo, estos ex-nobles, desnaturalizados de sus antiguas exigencias aristocráticas y convertidos en burgueses (aunque no necesariamente industrializadores), crearían controversias, como el haber participado en el desarrollo de una Oligarquía criolla en las zonas urbanas, o del Gamonalismo en las zonas rurales, lejos de practicar sus antiguos deberes políticos señoriales del sistema corporativo precapitalista, y acusados de solo propiciar una economía Mercantilista y Feudal. Aunque también ha habido varios casos notables de descendientes de nobles participando en movimientos por la defensa de la Justicia social, o por lo menos financiando actividades de Caridad y Filantropía, tratando de mantener la práctica de los valores de virtud y nobleza que hacían ostentación (a veces con colaboración de la Iglesia católica, continuando su tradicional devoción religiosa), incluso unos cuantos paradójicamente se harían Socialistas.

## Nobleza de la República de Indios

### Historia y Características

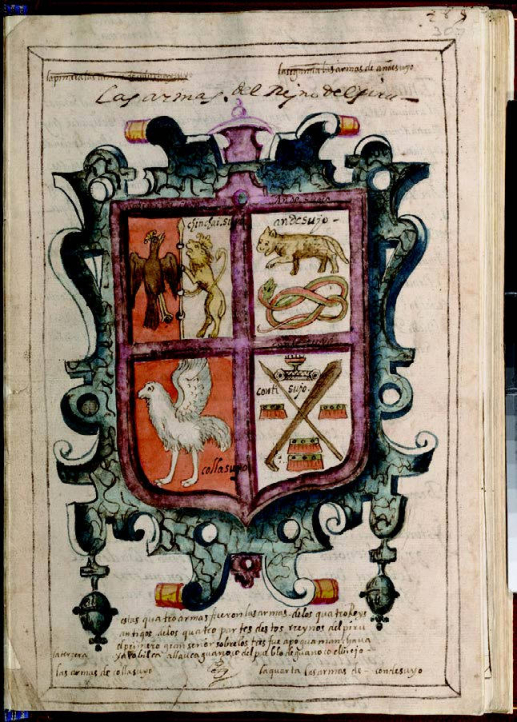
Escudo de armas diseñado por Felipe Guamán Poma de Ayala para representar a los "Reynos del Perú" (Imperio incaico).

Las sociedades prehispánicas habían desarrollado estructuras sociales complejas, en el que había jerarquías sociales y por el que existía una clase social dirigente análoga a la nobleza. En las civilizaciones andinas, estos eran auténticas elites, con rangos análogos a las realezas del Viejo Mundo, y comportándose los Curacas más poderosos de un modo imperialista, destacando el Curacazgo incaico, el cual desarrollo una sociedad altamente jerarquizada, con «nobleza de sangre» y «nobleza de privilegio» (referido a las elites regionales que se incorporaron por las buenas al Imperio de los Incas) y con las Panacas en un status superior al resto de Ayllus. Esto contrastaba con los jefes locales de algunas sociedades tribales y nómadas cercanas (como los caribes, guaraníes o mapuches) que no estaban en el mismo estado de desarrollo social por su falta de urbanización y División social del trabajo. Aunque al final, a todos estos "Señores Naturales" se les reconocería sus derechos preexistentes en el Imperio español tras la ardua defensa de Bartolomé de las Casas y los discípulos de Francisco de Vitoria en la Junta de Valladolid, pues a la Corona Española le parecía justo respetar la posición que tenían los caciques entre sus comunidades y que así ayuden a consolidar la administración del imperio en materia de justicia como nexos de unión entre la autoridad imperial española y las comunidades indígenas (aunque bajo la condición de convertirse al catolicismo y aceptar ser supervisados por funcionario españoles). Los españoles incluso identificaban como emperadores a los Sapa Incas del Tahuantinsuyo o a los Tlatoani del Imperio azteca, por tener dichas realezas como sus vasallos a los soberanos (reyes curacas o indios principales) de regiones pequeñas, que a su vez estos tenían avasallados a señores de menor importancia (indios caciques), haciéndoles comparaciones con la relación que tenía el Emperador del Sacro Imperio Romano Germánico con sus Príncipes alemanes. Por ende, un Sapa Inca no era clasificado bajo el mismo estatus que un cacique ordinario, incluso se les consideraba a los miembros de la Casa real incaica en el mismo rango de la nobleza alta española (es decir, los príncipes e infantes de la Familia real española).
Además, el primer contacto entre la sociedad peruana con los pueblos amazónicos, en donde las relaciones no eran ni conflictivas ni tensas, provino de iniciativa de la nobleza del Oriente Peruano (y desde el punto de visto de pueblos como el Asháninca, fue obra suya y no de los españoles el descubrimiento de sus tierras y cultura, junto a la entrada del catolicismo), puesto que varios caciques de la Amazonia peruana enviarían embajadores a la Ciudad de los Reyes con el interés de comerciar y establecer relaciones. Por ejemplo, en 1594 unos 6 caciques asháninca visitaron Lima a reunirse con el Virrey García Hurtado de Mendoza, y según Antonio Tibesar: “Los Caciques Campas recibieron muy buena acogida, pues ofrecían a los Jesuitas una oportunidad para familiarizarse con otro sector de la frontera hasta entonces desconocido”, y posteriormente los Jesuitas del Perú (establecidos en la Selva alta de Jauja y dirigidos por el padre Juan Font) intentarían hacer expediciones de misioneros para evangelizar a sus pueblos vasallos de la Amazonía (aunque fracasarían en esa intentona de fines del Siglo XVI); posteriormente, un cacique convertido al catolicismo, Antonio Talancho, en 1631 apoyo al misionero franciscano Fray Felipe Luyando para llegar a la región de los Panatahuas y establecer la fe en la zona, y entre los miembros de está misión estaba el limeño Fray Jerónimo Jiménez, quien fundó la misión San Buenaventura de Quimiri (cerca a la actual La Merced) y desde ahí inicio la Colonización de la selva central; en 1637 llegaría a darse la primera rebelión Asháninka, con el liderazgo de Andrés Sampati y Pedro Bohórquez, contra los franciscanos del Cerro de la Sal por los controles institucionales que desarrollaron en la zona (sobre todo el cobro de impuestos) y por miedos supersticiosos de que las epidemias eran un castigo por permitir la entrada de los europeos, haciendo que abandonen la región y se refundaran misiones en 1671 (por Alonso Robles) y 1674 (por el padre Izquierdo), esta última misión sería incendiada por el cacique Mangore. Aquel ejemplo expreso la importancia de la nobleza católica por la integración de los amazónicos a la Civilización occidental cristiana, y también la de la nobleza pagana para expulsar a los foráneos y quedarse solo con los aportes materiales.

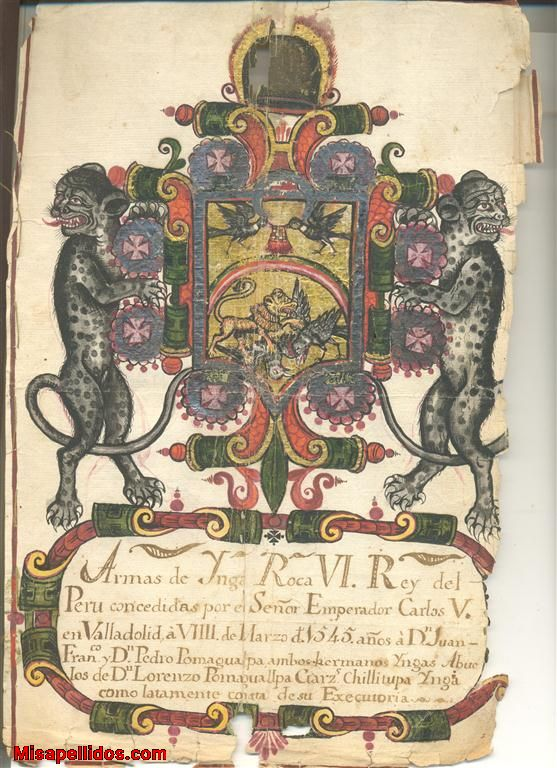
Escudo de armas fabricado por la Monarquía Española a la familia Inca Roca (de la panaca del Inca homónimo en tiempos prehispánicos)

El término “indio noble” fue adoptado por los europeos para referirse a los indígenas que descendieran de los soberanos prehispánicos (Curacas, Reyes y Señores Naturales), así como por pertenecer a la elite política, sacerdotal y militar que dominaba a las distintas poblaciones que habitaban en América. Se usaban los términos de “indio principal”, “indio noble” o “principal” para referirse a estos indios (pertenecientes a un Estamento privilegiado ya en tiempos precolombinos), en contraste con los "indios ordinarios", "indios del común", "indios tributarios" o "indios del pueblo" que eran Pueblo llano del Común. Fue así que en el Virreinato del Perú se dividieron en una Alta y Baja Nobleza indígena, dependiendo del rango de poder en el que se encontraban al momento de la Conquista del Imperio incaico:
Además, en la Recopilación de Leyes de las Indias, existe un apartado dedicado a la nobleza indígena en el Derecho indiano, mayormente durante el Título VII del Libro VI; de ahí se destaca que todos los caciques en general debían tener acceso a la educación de alta calidad, que solo podían ser juzgados por la Real Audiencia y los Oidores que sean Visitadores (nunca por la justicia ordinaria), y que también los funcionarios españoles tenían un deber de proteger a sus súbditos en caso de abusos de sus caciques. Según Real Cédula del 22 de marzo de 1697 por Carlos II de España, se ratificaría la equiparación de las familias nobles indígenas con las de los Hidalgos y nobles de España, y otra Real Cédula del 26 de marzo de 1698 les reconocería el derecho de usar el honorífico "Don" antes de su nombre.
Políticamente los Caciques tenían responsabilidades dignas de un Sistema señorial (pues su señorío no era solo territorial, también jurisdiccional, teniendo protestad de hacer leyes en sus dominios o Ayllus), además que incluso los indios nobles no cacicales influían en la elección de gobernadores regionales (como el Cabildo de indios o Varayoc en el Cabildo colonial). Siendo entonces los nobles indios elementos claves en las competencias de poder a nivel local entre corregidores, encomenderos, hacendados y mercaderes. Además que se tenía reconocimiento de que sin ellos no se pudo haber dado la conquista española, pues la Monarquía Española debía su dominio y vasallaje a la cesión de soberanía que los caciques entregaron al Rey de España a cambio de un Pacto acordado con los Señores Naturales (además que solo pudieron los conquistadores ganar las guerras de conquista con el apoyo de varios indios aliados por pactar con sus jefes caciques) y por tanto, eran imprescindibles para el funcionamiento de la sociedad virreinal peruana y su sistema institucional. Incluso tenían la capacidad de estar en conflicto con el estamento de la República de españoles (en vez de ser subsumidos por el control colonial de un modo depredativo) y de hecho llegaban a salir victoriosos en múltiples ocasiones (pero no siempre). Además que solían rememorar a figuras de poder ancestrales en su familia (como los Reyes Incas, Chimú, Mochicas, etc), volviéndose garantes de la memoria histórica indígena, que a su vez sirvió como mecanismo político para exigir el respeto de sus derechos de la nación indíca por sus capacidades humanas naturales a lo largo de su historia, como también el reconocimiento de sus privilegios de nobles por sus servicios al Imperio español (a través de exigir el cumplimiento de acuerdos de los conquistadores con sus ancestros, como también las cédulas del Rey de España a su favor por reconocer los pactos). Incluso llegaron a formar Ligas indígenas, redes de asociación entre caciques y nobles indios para defender sus causas sociopolíticas dentro del Virreinato Peruano, así como el envío de procuradores de indios a la Corte de España o al Consejo de Indias dentro de la Metrópoli (donde destacaron Juan Nuñez Vela de Ribera, Vicente Mora Chimo, Juan Bustamante Carlos Inca, Fray Calixto de San José Tupac Inca, etc). A su vez, cuando se daban rebeliones contra las autoridades coloniales (usualmente bajo el lema "Viva el rey, muera el mal gobierno"), era usual que los caciques tengan la protestad de organizar los levantamientos al hacer ostentación de su capacidad de liderazgo en las comunidades.
Económicamente, muchos nobles indios tuvieron también gran participación en la Historia económica del Perú virreinal, controlando vastas redes de comercio. Por ejemplo, eran partícipes de la explotación de minas y llegaban a tener en su servicio a varios indios jornales que los gremios españoles buscaban alquilarles a precios muy elevados (200-340 pesos). También eran los grandes motores de la Industria textil en el Perú colonial, por tener posesión de maquinaría para el desarrollo de actividades manufactureras que tuvieron gran relevancia en los Andes y competían con los españoles.
Socialmente habían tenido una participación significativa en desarrollar la Cultura peruana y Sudamericana, configurándola desde tiempos inmemoriales en la época Precolombina, y siendo garantes de la misma memoria indígena y sus tradiciones en la época colonial. Por ejemplo, fueron los primeros artistas con formación en la sociedad peruana, haciendo pinturas de carácter regionalista, que en tiempos virreinales tuvo influencia del manierismo y barroco castellano, flamenco e italiano, además de ser los primeros referentes de la Escuela cuzqueña de pintura con sus cuadros llenos de motivos costumbristas y religiosos (como las obras del Niño Jesús Inca), además de retratos pictóricos de aristócratas indígenas junto a sus cuadros genealógicos y heráldicos. También elaboraron estatuillas icónicas de la época, como Queros de cerámica con el Águila bicéfala de la Casa de Austria. Y sus vestimentas utilizadas llegaron a influir en el desarrollo de la identidad de los Andes coloniales. Por otra parte, se produjo un Nacionalismo neo-inca o movimiento incaísta que influyó en algunos proyectos políticos de indios rebeldes (pese a quedar en el ostracismo tras el liderazgo nacionalista-criollo de la independencia).
También tenían gran participación religiosa. De hecho, la evangelización en América no se pudo haber dado sin ellos, dado que la conversión de la gran mayoría de los indios del Perú al catolicismo no se consiguió mediante la guerra, sino a través de la persuasión a sus jefes, reyes, curacas o señores naturales (pues todos sus vasallos se convertían en un intento por imitarlo). También hubo varios nobles indios que fueron Sacerdotes de la Iglesia católica, sin tener mayores dificultades con los Estatutos de limpieza de sangre, aunque si limitados a inicios del Perú virreinal por prejuicios por parte de funcionarios criollos por su condición de Cristiano nuevo.Sin embargo, tras la Cédula de Equiparación de 1697 (y las reafirmaciones dadas en 1725 y 1767) se lograría mayores facilidades para que los indios (ordinarios o nobles) sean parte del Clero, incluso ya siendo considerados Cristiano viejo los nobles indios. Se sabe además que el Consejo de los 24 nobles electores Incas del Cusco solicitó que entren caciques a participar como jueces del Santo Oficio de la Inquisición peruana, dignidad que la Inquisición española les reconocería en 1693. Por otra parte, también presidían grandes ceremonias religiosas, como la tradicional Corpus Christi del Cuzco. E incluso hubo caciques que fueron propuestos a la Canonización, como el Venerable Nicolás Ayllón.
La cantidad de caciques existentes en el extenso Virreinato peruano fue de los más numerosos en toda América, superando los 2.000. Cacicazgos durante la gestión del virrey José Antonio Manso de Velasco. Previamente, en el año 1621, se registró unos 47 cacicazgos y gobernaciones de indios que eran presididas por mujeres (ubicados por la costa norte y la sierra sur en su mayoría), lo cual evidencio el respeto a la dignidad de la mujer en la dinámica social de las mujeres indígenas, en donde un gran número de naciones prehispánicas ya tenían gran poder y poseían muchos bienes (incluso unos cuantos cacicazgos tenían tradición matriarcal, como la institución de la Capullana en las pachacas y señoríos de grupos Tallánes de Piura), donde la instauración del virreinato no cambió del todo esta situación, e incluso permitió mayor inclusividad femenina en la Nobleza incaica. Por ejemplo, la Señora del Valle de Yucay o Doña Francisca Pizarro, que eran las mujeres más ricas del continente americano durante el siglo XVI y a su vez tenían un gran dominio de las riquezas de los Reinos del Perú.
Tras las reformas borbónicas, los nobles indios harían esfuerzos por mantener su representatividad política y que la monarquía absoluta reconozca márgenes de autogobierno más alto entre la República de Indios. Para ello hicieron largas gestiones entre 1720 a 1770 para lograr ser representados por procuradores de indios y otra clase de defensores a la nación india, mientras añoraban los nobles indios que se les reconozca como cabeza política de la «Nación de los naturales del Perú» (según las teorías Organicistas). Estas estrategias más pacíficas de negociación política lograrían ser más efectivas, que las rebeliones anticoloniales, para lograr una integración más activa de las elites indígenas dentro de los mecanismos sociales y relaciones de poder en el Virreinato (llegando a vencer las barreras de la desconfianza de las autoridades a los indígenas por eventos como la Crisis de 1750). Una muestra de ello fue la participación de la nobleza indígena con un espacio autónomo y diferenciado durante las ceremonias de coronación de nuevos reyes españoles, reafirmando su identidad institucional.

#### Decadencia
Según el historiador neerlandés Ronald Elward Haagsma, la nobleza india empezaría a decaer en un proceso que empezó con la Crisis de 1750 (la Conspiración de Lima de 1750 y la Rebelión de Huarochirí de 1750), se intensificó con la represión de la Rebelión de Túpac Amaru II, y se consolidaría en la Independencia del Perú. En el proceso, se presentó también un decaimiento económico en las comunidades indias en una relación directamente proporcional a la decadencia institucional de la nobleza indígena, puesto que los curacas solían ser los poseedores de centros de manufactura textil (obrajes y chorrillos) y por tanto el embrión de una Burguesía que hubieran sido los garantes de una hipotética Revolución Industrial, entre los pueblos andinos, que terminó abortándose (sobre todo en cuanto al declive de la actividad textil).
El primer golpe fue con las desconfianzas que tendrían a los nobles indios un grupo de autoridades españoles de tendencia absolutista (de la que buscaron aliarse ciertas oligarquías criollas) tras los éxitos políticos de Juan Bustamante Carlos Inca en la Corte de España durante el reinado de Fernando VI de España. Tales éxitos de Carlos Inca en la España peninsular generaron en la época el desarrollo de una intensa correspondencia entre los nobles indios, el cual fue causado por un aumento en la confianza indígena por reformas a su favor en el Imperio español, y recibiendo el apoyo del bajo clero con el Planctus Indorum Christianorum in America Peruntina. Sin embargo, el efecto de tal exceso de confianza fue que surgió tanto una facción reformista (cuyo representante más destacado fue el noble Fray Calixto de San José Tupac Inca, que intento varias veces comunicar los reclamos de los nobles indios y sus vasallos ante el Rey de manera personal), como también una facción rebelde entre los nobles indios, los cuales crearon redes de conspiración para asestar golpes de estado a los cabildos y corregidores que sean representantes del mal gobierno de los criollos (aunque aún manteniendo la lealtad al Rey español, el Inca católico que tenía un aura de intachabilidad moral en la mentalidad popular por ser la figura más alta de justicia en el sistema monárquico, que era considerado legítimo según el Pacto colonial que habían acordado y del que exigían su correcto cumplimiento). Aquello provocó entonces que se dieran varias rebeliones en el siglo XVIII con las consignas de Viva el rey, muera el mal gobierno. Sin embargo, el desastre de la Rebelión de Huarochirí de 1750 (provocado por unos nobles indios disidentes que intentaron conspirar una rebelión en Lima, en medio de la rebelión de Juan Santos Atahualpa) generaría una muy mala fama al estamento de la nobleza india, aumentándose las políticas centralistas del Reformismo borbónico que le cortaron ciertas libertades, y hasta empezarían a surgir propuestas de absolutistas radicales que deseaban abolir su estamento. En el proceso se presentaría un fenómeno irónico por causa de estas reformas absolutistas, puesto que se empezarían a democratizar las comunidades rurales, dado que el debilitamiento del estamento caciquil provocaría que aumenten los mistis (mestizos) en el acceso de los gobiernos locales e instituciones que accedían tradicionalmente los caciques, lo que a su vez impulsaría como reacción que las comunidades indias empiecen a aumentar sus alcaldes-varas o varayocs (contrarrestando un posible aumento de poder de los mestizos de la república de españoles), los cuales serían alcaldes electos independientemente de cualquier privilegio heredado; siendo una curiosa muestra de la Ley de la oferta y la demanda y a su vez parte de los objetivos de Modernización política, aunque eso pudiera disgregar las identidades locales en nombre de una autoridad más eficiente y controlable por el estado. Dichos varayocs se expandirían aún más en tiempos republicanos y ocuparían las responsabilidades de liderazgo en los cacicazgos que alguna vez ostentaron los nobles.
El siguiente golpe fueron las altos perjuicios que hubo tras la Gran rebelión de los Andes, liderada por el noble inca renegado, Túpac Amaru II (José Gabriel Túpac Amaru), y apoyada por algunas facciones de nobles indios con ideas Liberales o con un Nacionalismo inca (en su etapa radical donde el Ilustrado José Gabriel se proclamó Inca rey del Perú) y de nostálgicos ex-Austracistas que extrañaban las libertades políticas (Fueros) que se gozaba con la Casa de Habsburgo (en su etapa moderada donde aún era José Gabriel leal a España). Aunque la gran mayoría de nobles indios estuvieron en la causa realista y declararon la guerra a Tupac Amarú II, que consideraron un usurpador de la Mascapaicha. Durante la rebelión, los nobles indios recibirían un duro golpe económico y social, puesto que los líderes, José Gabriel y Túpac Katari, con sus ideas Radicales, provocaron que los indios ordinarios se cuestionen la legitimidad del estamento caciquil (pues los rebeldes propagaron la idea de que los nobles eran cómplices del mal gobierno, amenazando con abolir el sistema señorial), mientras que se dieron decretos para que todo indio noble y cacique enemigo sea ejecutado sumariamente, y sus propiedades sean confiscadas en beneficio de la causa rebelde (lo cual fue un intento de Genocidio a través de la Guerras de Castas, que anticipaba las futuras políticas de Guerra a muerte en los movimientos Jacobinos). Todo ello propicio a que se desarrolle el fenómeno del Caudillismo en indios plebeyos cada vez más desobedientes a los nobles indios, junto a una decadencia económica muy fuerte por la devastación en la que quedó el Ande. Tras la derrota de la rebelión, se provocaría una gran paranoia entre los funcionarios de la monarquía española contra el movimiento nacionalista neo-inca (el cual, a través de memorialistas y voceros, habían hecho conspiraciones contra el Absolutismo borbónico durante lo que iba del siglo, pero que con la Gran Rebelión habían demostrado ser una fuerza de temer para la seguridad del estado y la soberanía del Rey), lo cual fue aprovechado por una facción de absolutistas radicales (como José Antonio de Areche, Benito de la Mata Linares, Vicente Ore, Juan Bautista, Jiménez Villalba, Teodoro de Croix) para empoderar sus ideas estatistas y usar de excusa el evento para reducir las libertades de la nobleza de los Reinos de Indias (del mismo modo que ya habían hecho con los Decretos de Nueva Planta a la nobleza de la Corona de Aragón) con el fin de desarrollar un Estado moderno con instituciones uniformes (sin las diferencias del estamento de indios con el estamento de españoles); en el proceso algunos criollos corruptos, pero con fuerte poder político, decidieron aliarse con tales reformadores peninsulares con tal de acumular su propio poder (o por simple despecho a los indios), aduciendo que luchaban contra la corrupción de la nobleza indígena, cuyo estamento era acusado de falsificar sus linajes y tener redes de Nepotismo para empoderar a advenedizos indignos de nobleza. A tal paranoia colectiva se le sumó la desconfianza de los absolutistas peninsulares (y desprecio de criollos ilustrados) a la religiosidad popular en los dominios de los Curacas en el Ande (sobre todo el mito del Inkarri), del que se sospechaba de que había algunos nobles indios que no eran auténticos cristianos y que habían caído en el Sincretismo religioso con la idolatría pagana, lo cual debía justificar una campaña de hispanización política más radical (pues el tener una doble identidad hizo que ciertos funcionarios considerasen que tenían una predisposición a ser infieles a la corona, por lo que su Derecho consuetudinario debía ser sometido) y hasta se presentaron argumentos en los más radicales de que los nobles indios no estaban cumpliendo con sus deberes de evangelización y que era razón suficiente para abolir su institución (el cual se aducía ya habría cumplido sus funciones tras la conquista y que ya no eran necesarios para consolidar el dominio de España en el Perú).  Con ello, recibirían también un golpe político frente al Despotismo ilustrado de Carlos III de España, en tanto que una persecución a la nobleza incaica no se hizo esperar debido a las desconfianzas, llegando a suspenderse temporalmente al Consejo de los 24 nobles electores Incas del Cusco, pues se les exigió que hagan probanzas de nobleza. Aunque al final, la facción absolutista radical no lograría sus cometidos, pues se restableció el Alférez Real de los Incas y se despidieron a varios de estos funcionarios antiindigenistas por los conflictos que generaban, pero al final dejarían consecuencias devastadoras, sobre todo a nivel cultural con la decadencia de la cultura quechua.
Muchos nobles indios tendrían una recepción mixta a la Constitución de Cádiz (la cual inicialmente se recibió positivamente de manera general, pero tras ser puesta en práctica, solo generaría desilusiones). Hubo nobles indios como Dionisio Inca Yupanqui que participaron activamente en las Cortes de Cádiz, así como nobles como Mateo Pumacahua que defendieron su instauración en la Rebelión del Cuzco de 1814 (aunque mayormente por la creación de estatutos autonómicos contra el centralismo limeño, en específico la Diputación provincial del Cuzco, no tanto por un compromiso con el liberalismo). Sin embargo, los nobles en general quedarían descontentos por la anulación de los señoríos jurisdiccionales (que atentaba contra las autonomías locales de comunidades indias para tener leyes propias a través del cacicazgo), la abolición de los mayorazgos pequeños y medianos (siendo un atentado contra la propiedad comunitaria de los ayllus, para pasar a ser propiedades individuales, queriendo forzarles a ser burgueses a los nobles que no se dedicaban al comercio), desamortizaciones de tierras de comunes y de propios (que se entregaría a militares y menesterosos que teóricamente iban a administrarlos mejor, pero generaron descontento a los súbditos de nobles y aumentaron el peligro de una revolución), la abolición del tributo indígena (reduciendo los ingresos del cacicazgo y generando problemas financieros para mantener la infraestructura y los servicios públicos del territorio) y sobre todo el intento de nacionalizarles como ciudadanos españoles (aboliéndose las diferencias de nobles indios y nobles españoles, atentando al Derecho consuetudinario del indio), haciendo que los indios sean representados en las Cortes como parte de una "misma nación" y no según su estamento.
Aquello generó que varios nobles indios consideraran que la Constitución de Cádiz y su concepto de Soberanía popular era un barbaro absolutismo con otro nombre, y tuvieran tendencias reaccionarias en la que apoyaran a las Partidas realistas que luchaban contra el Liberalismo español (pues percibían que los liberales defendían una concepción abstracta e ideologizada de la libertad, sin comprensión del problema del indio y enajenados del Realismo filosófico en sí) y en defensa de las libertades concretas de los fueros, lo cual a la postre los haría grandes aliados del Ejército Real del Perú y su Contrarrevolución a los movimientos liberales. Aunque algunos indios de baja nobleza, como Ignacio Ninavilca, escogerían unirse paradójicamente a la causa patriota (intentando usurpar el liderazgo criollo y liberal del movimiento), pues tenían miedo de que Fernando VII de España restaurara el Absolutismo español, muy odiado por la nobleza indígena tras haber empoderado en exceso a los peninsulares, y tampoco confiaban en la resistencia española al absolutismo por su liderazgo liberal (a quienes percibían que con la Constitución Gaditana buscaban oprimir al indio al obligarles a tener los mismos deberes políticos de la Nación española antes que tener deberes diferencias como indios, haciéndoles antinacionalistas), creyendo que solo quedaba un viraje extremista con la separación absoluta de la Monarquía Española (identificando la raíz del problema en el estamento español) y que debían cortar con estos, aprovechando el conflicto de los criollos, para evitar que se consolide un Estado nación moderno que atente contra sus tradiciones políticas de las naciones indias (cosa que terminaría pasando con la instauración de la República del Perú, que se consideraba una sola nación unida por su soberanía abstracta en el estado a través de un Contrato social, y no varias naciones unidas unidas en un pacto de protección y servicio, pues triunfo la facción liberal-criolla esencial del movimiento).

### Clasificación

#### Baja Nobleza
Estos eran la mayoría dentro de la elite indígena, puesto que descendían de los Curacas, Señores o Reyes prehispánicos cuyas jurisdicciones habían sido anexadas a los dominios del Sapa Inca durante la Expansión del Imperio inca, como los caciques chimúes, chachapoyas, huancas, chancas, etc; además de los nobles amazónicos que fueron avasallados por nuevas expediciones más allá del Tahuantinsuyo. Estos nobles usualmente tenían antepasados en los Indios auxiliares, los cuales habían jurado fidelidad a la Corona de Castilla y habían participado en la Conquista y Pacificación del Perú. Por lo tanto, gozaban de privilegios fiscales y políticos (sobre todo, estaban exentos de pagar tributos), podían ocupar cargos administrativos locales (como el cabildo de indios), tenían facilidades para tener negocios, debían tener acceso a la educación (aprendiendo las costumbres españolas y de filosofía política en colegios de caciques, donde aprendían de Aristotelismo y Tomismo), etc. También se incluye a indios ordinarios, en su mayoría ladinos instruidos y políglotas que sabían leer, escribir y habían recibido algún grado de formación académica (por lo cual eran muy cultos, sabios, inteligentes y habilidosos), los cuales obtendrían títulos de nobleza a través de la suerte, la astucia, el talento (oficio o profesión) o la benevolencia de algún poderoso.

"tienen por ladino, que quiere dezir persona intelijente y hábil [...] pues estos yndios hablan en muchas lenguas"
F. Gómez, 1621

Usualmente era a través de premiarles por su habilidad en algún oficio o profesión de la época, así como por formar gremios y sociedades de comercio, o por sus servicios políticos y económicos a la Corona española como militares, traductores o por hacer aportes culturales. Aunque también se cuenta de indios que, tras entender como funcionaba la institucionalidad del Virreinato del Perú, incurrieron muchas veces en actos de corrupción para ocupar puestos de poder en su región, lo que los volvía frecuentemente en Advenedizos.
En cuanto a su condición económica y poder político, usualmente eran de la clase media (aunque de hecho eran heterogéneos, habiendo nobles indios empobrecidos, pero con gran movilidad social), y tenían el suficiente poder de negociación para desarrollar una independencia relativa (junto a los indios bajo su protección) de los designios de los grupos de poder integrados por nobles criollos o funcionarios peninsulares del Virreinato. También tenían una formación cultural muy alta que les daba libertad de los grupos de presión entre los indios plebeyos con sus gremios y caudillos (en gran medida por haber comprendido las costumbres españolas, sin hispanizarse, y entender mucho mejor el funcionamiento de las instituciones de las repúblicas de indios y españoles).

"Existieron, finalmente, grupos rurales medios tanto en la costa como en el interior de la sierra: pequeños comerciantes de aldeas, arrieros de mula y mercaderes, caciques menores o miembros de la baja nobleza india. Todos ellos no disfrutaron de la suficiente riqueza como para elevarse al nivel de los grupos más privilegiados, pero detentaron la fuerza suficiente como para dominar a los indios de las comunidades debido a su posición privilegiada. Esos grupos medios eran heterogéneos y pequeños, pero sus miembros presentaron algunas características que los diferenciaban y separaban de los que constituían la fuerza de trabajo en la costa y en el interior. Su independencia relativa, su alto grado de movilidad geográfica y, hasta cierto punto, su relativa libertad de las normas de las sociedades criollas e indígenas les permitieron, dentro de ciertos límites, manipular en su provecho las mismas reglas de ambas sociedades. En una situación de crisis, la marginalidad de estos grupos, su débil integración tanto a la sociedad indígena como a la sociedad criolla, les dieron una mayor potencialidad de movilidad social y económica".
Heraclio Bonilla y Karen Spalding

##### Advenedizos
"Dicho de un individuo que se ha establecido en un rango o status nobiliario que no le corresponde por su origen o antigüedad”
J. de Escudero, 2015

Los indios advenedizos eran gente de dudoso origen, pudiendo ser en realidad plebeyos del común (pueblo llano), que se regodeaban en la nobleza a través de haber conseguido amistad con algún funcionario de alto rango, poseer una gran fortuna (ser burgués), haber tenido la fortuna de tener buena instrucción académica (sobre todo por las órdenes religiosas), o por haber recibido conexiones con algún rico comerciante, autoridad o noble que les favoreciera. Fue así que se las ingeniaban para ascender socialmente jerárquico a un rango que no les correspondía dentro, puesto que se hacían pasar por nobles y llegaban a obtener influencia política.

“de los indios y principales curacas; como se perdió se hicieron de indios bajos y de mandoncillos caciques, no lo siendo; y le visitó, de indio tributario mitayo se hizo cacique”
Guamán Poma, XVII

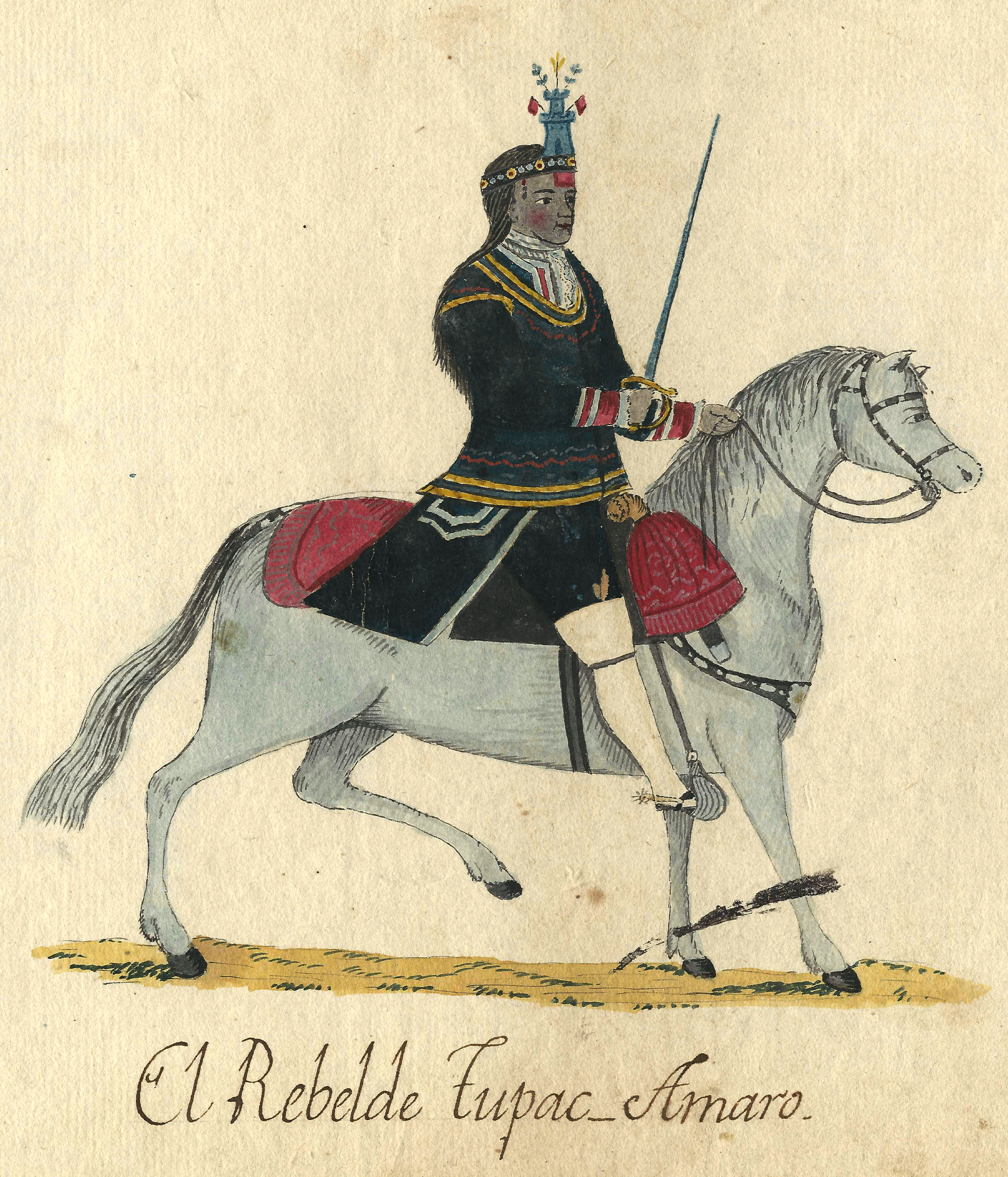
Acuarela retratando a José Gabriel Condorcanqui, alias Túpac Amaru. Su autoproclamación como Sapa inca rey del Perú (en perjuicio del derecho del resto de panacas incas) lo hizo el noble advenedizo mas famoso de la historia del Perú, por la rebelión que ello conllevo.

Estos indígenas eran en su mayoría ladinos (instruidos) que laboraban usualmente como escribanos, procuradores, intérpretes, tesoreros, contadores o comerciantes. Así, llegaban al punto de usurpar identidades, cacicazgos y gobernaciones de las periferias, gracias al apoyo de funcionarios virreinales corruptos. 
Casos emblemáticos de advenedizos fue el de Diego Felipe Betancur Túpac Amarú queriendo usurpar los derechos de José Gabriel Tupac Amaru en sus dominios legítimos como cacique de Surimana, Pampamarca y Tungasuca. O también el del propio José Gabriel por ponerse la Mascapaicha y declararse sucesor de Túpac Amaru I (sin demostrar descender de ese soberano, ni respetar las leyes de sucesión del linaje imperial de la Casa real incaica en el Alferazgo Real).
Por ejemplo, tan solo en el Virreinato del Perú se registró en el siglo XVIII un número de blasones y escudos nobiliarios que era de aproximadamente 300-400, donde la mayoría de estos serían de origen ilícito. Fenómeno similar también paso en la nobleza criolla.

"“las armas expresaban una condición nobiliaria inequívoca. De muchas maneras, tal ambición probaba que el escudo era demasiado, porque existía la necesidad social de poseerlo. Reportaba una utilidad para el poseedor. Elevaba su estatus dentro de la sociedad (...) las falsificaciones testimonian el aprecio por los escudos, tras los cuales subyacía fervientemente la pretensión de simular nobleza. También se ha concluido como la reelaboración de reales cedulas, transmisiones orales y documentos pictográficos, se realizó con el propósito de engrandecer una figura […] al que se le hacía poseedor de un gran imperio que seguramente nunca tuvo. El objetivo debió ser la obtención de ciertas prerrogativas reales"
Jaramillo, 2021

Por culpa de este grupo de personas se suscitaron controversias entre funcionarios españoles de las Reformas borbónicas contra la Nobleza indígena del Imperio español, debido a que como muchos indios plebeyos del común se hacían pasar por nobles con arreglo de documentos o incluso falsificación, consideraban que la mayoría de nobles indígenas eran personas corruptas que no daban garantías de ser fieles al Rey de España (lo cual se intensificó tras la Rebelión de Túpac Amaru II, pues se percibió como el levantamiento de un advenedizo que no le correspondía la Mascapaicha). Fue así como José Antonio de Areche, Benito de la Mata Linares, etc. de esta facción ultra-absolutista le exigirían a los Borbones (como Carlos III de España) que ordenaran abolir sus privilegios y los reemplazaran por autoridades peninsulares que castellanicen las instituciones del indio, de modo análogo a los Decretos de Nueva Planta aboliendo los fueros diferenciados de la Corona de Aragón (cosa que al final nunca ocurriría, pero los dejaría en decadencia como clase social).

#### Alta Nobleza
“No es que los incas en el virreinato sobrevivieran a escondidas. Tenían derechos, privilegios, estaban representados en las pinturas y se vivía además un florecimiento de las artes incaístas en pleno gobierno español. Gracias a ese renacimiento inca en pleno virreinato que su memoria llegó hasta la república, 300 años después”
Ramón Mujica

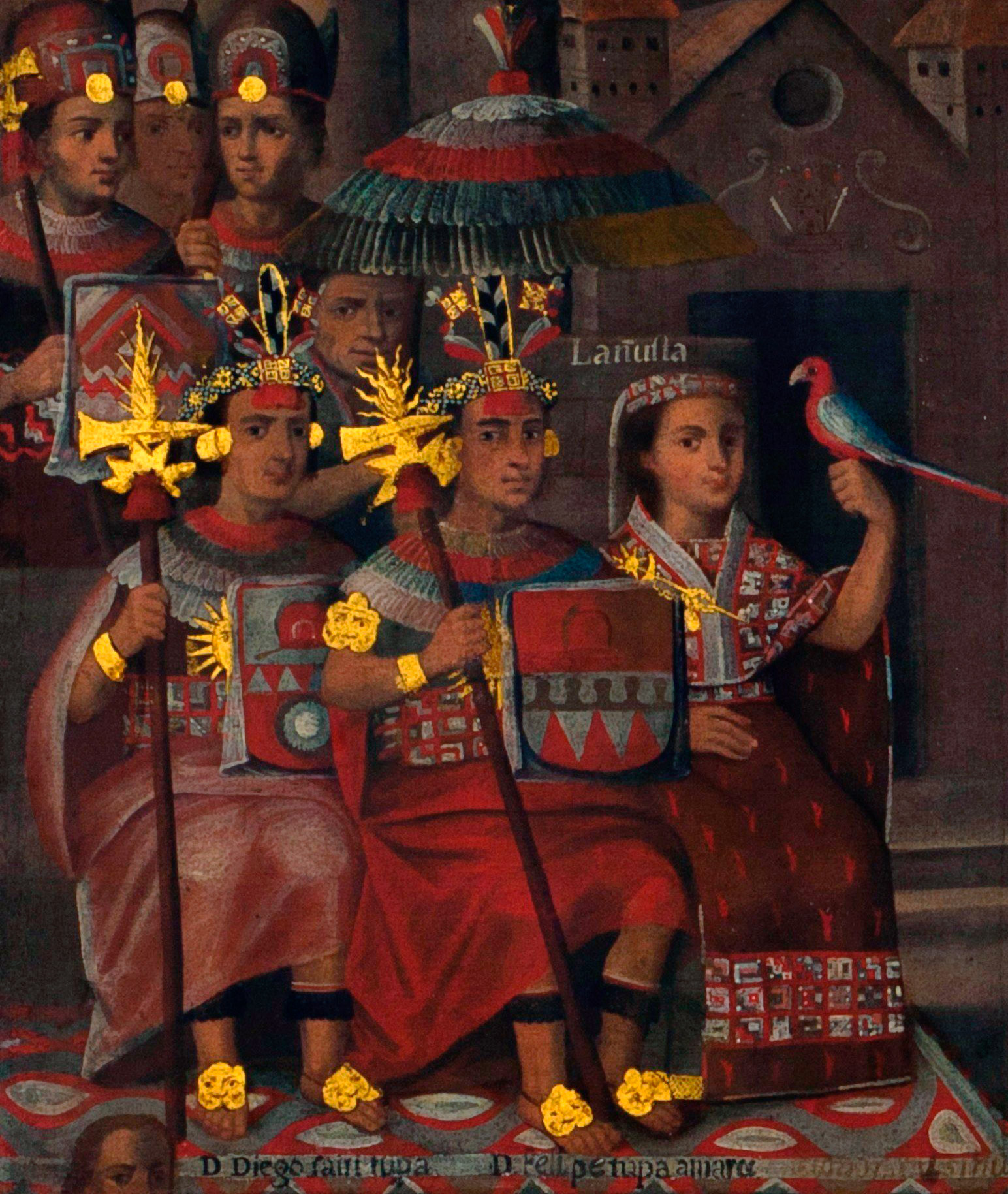
Nobleza inca: María Cusi Huarcay al lado de Sayri Túpac y Túpac Amaru, durante la doble boda entre Martín de Loyola con Beatriz Ñusta y de Juan de Borja con Lorenza Ñusta de Loyola.

Asimismo, existió una nobleza incaica que se desarrolló durante el Imperio incaico y que sobrevivió durante el Virreinato, conformada por la nobleza de sangre (miembros de la Familia Imperial que descendían de algún soberano Inca) y por la nobleza de privilegio (personas a las que se les había concedido este mérito por sus servicios). Estos nobles se organizaban en panacas, tanto en el Cuzco, ciudad central del Tahuantinsuyo, como en otras regiones, y eran conocidos como orejones.
Eran los únicos en toda la extensión de la Monarquía Católica (Imperio español) que legalmente podían hacer uso del tratamiento de “Inca” y firmar como tales. E incluso su influencia trascendió las fronteras de la provincia del Perú, pues tenían ayllus reales en la provincia de Quito (descendientes de Atahualpa a través del linaje de su hijo mayor, el auqui Francisco Topatauchi), en la provincia de Charcas/Alto Perú, etc. 
Tenían muchos más privilegios que los demás nobles (sean indios o españoles), como tener rentas, tierras y facilidades para el acceso a cargos públicos y órdenes militares-religiosos, entre otros. Sus privilegios suscitaban la envidia y ambición de otros nobles de menor rango. Varios indios de nobleza baja (caciques de señoríos pre-incas) solían querer emparentarse con los nobles incaicos para aumentar de estatus. Por ejemplo, la familia Guarache, que en el siglo XVI solían exaltar sus vínculos con el cacique Apo Guarache, pero en el siglo XVI, tras unirse con descendientes de la panaca de Alonso Tito Atauchi, empezarían a exaltar sus vínculos con Huayna Cápac. Otro caso similar fue el de los nexos entre ayllus nobles Chachapoya y Cañari (asentadas en el Cuzco tras el Sitio del Cuzco) con las familias importantes de la ciudad imperial (las panacas incas), siendo más bien raros los casos de caciques sin mezcla con los incas, como el de la familia Guaypartupa (Chachapoya). También se sabe que, aparte de uniones con criollos, también lo hubo con Afroperuanos, habiendo incas mulatos como Miguel Chirinos.
Además, en el Cuzco colonial tenían un centro de educación exclusivamente para ellos, el Colegio San Francisco de Borja, que mantuvo una calidad superior al Colegio de Caciques "Del Príncipe" del Cercado de Lima (más enfocado a curacas de menor rango).
Solo los Nobles Incas, y la nobleza mexica de la Casa real de moctezuma, tenían estos altos privilegios, llegando a concederles títulos nobiliarios del Reino de Castilla, hábitos militares de las Órdenes militares españolas y distinguírseles con mercedes honoríficas.

##### Incas Titulados
Descendientes de los Incas que habrían obtenido un “título nobiliario de Castilla” de parte del Rey de España, o que lo hubieran conseguido por emparentarse con nobles españoles (normalmente por medio de matrimonios), obteniendo la facultad para heredar sus títulos a su descendencia. Estos incas titulados usualmente vivían en Europa y socializaban con las familias más poderosas de España.
Un caso muy notable fue el de la Casa de Borja-Loyola Inca como Marqueses de Santiago de Oropesa, pues su fundadora, Doña Ana María de Loyola Coya Inca (declarada «legítima heredera del Imperio de los Incas»), recibiría un título de Castilla que no era cualquier título nobiliario, pues tenía un rango especial de dominio señorial (siendo un Feudo autónomo de la Monarquía), por el que las tierras de Maras, Yucay, Urubamba y Huayllabamba, así como las haciendas de Coya, Chinchero, Pucará, Quipa, Jaquijahuana, Canco, Gualla, etc, poseían autonomía y estaban fuera del dominio directo del Rey de España (incluido sus virreyes) hasta que quedase extinto el linaje de la "Infanta del Perú". Sus dominios quedarían entonces libres de impuestos, así como del control del gobierno del Virreinato del Perú, haciendo que los funcionarios (los caciques-gobernadores Chiguantopa Inga, encargados de su administración y justicia) en ese territorio sean designados por los mismos marqueses y no por otra autoridad.

##### Incas Ratificados
Descendientes de los Sapa Incas que habrían logrado legitimar sus derechos empíricamente a través de probanzas, documentación y testimonios verídicos de parientes ratificados. De estas pánacas no había lugar a dudas de su linaje al que hacían ostentación. Ejemplos fueron: Don Alonso Titu Atauchi Inca, Don Luis Clemente Túpac Inca, Don Gonzalo Uchu Huallpa, Don Felipe Túpac Inca Yupanqui, etc. 

## Nobleza de la República de Españoles

### Historia y Características
El primer español establecido en el Perú que se le concedió un título nobiliario fue al conquistador Francisco Pizarro, a quien le fue otorgado el título de Marqués el 10 de octubre de 1537 por el emperador Carlos I. El nombre del marquesado sería elegido posteriormente por Pizarro, por lo que fue marqués sin marquesado, aunque se le conoció erróneamente como Marqués de los Atavillos y sus descendientes como Marqueses de la Conquista.

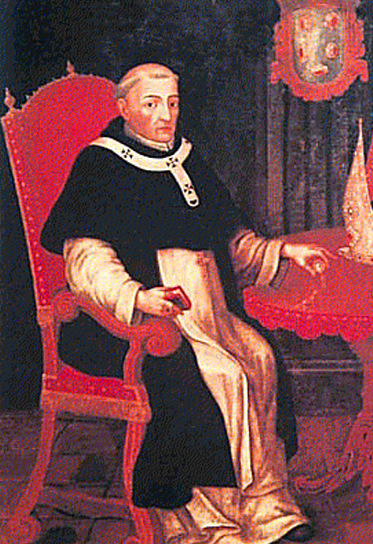
Fray Gerónimo de Loayza, noble español que fundo la Universidad Real Mayor de San Marcos.

Posteriormente, para el año 1540 (con previa autorización del emperador Carlos V y la confirmación del Papa Paulo III), el alcalde de Lima, Francisco Pizarro, fundaría la Archicofradía de la Vera Cruz de los Caballeros del Perú, o Cofradía de Caballeros Veinticuatro de la Santísima Veracruz de Lima (inspirado en la Cofradía de la Vera Cruz), una organización que solo permitía la participación de los nobles de Lima. Entre sus miembros se encontraba el Primer Arzobispo de Lima, Fray Jerónimo, y tenía la función inicial de apaciguar las divisiones de sus partidarios pizarristas y la de los almagristas, buscando la reconciliación y la estabilidad del gobierno del Perú a través de la colaboración entre aristócratas, a su vez de cuidar un fragmento de la Sanctum Lignum Crucis (la cruz en la que fue crucificado Jesús de Nazaret) y que había sido entregada por el Vaticano a la Iglesia y Convento de Santo Domingo. Posteriormente, todos los Virreyes, así como todos los Arzobispos de Lima, tuvieron membresía. Las condiciones para ser miembro las redactó el Arzobispo de Lima, Fray Gerónimo de Loayza en los Estatutos de la Cofradía de 1570, en la que debías ser un prelado católico y ser un Caballero Hijodalgo de nobleza notoria. Está Archicofradía tenía un brazo de Damas y llegó a gozar de privilegios por la Bula de 1589 de Sixto V (uniéndolo al Santísimo Crucifijo y Vera Cruz de Roma, dándole gran distinción entre todo el mundo), así como recibir, por parte de Urbano VIII, reliquias de la Pasión de Cristo y de los apóstoles. Ser miembro de está distinguida orden era una señal de gran estatus entre la sociedad limeña virreinal, ya que era señal de nobleza plena e indiscutible (ya que, solo después de ser estudiado las calidades y pruebas nobiliarias por los Mayordomos, podías ser admitido, impidiendo a los advenedizos el ingreso). Fue la institución de la Iglesia católica en Perú más importante en el antiguo régimen del Reino del Perú, siendo encargados de dirigir la Semana Santa y hasta poder hacer un indulto anual a un reo.
Muchos nobles naturales del Perú tenían una destacada tradición militar (por descender mayormente de los conquistadores españoles), por lo que servirían en las Fuerzas Armadas Españolas y participarían en sus múltiples guerras en Europa, además de prestar servicio a Monarquías aliadas como el Sacro Imperio Romano Germánico. Por otra parte, los nobles peninsulares en la corte virreinal peruana se encargarían de exportar los avances culturales del Siglo de Oro español al Perú y su Humanismo español, tratando de inculcar a los nobles peruanos una cultura en el que la alta dignidad no sea determinada solo por las "armas", sino también por la "virtud" y las "letras" como notas distintivas, reforzando los vínculos que los nobles tuvieron con la Cultura peruana (siendo muy influyentes en el desarrollo de las múltiples costumbres populares del Perú virreinal) y provocando que muchos nobles criollos se fascinen por el desarrollo de las Artes y la Literatura (haciendo que varios nobles peruanos destacaran como poetas), fundándose la Academia Antártica en Lima.
De entre la nobleza blanca, y pese a la creencia popular, los criollos no tuvieron un trato de "segundones" frente a los peninsulares, de hecho, los criollos solían recibir más títulos de nobleza que los españoles en toda América (siendo los criollos un 46,75% de beneficiarios, frente a los peninsulares que eran el 40,25%). Además, incluso los criollos plebeyos del común solían ser miembros de las Órdenes Militares, las cofradías religiosas, el ejército y otras instituciones, lo cual fue facilitado por la política de venta de cargos (iniciada por Carlos II) hacia las Audiencias indianas y les daba ventajas frente a los peninsulares (que solo empezarían a tener un aumento de participación política en las reformas borbónicas). Aquella política de venta de cargos propicio la inserción de los criollos en la burocracia virreinal, lo cual fue un requisito implícito para poder acceder a la titulación nobiliaria. Además, el territorio del actual Perú (sobre todo la ciudad de Lima) fue el que más nobles españoles americanos (criollos) llegó a contribuir a los Reinos de Indias durante la era de la Casa de Austria (resaltando más la nobleza por servicios burocráticos que empresariales), con Luis Ibáñez de Segovia Peralta como el único súbdito americano que obtuvo 2 títulos de nobles. Esta concentración de títulos nobiliarios pudo deberse a la preponderancia del Perú, y sobre todo Lima, para gobernar la Sudamérica hispana, que a su vez era causado porque desde Lima se hacían servicios a la Capitanía general de Chile, la Real Audiencia de Panamá, etc. (y también porque se daban mejores oportunidades, en contraste con la Ciudad de México, para que sus compatriotas accedan a los cargos políticos).
La nobleza titulada durante la Casa de Borbón se volvería una elite de la elite, y los virreyes ya no serían seleccionados en función de ser parte del círculo personal del Rey y más por su eficiencia administrativa. La edad dorada del criollismo llegaría a su fin en América para los años de 1760-1770, debido a las políticas de José de Gálvez y Gallardo en el Consejo de Indias para reforzar la autoridad de la Corona Española (y de colateral, a los peninsulares) frente a las denuncias de corrupción en contra de los españoles americanos.

"Durante la colonia, la nobleza peruana careció de poder, salvo en el siglo xviii en que cogobernó en las Audiencias y otras entidades oficiales"
Jorge Basadre, 2005, t.1, p. 206

### Clasificación

#### Alta nobleza
Según la teoría Iusnaturalista de la Escuela de Salamanca, basada en las Filosofías políticas medievales de la Escolástica Aristotélico-Tomista y la Teología política del Agustinismo político, la nobleza alta debían ser los representantes de una forma de gobierno llamada Aristocracia, según su sentido etimológico en la obra de Aristóteles y Platón (Aristos:mejores y Cratos:poder, o sea, el gobierno de los mejores). Es decir, debían ser personas que estaban predispuestas a ser dignas de Virtud por Honor propio (según la Ética de las virtudes, poseedores de grandes dotes morales, con gran dominio de su voluntad) y con un tacto político talentoso, en función al Derecho natural que emanaría de la Ley divina. Razón por la que habían sido selectos por la Sociedad política para gobernar (al demostrar su honor con sus servicios a favor de la sociedad) y que tenían un deber de preservar tales dotes a través de un linaje familiar que siguiera transmitiendo sus virtudes de generación en generación (y legitimado el privilegio en cuanto se ordenaran a la ley eterna, y cumplieran con el pacto de servicio y protección a los del común). Por tanto, el Reino debía constituirles, a estas personas selectas por su gran virtud, en un estamento propio que guíe al resto de nobles al Reinado social de Jesucristo, empezando por el Rey como su cabeza (que debía ser indudablemente aristócrata, o podía ser forzado a abdicar si la persona no cumpliera con el deber que exigía la Corona, incluso era legal el Tiranicidio de presentarse un estado de crisis).

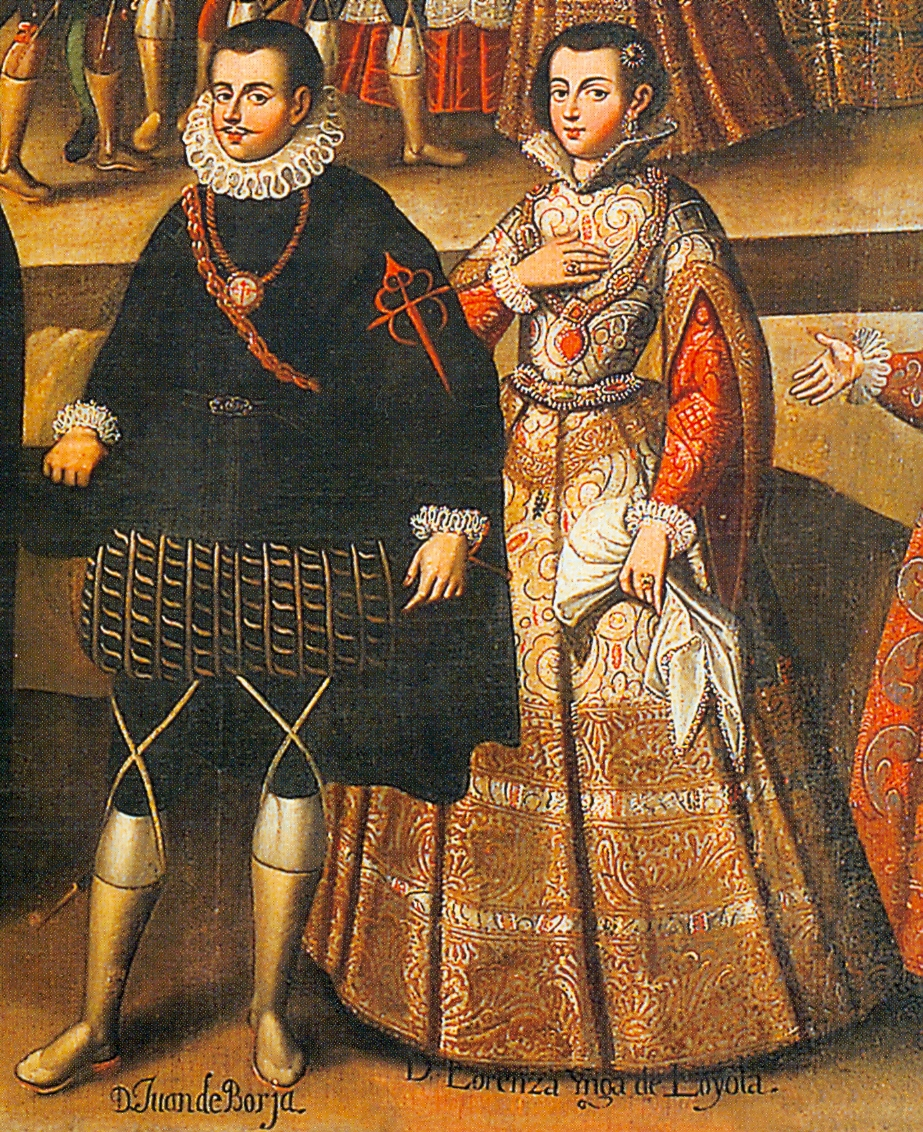
Martín García Óñez de Loyola (español de la alta nobleza blanca en Perú), casándose con Ana María de Loyola Coya (inca miembro de la alta nobleza indígena). Tal unión daría paso a la poderosa Casa de Borja-Loyola Inca.

En la práctica, a los que se consideraba los más virtuosos eran los que el Rey de España (que era percibido como una persona intachable por su gran educación propio de su linaje) les otorgaba su confianza personal en los asuntos de estado en todo el imperio global, constituyendo la Corte de España. Esto fue fundamentado, en tiempos de los Borbones regalistas y absolutistas, de que el juicio del Rey era el más sabio de entre todos los miembros de la Monarquía, y que únicamente le daría estas altas responsabilidades sociales a personas dignas de ser considerados aristócratas y no a simples nobles, pues se decía que era propio de la persona del Rey el que este tuviera una consciencia que razonase virtuosamente por el poder que emanaba de su dignidad real. Sin embargo, en tiempos de los Habsburgo, más foralistas y particularistas, había más énfasis en que el Rey debía corresponder su juicio con los fundamentos presentados en las libertades de los nobles, es decir, que los nobles ganaban privilegios por cumplir con los estatutos de sus Fueros (dado tales estatutos por los Cuerpos intermedios, que representaban instituciones provenientes del Pueblo llano en las Cortes), y eran miembros de la alta nobleza quienes mejor cumplieran con las condiciones de tales estatutos pactados con el pueblo, que exigían virtud (entonces, la confianza del Rey se ganaba en virtud de cumplir esa excelencia objetiva, y no tanto en la subjetividad de su consciencia del Rey; y el rey mismo estaba sometido a ser garante de esa excelencia objetiva en vez de imponer su criterio personal por ser soberano). Finalmente, esta alta nobleza eran los miembros de la Grandeza de España, magnates, optimates, barones y ricoshombres.
En el caso peruano, estos lo constituían en su gran mayoría los nobles peninsulares (específicamente los de la Corona de Castilla), por ser frecuentemente los que tenían la confianza personal del Rey, razón por la que solían poseer los más altos cargos, como ser Virreyes del Perú o Capitán general de Chile. Aunque también existieron ciertos nobles criollos en la alta nobleza (como los virreyes criollos), y estaba la posibilidad teórica de que hubiera nobles indios y mestizos (como el caso de la Casa de Borja-Loyola Inca, cuyos miembros eran integrantes de la Corte). Pero en los hechos solo se integraban nobles criollos e indios que llegaran a desarrollar algún vínculo con nobles peninsulares, sea por uniones matrimoniales o ganándose su amistad de estos. Este inconveniente no fue por causa de la legislación española, sino por la distancia geográfica con la sede del Rey en Madrid.

#### Baja Nobleza
Estos lo constituían los nobles españoles con linajes de hidalgos, infanzones y otras categorías nobiliarias pequeñas, incluido los que fuesen nobleza personal (sin linaje).

«hidalguía es nobleza que viene a los hombres por linaje y por ello los que tienen derecho a ella deben guardarla mucho, sin dañarla ni menguarla; pues ya que el linaje hace que los hombres la tengan como herencia, el hidalgo no debe querer ni tener la mala ventura de que lo que otros comenzaron y dieron en herencia se mengüe o se acabe con él»
Siete Partidas

Entre la nobleza existían, entre otros, los niveles de hijosdalgos, titulados y grandes. A los hidalgos se les exigían tres cualidades: lealtad, verdad y fidelidad. Sus atributos, concepto manejado erróneamente por la historiografía tradicional, eran recibir la nobleza por los cuatro costados de tiempo inmemorial (antepasados directos, paternos y matemos), poseer un linaje notorio, solar conocido, escudos de armas, estar empadronados como hidalgos, ser cristianos viejos, no ejercer oficio vil, técnico o manual, ser señores de vasallos, no haber recibido condena de tribunal religioso o civil y no pagar contribuciones como “pechos” o tributos.
Verónica Zárate Toscano

En el Perú, y en toda la América Española en general, en la práctica lo constituían mayormente los nobles americanos (nobleza de Indias), o sea, los nobles Criollos (descendientes de hidalgos y otros miembros de la baja nobleza castellana, que fueron los que financiaron la empresa de conquista, o contribuyeron con sus servicios en la consolidación del Virreinato del Perú), quienes no lograron constituir un orden jurídico e institucional muy avanzado como la nobleza peninsular (en parte por cierta desconfianza del Rey al estamento americano por las rebeliones de los Encomenderos y las denuncias de Bartolomé de las Casas a los españoles en América, provocando que la Monarquía española diera restricciones a su poder de estos y sus descendientes). Pero formalmente eran baja nobleza por carecer de participación significativa entre las altas esferas sociales del imperio global, que era el círculo más cercano al Rey; por lo cual, según la ley, no sería su baja nobleza por cuestión de su casta, sino por no lograr demostrar altas virtudes en la sociedad política, en lo que pudo influir las limitaciones tecnológicas de la época con la dificultad de comunicación con Madrid para poder expresarse y demostrar sus dotes (como también las noticias de Corrupción política entre algunas familias de criollos, que les dio mala fama y se usó de excusa en los peninsulares absolutistas para limitarles).

"Los españoles que migraban a América pretendían regirse por las normas, valores, etc., existentes en la península, mostrando especial interés por su acceso a la nobleza. En España se llegaba a la nobleza por herencia, por riqueza, por méritos guerreros o por concesión regia. Sin embargo, el orden jurídico e institucional era relativamente poco significativo para la constitución social de la nobleza americana, ya que... la restrictiva política nobiliaria de la Corona española, previno el surgimiento de un estamento amplio y poderoso de nobles americanos. Las fronteras entre el estamento nobiliario y el estado llano se situaban en la hidalguía, aspecto del que alardeaba todo aquel que aspirara al desempeño de determinados cargos públicos o al ingreso en ciertas corporaciones. Sin embargo, el concepto de hidalguía era demasiado ambiguo. El estamento nobiliario americano se configuró durante un largo proceso ya que, debido a las restricciones en el siglo xvi, el número de americanos que obtuvieron hábitos militares y títulos nobiliarios, fue pequeño. En el siglo xvii, la situación cambió, porque se vendieron hidalguías, oficios públicos, certificados de limpieza de sangre, legalización de títulos de propiedad de origen dudoso, títulos de nobleza y hábitos de caballería. Los hábitos resultaban particularmente codicados por cuanto su investidura entrañaba un reconocimiento impícito de nobleza; y en el caso de título su otorgamiento suponía la culminación suprema".
Eugenia Bridikhina

Sin embargo, también habían nobles peninsulares en la baja nobleza del Perú, estos provenían como comerciantes catalanes de la Corona de Aragón (con sus títulos nobiliarios propios, como Homes de paratge, ciudadanos honrados, ciudadanos de inmemorial, etc) o comerciantes vascos del Reino de Navarra, en donde los del Señorío de Vizcaya eran todos hijosdalgos.

#### Nobleza Corporativa
Una posición intermedia extraoficial (una categoría no formalizada en ninguna legislación del Imperio español, pero existente a nivel historiográfico), en la que los constituían los integrantes de Órdenes Militares-religiosas (sobre todo las Órdenes militares españolas), Maestranzas, Cuerpos, Corporaciones Coloniales (como el Cabildo colonial o altos mandos del Ejército Real del Perú) o Cofradías caballeresco-nobiliarias. Aparte del fuero militar, también destacaban los del Fuero eclesiástico, en su gran mayoría los Jesuitas del Perú.

Esta última clase es una categoría factual, sin un estatus jurídico diferente de la hidalguía, salgo algunos privilegios jurisdiccionales y no en todas las entidades que forman parte del fenómeno asociativo de la nobleza, tan abundante en España desde la Edad Media. Sin embargo en la apreciación social o protocolaria es una categoría que excede de las simples hidalguías aunque no llega a la dignidad de títulos del reino o Alta Nobleza.
Manuel Fuertes de Gilbert Rojo

Tenían un estatus similar al de los hidalgos de la baja nobleza, pero a su vez con ciertos privilegios extras en materia jurídica (que les daba fácticamente más dignidad social, por ser intermediarios entre clases sociales y estamentos, siendo vitales para el Corporativismo de la Monarquía y la integración del indio a la hispanidad), aunque sin ser miembros íntegros del fenómeno asociativo de la nobleza alta.

se utiliza la denominación de «Nobleza Corporativa» o «Nobleza Colegiada» para singularizar el grupo social que formó parte o que se integra aún en las distintas manifestaciones del asociacionismo nobiliario español, sean éstas las Ordenes Militares españolas o las internacionales, las Reales Maestranzas de Caballería o las Divisas, Cuerpos, Cofradías o Hermandades nobles históricas o actuales. Esta Nobleza Corporativa ocupa sociológicamente una posición intermedia entre la Alta y la Baja Nobleza, sin otros privilegios y exenciones que los propios de ésta última pero con una estima y consideración social muy superior a ella.
Manuel Fuertes de Gilbert Rojo

## LosTítulos del Perúy la abolición de la nobleza
El 27 de noviembre de 1821, José de San Martín dispuso denominar a los antiguos títulos de Castilla como "Títulos del Perú". Los miembros de la nobleza que aceptaran esta denominación tenían la obligación de validar sus títulos nobiliarios ante el nuevo gobierno del Protectorado y continuar pagando los antiguos impuestos de lanzas y medias anatas. Entre enero y mayo de 1822, varios miembros de la antigua nobleza revalidaron ante el Ministerio de Hacienda sus títulos de Castilla como títulos del Perú bajo sus antiguas denominaciones (entre ellos figuraron varios firmantes de la Declaración de Independencia como el conde de la Vega del Ren, el vizconde de San Donás, el conde de Vistaflorida, el marqués de Villafuerte, el marqués de Corpa, el marqués de Montemira, el conde de San Juan de Lurigancho, el Conde de San Isidro, el marqués de Torre Tagle, o el marqués de Montealegre de Aulestia). 
Muchos miembros de la nobleza peruana llegarían a ser líderes importantes en la Guerra de Independencia del Perú, tanto como realistas como patriotas, debido a la inculturación de la Noblesse oblige en la idiosincrasia de la aristocracia, haciéndoles sentir un deber moral de inspirar Responsabilidad social entre las personas del pueblo llano, de guiarlos hacia el Bien común a través de un buen gobierno de las capas sociales, lo cual en el caso realista se expresaba en un espíritu reformista basado en la Tradición política como reacción a la decadencia absolutista del Antiguo Régimen de España. Sin embargo, quienes apoyaron la Independencia llegarían a desarrollar un entendimiento mas elitista de los deberes aristocráticos, en el que consideraron que las oportunidades de acceso a los mecanismos de poder no debían ser excesivamente abiertos ni con mucha facilidad de Movilización social, bajo la creencia del liberalismo paternalista de que los peruanos no estaban preparados para un gobierno democrático y que las instituciones corporativas (Corporaciones coloniales y Cuerpos intermedios), que permitían un grado de participación social en el régimen virreinal, eran la causa del atraso feudal de los pueblos y que era necesario una Ingeniería social completa con la revolución hecha desde arriba. Aunque ello no impidió que varios sectores de la nobleza peruana utilizaran el movimiento liberal para justificar ideológicamente la existencia de una Oligarquía en el que las esferas de poder social, político y económico debían seguir controladas por los miembros de las familias nobiliarias (específicamente los de la Oligarquía criolla, en su mayoría la baja nobleza de república de españoles que con ayuda de la Burguesía terrateniente anhelaba expulsar a la alta nobleza defensora del Corporativismo virreinal, así como la influencia de la nobleza peninsular y la nobleza indígena con sus intereses particulares que eran esenciales en el sistema corporativo) y con ello sería de gran importancia la defensa del concepto liberal de Igualdad ante la ley para eliminar esos mecanismos de protección corporativo que tenían el resto de grupos sociales.

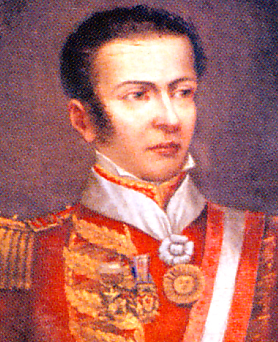
José de la Riva-Agüero, noble criollo que fue partícipe en la Independencia del Perú. Aunque posteriormente se arrepentiría de ello en sus Memorias.

Los únicos títulos creados o que cambiaron de denominación durante el Protectorado fueron los de marqués de Trujillo en favor de José Bernardo de Tagle, antiguo marqués de Torre Tagle, por su participación en la proclamación de la Independencia en esa ciudad (1 de junio de 1822) y el de conde de San Joaquín en favor de Joaquín Dionisio de Azcona, intitulado antes II conde de San Carlos. El grueso de la antigua nobleza (entre ellos varios realistas que emigraron a España) no inició el trámite de validación ante el nuevo gobierno y a varios otros se les negó la revalidación principalmente por motivos políticos (sobre todo a la nobleza indígena por ser sus títulos de Indias y no de Castilla, así como los nobles criollos antiliberales o con rencillas con los caudillos y argentinos). 
Por orden del 1 de mayo de 1822 del ministro Bernardo Monteagudo, se publicó la lista de todos los títulos de Castilla que no se habían revalidado y a los que se les concedió el plazo perentorio de ocho días para iniciar el trámite bajo pena de declararlos caducos. A través de la misma orden, Monteagudo (quien podía mantener rencillas personales con algunos nobles) decidió que diez títulos se remitieran para su esclarecimiento a la Alta Cámara de Justicia "por falta de carta de sucesión, adeudo de derechos, u otros motivos políticos" (entre ellos el de Conde de San Isidro que ostentaba Isidro de Cortázar, alcalde del Cabildo de Lima que había declarado la Independencia) y a otros cinco se les requirió el cambio de denominación para que se adecuaran "al espíritu del actual sistema" (conde de Premio Real o marqués de la Real Confianza).
De acuerdo con estas estimaciones oficiales, hacia 1822 existían en el Perú cerca de 87 antiguos títulos de Castilla, la mayoría de los cuales no fueron nunca revalidados ante el nuevo gobierno. Germán Leguía y Martínez dice que sus antiguos poseedores los dejaron caducar en el Perú "ora por orgullo o pertinacia realista, incapaces de acudir a un gobierno que no era de sus simpatías; ora por la convicción de que sería escasa la vida del sistema; ora por indolencia de clase; ora por indiferente contemplación de los sucesos; ora por desprecio del acto mismo...; ora, en algunos muy contados, por democrática resolución de prescindir de honores huecos y denominaciones vacías". Al final, solo 21 antiguos títulos finalmente se revalidaron como Títulos del Perú de acuerdo con la lista oficial que se publicó en la Gaceta de Gobierno el 23 de mayo de 1822.
Estos nobles que apoyarían la independencia peruana no habrían sido ni la mitad de la aristocracia peruana (pues la tendencia fue mantenerse realista), pero añoraban que el nuevo régimen presentaría una continuidad donde ellos seguirían siendo la elite social.Entre sus aportes culturales fue que la bandera rojiblanca sea presentada por el conde de la Vega del Ren.
Abandonado el proyecto de la monarquía peruana y establecida la república como sistema político, el primer Congreso mediante el Decreto Legislativo 2300 declaró abolido todo título de nobleza el 11 de noviembre de 1823, dos años después de la firma del Acta de Independencia. De acuerdo con decreto del Congreso refrendado paradójicamente por Tagle y Berindoaga, quedó derogado el decreto de San Martín de diciembre de 1821 y se prohibió a los ciudadanos peruanos el uso de todo título de nobleza. Después de esto el Estado ya no reconoció la nobleza legalmente, ni mucho menos se estableció una monarquía "nacional", como fue el deseo del libertador San Martín al independizar al Perú.
Sin embargo, en cuanto a la nobleza indígena, un primer intento de disolución contra este estamento se dio con el Protectorado de San Martín, en donde si bien en un inicio quería favorecer a los Monarquistas peruanos, se había dejado claro que los títulos que se mantuvieron como "títulos del Perú" no incluían a la nobleza Indígena (titulados de Indias), solo a los nobles españoles y criollos (titulados de Castilla) que firmaron la declaración de Independencia. Aquello se evidenciaría en la relación que hace el marqués Torre-Tagle, en el que no figura ningún título indígena. Además que, en el juramente de la independencia del 8 de enero de 1821 por Torre Tagle en Trujillo, se excluyó a representantes indígenas del Cabildo de Naturales y de curacas famosos en las poblaciones rurales, como Manuel Anselmo Carhuaguatay, e incluso se ignoró la solicitud de la nobleza indígena de la región de Cajamarca para participar en el proyecto monárquico de José de San Martín y Bernardo de Monteagudo a través de proponer al cacique Don Manuel Soto Astopilco (cacique principal de las Siete Huarangas de la provincia y descendiente de Atahualpa) como posible rey del Perú. Aquello dejó entrever de manera tácita que el movimiento liberal sanmartiniano podía concluir en un gobierno monárquico, o quizá republicano, pero en cualquiera de los casos, sería dirigido por la elite de criollos y no por indígenas, por más señoriales y de regias prosapias que pudiesen hacer ostentación, incluso estaban anhelando la venida de un Rey Europeo nada familiarizado con los nobles incas (cuyas propuestas para el posible trono peruano eran escuchadas para ser ignoradas), lo cual causó que la mayoría de indios nobles se una al Ejército Real del Perú. Fue por ello que los titulos del Perú (de la nobleza criolla) ya habían sido disueltos con la Constitución Política de la República Peruana de 1823 (desconociendo de paso la legalidad del Consejo de Nobles Incas Cusqueños), mientras que los títulos indígenas sobrevivieron en la resistencia del Virrey José de la Serna en el Cusco un año más, hasta 1824, año en que entró Simón Bolívar (caudillo venezolano que también era de la nobleza criolla del Virreinato de Nueva Granada). 
Fue así que el dictador del Perú, Simón Bolívar, abolió los privilegios de los nobles incas (según decreto de junio de 1825), y con la Constitución de 1826 se dieron por abolidos los “antiguos cabildos e instituciones” virreinales, siendo la estocada final a la nobleza indígena, y en general, a todo rezago de la nobleza peruana. Propuestas de disolver la institución del Consejo de los 24 nobles electores Incas del Cusco habían recibido el apoyo de políticos como Salazar y Baquijano, Bernardo de Monteagudo, Rivagüero, Andrés de Santa Cruz, Hipólito Unanue, etc. Cuando esta institución comenzó a desaparecer, con ella se perdería el registro de los descendientes directos de la Casa real incaica, perdiéndose, por lo tanto, los vestigios de los descendientes de los Incas que forjaron el Tahuantinsuyo.

Decreto: Que ningún individuo del Estado exija directa o indirectamente el servicio personal de los peruanos indígenas, sin que preceda un contrato libre del precio de su trabajo. Que la igualdad entre todos los ciudadanos es la base de la Constitución de la República; que esta igualdad es incompatible con el servicio personal que se ha exigido por fuerza a los naturales indígenas, y con las exacciones y malos tratamientos que por su estado miserable han sufrido éstos en todos tiempos por parte de los jefes civiles, curas, caciques y aun hacendados
Bolívar, 1825

La mayoría de poseedores de títulos de nobleza de Castilla o de Indias se exiliaron a España luego de la proclamación de la Independencia (1821), pero los que permanecieron en el Perú se arruinaron política y económicamente ante el nuevo régimen de la República. Esto se debió a que, en cuanto a la nobleza blanca, sus bienes y Medios de producción fueron confiscados, y en cuanto a los caciques indígenas, fueron despojados de sus tierras, que empezaron a pasar a manos de criollos y mestizos, mientras que la población indígena, con la República, perderían la autonomía política que le garantizaba la representación política de los nobles indios.
Varios descendientes de los incas, que vivían en Cusco desde antes de la conquista, fueron a vender sus propiedades a partir de 1830 (mayormente casonas y tierras, aunque a veces se incluían haciendas). Para 1880, la mayoría de antiguos nobles incas habían vendido sus casas con siglos de tradición. Además que varias dinastías, como los Guamantica, se extinguieron, y muchas otras desaparecieron de la vida pública.

### Nobleza criolla en la vida republicana
Al igual que sus pares indígena, hubo varios nobles blancos y castizos que fueron arruinados política y económicamente tras la Independencia del Perú, como los que fueron partidarios del Ejército Real del Perú. Estos serían deportados forzosamente, y sus bienes y propiedades confiscadas por el gobierno, por orden de Bernardo de Monteagudo (mano derecha de José de San Martín) y sus políticas Jacobinas que deseaban debilitar a los grupos Reaccionarios. Aquello también buscó la extinción de la influencia de los peninsulares en todos los ámbitos sociales, incluido los que se mantenían neutros en la guerra civil, pero que se les consideró enemigos del Protectorado de San Martín, en una clara muestra de Radicalismo inspirado tibiamente en la Guerra a muerte. Esto sería continuado por Simón Bolívar en el Tratado de paz tras la Batalla de Ayacucho, que consignaba el exilio de los nobles peninsulares y sus aliados (ósea, los realistas, incluyéndose los plebeyos) del Perú, aunque con financiación de la República del Perú; sin embargo, no se tuvo la misma misericordia con los nobles que habrían sufrido un "holocausto aristocrático y realista" durante el Segundo sitio del Callao. Los que se retiraron del Perú, terminaron haciéndose un nuevo lugar en España como los Ayacuchos y Caciques, y participando en las guerras carlistas o en la Regencia de Espartero.
Sin embargo, y pese a la abolición formal de la nobleza, muchos nobles criollos (sobre todo los promotores de la Revolución liberal de la Independencia del Perú) lograrían adaptarse al intento de Revolución burguesa post-Independencia. Así, formarían parte de una Oligarquía criolla, compuesta en gran medida por la antigua elite colonial, como también de muchos blancos y castizos plebeyos con suficiente Capital para hacerse un lugar en la sociedad con nuevas reglas de Movilización social en base al Homo œconomicus y sin practicar el Corporativismo medieval. Su máximo esplendor de estos nobles criollos en el nuevo régimen se lograrían durante la República Aristocrática, pero luego serían opacados por la alta burguesía sin orígenes nobles tras el Oncenio de Leguía, junto al ascenso político de un Proletariado urbano indo-mestizo tras el Gobierno Revolucionario de la Fuerza Armada, como del de una Pequeña burguesía mestiza tras el Gobierno de Alberto Fujimori. Algunas figuras notables fueron:
- José de la Riva-Agüero, quien fue el Segundo Presidente del Perú y un militar que defendió duramente el proyecto liberal, hasta que terminaría arrepintiéndose por la Corrupción política del nuevo régimen y publicando sus Memorias sobre el fracaso de la Independencia y las causas de su mal éxito, llamadas también Memorias de Prunovena.
- José de la Riva Agüero y Osma, quien fue un historiador y político que en su juventud (a los 26 años) se dio la tarea de realizar un viaje a caballo por la sierra sur del Perú para conocer de manera directa los territorios y espacios históricos de las zonas rurales e indígenas que solían ser ignorados por la intelectualidad limeña de esa época, que solían estudiar desde el Enciclopedismo abstracto y sin poner a prueba sus conclusiones con experimentar la vida del indio.[106][107]

“Él pertenecía a la élite y la aristocracia. Era un joven que bien podía viajar a Europa, cómo lo hacían muchos estudiosos en ese momento, pero decidió ir a la sierra del Perú, en una época en que, incluso, los indigenistas no tomaban esa ruta y esfuerzo. Con esos apuntes de viaje produce una serie de interpretaciones sobre la historia del Perú que siguen vigentes hasta ahora”.
Juan Luis Orrego

### Nobleza indígena en la vida republicana
Durante el resto del siglo XIX y en el XX, siguieron perdurando de manera informal los cacicazgos indígenas, aunque aislados de participación en el estado peruano y ausentes de una institucionalidad sólida para hacer valer sus intereses de su comunidad, siendo invisibilizados y teniendo anécdotas de carácter puramente local. Mayores infortunios recibirían los curacas de la Amazonía del Perú, los cuales, además de tener conflictos tribales entre ellos, incluso serían atacados por los caucheros peruanos y extranjeros, que desconocían o ignoraban sus derechos. Algunas figuras fueron:
- El futuro curaca Itushpa, hijo del curaca Petropiri de los awajún, arribó a Lima en diciembre de 1868 para solicitar al presidente José Balta apoyo militar, por causa de que los "antipas" (jíbaros) habían atacado a su pueblo y capturado a su padre. El gobierno aceptó la solicitud y le envió una pequeña tropa. Pasado el tiempo (ya entronizado como curaca), agradecido con el estado peruano, apoyo en la política de construcción de caminos, carreteras, puestos militares y en la evangelización de su pueblo.[108]

“Se dice que es el hijo de un jefe de una tribu que ha sido hecho prisionero por sus vecinos y que él viene a solicitar a las fuerzas del gobierno liberar a su padre (...) Diría que tiene unos diecisiete años, su mirada tiene la vitalidad de la de un tigre, sus cabellos negros brillantes aplanados caen sobre sus hombros desnudos, sus movimientos son ágiles, se mueve con una facilidad sorprendente”.
Théodore Ber (turista y arqueólogo frances), 1868

- En Lima, entre los años 1886 y 1890, arribarían a la capital un grupo de asháninkas, la tierra de Pangoa, bajo el mando de su curaca (de nombre desconocido) y un grupo de frailes franciscanos. Allí se presentó con el presidente Andrés Avelino Cáceres, del que había oído anécdotas de sus éxitos militares en el interior del Perú (y cerca a sus dominios) durante la Campaña de la Breña. Fue recibido con gran afecto que hasta se le ofreció a Cáceres que sea su Padrino de bautismo.  Lo mismo paso con su hijo de este curaca, llamado Churihuanti, que en 1922 volvería a viajar a Lima y recibió igualmente un sincero respeto, junto a más pruebas de afecto del ya anciano Cáceres, así como aceptación de su solicitud para ser también su padrino de bautismo, junto con Doña Lucila Hortensia Cáceres. Posteriormente Churihuanti se cambió de nombre en su honor, siendo el curaca Andrés Avelino Atahualpa Churihuanti.[109][110]

- El curaca Odicio, nacido en Aguaytía a fines del siglo XIX, sería capturado por un grupo de guerreros shipibo-konibo cuando era un infante, los cuales, tras criarlo por un tiempo, lo venderían al cauchero Hugo César Odicio, quien por suerte se dio el deber de cuidarlo e instruirlo en su hacienda de Contamana. Ya crecido, el curaca, renombrado Simón Bolívar Ceteno Odicio, se propuso incursionar a los pueblos kakataibos (kakatai, xukenho y tunano) de Ucayali para así unificarlos bajo su reinado y evangelizarlos en la fe católica. Fue así que, tras intentos pacíficos como violentos, Odicio se transformaría en el primer Hatun Apu Curaca de los Kakataibos de Ucayali. Consolidado su dominio, viajó a Lima a reunirse con el presidente del Perú, donde solicitaba tierras comunales para garantizar la estabilidad de su pueblo libre de los caucheros, y que el gobierno republicano actuara como intermediario para estrechar relaciones con los shipibo-konibo, pueblo con los que los kakataibos tenían disputas y enfrentamientos. Manuel Prado Ugarteche le reconoció su autoridad bajo la condición de que ayudara en la construcción de la carretera Lima-Pucallpa sin conflictos, y aceptado tal acuerdo, el gobierno le reconoció un aproximado de 60 mil hectáreas de tierra para los pueblos bajo su dominio. Pese a sus éxitos, este noble es controvertido, pues una corriente historiográfica lo ve como un gran estadista que velaba por su pueblo, mientras que otros lo juzgan como un déspota y colaboracionista con los explotadores caucheros y el gobierno (con los que tuvo tratos para beneficiar mayormente a su pueblo, sin considerar los posibles impactos negativos que tendría sus acuerdos para otros pueblos indígenas).[108]

"Mientras que los que fueron tres pueblos distintos (los conibo, los shipibo y los shetebo) devinieron en una unidad étnica y lingüística más o menos homogénea (el pueblo shipibo-conibo contemporáneo), las bandas étnicas que habitan las tierras al oeste del Ucayali mantuvieron su diversidad
y sus diferencias hasta que un hombre cashibo-cacataibo llamado Simón Bolívar Odicio se propuso unificarlas hacia la década 1920. Este tardío proceso de integración ciertamente trajo consecuencias políticas y sociales, ya que los grupos unificados por Bolívar Odicio empezaron a establecer relaciones más estables y duraderas entre ellos, y, en nuestra opinión, se empezó a gestar la idea del pueblo cashibo-cacataibo, que hoy es referido mediante el término cacataibo"
Cortez, 2011

“Vinieron unos ingenieros de Lima y buscaron al señor Ceteno Odicio Bolívar para que él los guiara haciendo las trochas desde Pucallpa hasta Aguaytía. Porque ellos ya lo conocían de acá desde Aguaytíaa Pucallpa, de acá este territorio. Entonces ellos vienen, le buscan al señor Ceteno Bolívar le dicen ‘te juntas
entre 15 o 10 que nos acompañen para hacer la trocha en la carretera’. Entonces ellos partieron de Pucallpa, cuando Pucallpa todavía no existía, pero había unas cuantas viviendas ahí. Entonces ellos partieron desde ahí, haciendo la trocha y llegaron hasta Aguaytía, y de Aguaytía se fueron para el Boquerón, para Tingo María”.
Wilton, 1940

- El aventurero español Alfonso Graña terminó apresado por los jíbaros (shuar) durante una de sus exploraciones, pero tuvo suerte de que la hija principal del curaca Hatun Apu (gran jefe o señor) solicitara su libertad, debido a que se enamoro de él. Posteriormente, ambos contrajeron matrimonio acorde a las costumbres jíbaras. Así, Alfonso asumió el estilo de vida de los jíbaros, y, fallecido su suegro, se convirtió en el curaca principal de los jíbaros. En su mandato, desarrollo alianzas estratégicas con otras tribus vecinas, consolidando la unidad de los jíbaros, aguarunas y huambisas en una confederación que se extendía en los ríos Nieva y Santiago del Alto Marañón, haciendo de sus dominios unos muy prósperos y extensos, llegando a desarrollar el comercio de las tribus con la próspera ciudad de Iquitos. El presidente Luis Miguel Sánchez Cerro reconoció su reinado en 1933.[111][112][113]
- El apu[114] Tariri, quien fue un poderoso noble amazónico, con 2000 shapras de Loreto como sus vasallos. Este cacique hizo negociaciones con el presidente Manuel Odria, con el que se comprometió a unificar a los shapras bajo su reinado, y posibilitar así la evangelización de su pueblo al catolicismo, a cambio de que la República del Perú reconociera su autoridad y las tierras comunales de su pueblo. Posterior a ello, Tariri viajó a los Estados Unidos en 1957, en donde se presentó a varios programas de Hollywood y llegó a ser modelo para el artista Douglas Riseborough, quien le retrato en varios murales del país. Volvió en 1965 a Estados Unidos para dar conferencias en Nueva York y Washington.[108]
- El apu Kúkush, quien fue a la ciudad de Lima en agosto de 1983, acompañado de un séquito de guerreros y consejeros. Se hospedo en el Gran Hotel Bolívar y fue transportado por personal del estado peruano en un auto Cadillac hacia palacio de gobierno. Fue ahí donde presentó sus quejas al presidente Fernando Belaúnde Terry, explicando que el ejército republicano había invadido sus dominios y que incluso él mismo fue herido en algunas escaramuzas. Kúkush exigió la autonomía de su pueblo, junto a que se conceda un título de propiedad comunal para las tierras de los Achuar. En su primer gobierno, Belaunde había incrementado la colonización de las fronteras con Ecuador, haciendo que choque con los intereses de las comunidades indígenas que vivían allí. Pese a las conversaciones, no se llegó a nada concreto, ya que Belaunde recurría a un nacionalismo basado en la Razón de Estado de una soberanía nacional abstracta que estaba por encima de los intereses locales de los pueblos amazónicos. Durante la guerra del Cenepa, los apus achuar se mantuvieron neutrales, pero aun así peruanos y ecuatorianos los reclutaban forzosamente por tener una gran formación de conocimientos sobre el terreno.[108]
- El apu Evaristo Nugkuag Ikanan, quien es un líder del pueblo Awajún. Ya desde muy joven, se dedicó a organizar a los pueblos indios de la cuenca del Amazonas para que estos tuvieran los medios para proteger sus derechos comunales, sus tradiciones ancestrales, su identidad cultural y el medio ambiente amazónico. A su vez promovió un proyecto educativo que consistía en que los niños indígenas de la Amazonía tuvieran una educación bilingüe y acordé a su cultura, para evitar la asimilación forzada. Con estas misiones, fundó el Consejo Aguaruna y Huambisa (CAH), la Asociación Interétnica para el Desarrollo de la Selva Peruana (AIDESEP) y la Coordinadora de las Organizaciones Indígenas de la Cuenca Amazónica (COICA). Sus esfuerzos dieron resultados al contener a los invasores peruanos durante el segundo gobierno de Alan García, que tras el Baguazo del 2009, la República del Perú tuvo que desistir tras la presión mediática y pésimas decisiones que generaron una Crisis política en 2009 y una rebelión de más de 5000 indígenas que estallaron una insurgencia. También logró repeler a las milicias comunistas del PCP-Sendero Luminoso y el MRTA, a los narcotraficantes y extractivistas ilegales.[108]
- El apu[114] Alberto Pizango, Presidente de AIDESEP y representante de los apus de la Amazonía (como líder de la etnia chayahuita), logró unificar una gran coalición de pueblos indígenas que se rebeló contra el gobierno de Alan García en el Conflicto de Bagua.[108]

"Así como él (Alan García Pérez) ha decretado el estado de emergencia, los pueblos indígenas también van a decretar el estado de emergencia, alli en sus territorios. El comité nacional de lucha ha decidido declarar a nuestros pueblos en insurgencia, esto significa que nuestras leyes ancestrales pasarán a ser leyes obligatorias en nuestros territorios y que consideramos una agresión externa a cualquier fuerza que pretenda ingresar en los mismos. Esto es lo que han dicho los pueblos".
Apu A. Pizango, 2009

- El apu del territorio comunal asháninka en Puerto Ocopa, Santiago Contoricón, quien empezó su labor de noble indígena en la década de 1980, organizando milicias locales para la guerra contra los grupos terroristas MRTA y Sendero Luminoso, luego de que estas organizaciones comunistas masacraran a un aproximado de 400 miembros de su comunidad indígena. En la década de 1990, hizo contribuciones a las Fuerzas Armadas del Perú para lograr la pacificación de la Selva Central durante el periodo de violencia terrorista. En los 2000s, se volvió Alcalde del Río Tambo (siendo re-elegido), junto a Regidor Provincial por Satipo y Consejero Regional por Satipo en el Consejo Regional de Junín. Participó también en la revuelta de Bagua en 2009. En la década de 2010 mantuvo activismo en la lucha contra los remanentes del PCP-SL, los cazadores furtivos, los narcotraficantes y extractivistas ilegales.[115] Luego de recibir varias amenazas de muerte por parte de narcos y maderederos ilegales, fallecería acribillado el 8 de abril de 2023.

## Nobles peruanos actualmente

### Nobleza formal
A 2023, solo 45 peruanos ostentaban títulos nobiliarios, restituidos de la época virreinal, además de los señores de Tejada. Para el 2018, ya habrían sido rehabilitado 9 títulos (como el Conde de San Juan de Lurigancho, Marqués de Casa Boza, etc). Solo Fernando de Trazegnies sería el único ciudadano con dos títulos (Marqués de Torrebermeja, Conde de las Lagunas), quien, según el historiador Paul Rizo Patrón, desciende tanto de incas y españoles (como el conquistador Francisco de Ampuero y su esposa Inés Huaylas Ñusta). A su vez, hay peruanos que han obtenido títulos de nobleza a través del matrimonio con dinastías extranjeras.

"Se trata de una obligación a continuar con un legado. No se goza de nada. Efectivamente, el título es un recuerdo. Pero un recuerdo que te impulsa, que te empuja a hacer algo que esté a la altura del ancestro que lo recibió"
Fernando de Trazegnies

Escudo de armas del Marquesado de Vargas Llosa, cuyo jefe es el peruano-español Mario Vargas Llosa

El último peruano al que le fue concedido un título fue a Mario Vargas Llosa, a quien el rey Juan Carlos I de España le otorgó el Marquesado de Vargas Llosa por Real Decreto el 3 de febrero de 2011. Se le concedió el título después de ganar el Premio Nobel de Literatura (2010) por su extraordinaria contribución a la Literatura y a la Lengua española.
La existencia de esta nobleza en tiempos republicanas se debe a que se restablecieron las relaciones diplomáticas entre el Perú y España a fines del siglo XIX, junto a la posibilidad de conseguir doble nacionalidad. Entonces, eso provocó que un grupo ínfimo de ciudadanos peruanos comenzaran procesos judiciales para que se les habilitaran los títulos nobiliarios que poseía su familia y que habían quedado retenidos por la Corona (aunque también hubo algunos que reclamaron ante sus parientes en España), puesto que estas familias consideraban que estos títulos les otorgaban algún prestigio y estatus en la alta sociedad republicana, o por lo menos poseían un valor histórico muy importante en la tradición familiar. Por ende, la única manera de tener un reconocimiento formal de un linaje noble peruano es apelando a que se te consideren Títulos Nobiliarios de España, para que posteriormente también el Estado Peruano lo considere dentro de tu Documento nacional de identidad. Sin embargo, no serían tareas sencillas de realizar, pues han implicado realizar una probanza documental (llena de costes de tiempo y posiblemente dinero en viajes para recolectar partidas de nacimiento de distintas localidades), para un proceso judicial que puede durar aproximada 5-15 años, junto a unos gastos que superaban los 5000-8000 euros para financiar el proceso judicial, junto a una cuota añadida de 500 a 2000 mil euros por la restitución (del que se añaden nuevos impuestos para mantener los títulos activos que superarían los 500-1000 euros en precios de 1993).

"en el Perú se han recuperado algunos de los títulos que fueron otorgados por el Rey de España a peruanos que se distinguieron en la época virreinal. Bolívar elimina todos los títulos de nobleza en el Perú y los títulos peruanos comienzan a ser reclamados por ramas españolas de las familias peruanas, lo que origina que éstos se pierdan para el Perú. Es por esta razón que en el siglo XX algunas personas descendientes de las familias que recibieron títulos, lograron reivindicarlos y traerlos nuevamente al Perú. Actualmente hay 9 títulos peruanos que fueron recuperados.

Mi esposo lleva dos de esos títulos: Marqués de Torre Bermeja y Conde de Las Lagunas. En el caso de este último título, hubiera sido una pena que pasara a España cuando el último titular peruano fue uno de los primeros en firmar con ese título el Acta de la Independencia del Perú.

En estos tiempos la nobleza es principalmente un recuerdo de familia. Pero también es una forma de recordar que esos títulos se obtuvieron por servicios prestados al país y que para conservarlos dignamente hay que mantener ese espíritu de servicio."
Milagros Álvarez-Calderón Larco, 2011

A continuación, la lista de nobles peruanos con reconocimiento legal en la actualidad:
- Principado de Radziwiłł: Tomas D'Ornellas Radziwiłł

- Princesa de Prusia: Desirée Anastasia von Preußen

- Princesa de Prusia: Alejandra María von Preußen

- Princesa de Hannover: Alessandra de Osma

- Archiduquesa de Austria: Amaya von Habsburg-Lorena

- Marquesado de Vargas Llosa: Álvaro Vargas Llosa

- Marquesado de Torrebermeja: Fernando de Trazegnies Álvarez-Calderón

- Marquesado de Fuente Hermosa de Miranda: José Manuel Pardo Paredes

- Marquesado de Casa Boza: María Elena de Mendoza Ugarte

- Marquesado de Montealegre de Aulestia: Dora Wilma Carrillo Araoz

- Marquesado de Villahermosa de San José: Isabel de Tramontana y Gayangos

- Marquesado de Casa Montejo: Isabel de Tramontana y Gayangos

- Marquesado de Guadacorte: Lucas de Tramontana y Gayangos
- Marquesado de Vilanant:  María del Rosario D'Ornellas y Silva

- Condado de San Juan de Lurigancho: Gonzalo Jorge de Aliaga Ascenzo

- Condado de las Lagunas: Gilles de Trazegnies Álvarez-Calderón

- Condado de Olmos: María Josefa González de Orbegoso Alvarado

- Condado de Sagasta: Fernando Merino y Loredo

- Condado de Monteblanco: Dora Wilma Carrillo Araoz

- Condado de Bruyères de Mauléon: Isabel de Mauléon de Bruyères

- Condado de Sassoli de Bianchi: Vittorio Sassoli de Bianchi Bolognesi

- Condado de Sassoli de Bianchi: Lucila Sassoli de Bianchi

- Condado de Potocka: Rosa Larco de la Fuente

- Condado de Broel-Plater: Krystyna Broel-Plater Rostworowski

- Barón van Breugel-Douglas: Francisco Tudela van Breugel-Douglas

- Barón von Althaus: Jaime de Althaus Guarderas
- VI Barón de Ornelas: Tomas D'Ornellas Radziwiłł

### Nobleza informal
Hay varios descendientes de la nobleza peruana, que, pese a tener linajes comprobados, no han podido obtener rehabilitación por los costos en tiempo y dinero de los trámites de comprobación (donde el mestizaje ha generado dificultades para probar su linaje sin lugar a dudas) para un honor del que no pueden hacer ostentación política según las leyes de la República del Perú. Aunado a esto, según el investigador holandés, Ronald Elward, también está un fuerte escepticismo en la historiografía dominante del Perú, haciendo que varios académicos y medios de comunicación se nieguen a apoyar las reclamaciones debido a desafíos y cuestionamientos hacia la narrativa histórica desarrollada por el nacionalismo peruano, que ha invisibilizado el rol y continuidad de la aristocracia en la historia nacional por sus nexos coloniales (además de posibles rezagos de racismo frente a los reclamos de nobles indígenas). Entre estos nobles informales destacan varias familias de la elite cusqueña, que tienen algún nexo familiar con las antiguas panacas.
Además, se sabe que han sido escogidos para algunos cargos públicos municipales desde fines del siglo pasado (sobre todo a partir de 1980, cuando los indígenas obtuvieron derecho a votar), y que varios nobles indígenas han mantenido sus posiciones de influencia en sus comunidades campesinas. En cuanto a familias emparentadas a las panacas incas, existirían más de 50 de estas con algo de prominencia local.
- Eugenia Chukiwanka, quien fue descendiente del emperador Huayna Cápac a través de Cristóbal Paullu Inca (Cacique de Azángaro), así como del prócer José Domingo Choquehuanca, e hija del líder indigenista puneño Francisco Chukiwanka. Daría entrevistas a investigadores sobre la genealogía inca en el 2010, siendo un gran testimonio por ser bisnieta del último cacique de su panaca, teniendo demasiada cercanía a los últimos 2 siglos de historia peruana.[122]Fallecería a los 98 años en el 2018.[123]
- Isabel Atayupanqui Pachacútec (hija de Silverio Atayupanqui Orcowarancca y Agustina Pachacútec Sinchi Roca), así descendiente del inca Pachacútec Cusi Yupanqui, Sinchi Roca (del aillu Sucso y descendiente de Viracocha) y Atayupanqui (del aillu Aucaylli emparentado con Yáhuar Huácac), quien sería condecorada por el alcalde de San Jerónimo (Cusco), Adolfo Zúñiga, por el que la municipalidad reconocería su linaje como Panaka Atayupanqui-Pachacútec el 9 de noviembre de 2009. Sin embargo, con su fallecimiento, su linaje de Pachacutec quedaría extinto por no poder heredar su apellido a un varón.[124][125] Fallecería en el 2014 a los 90 años, poseyendo grandes propiedades de tierra, que aún eran de origen prehispánico, para trabajar en su chacra.[126] Antes de su fallecimiento, sus familiares (como su hijo Edwin Chihuantito) solicitaron al Ministerio de Cultura que otorgue el mismo reconocimiento legal que ya había tenido por la municipalidad cusqueña, declarando a la panaka como Patrimonio cultural viviente.[127]
- El maestro y líder comunal, Jorge Ccorimanya, descendiente de la panaca de Yáhuar Huácac y de Huiracocha Inca. También su esposa provendría de familia real inca.[128]
- En marzo de 2020, se hizo la boda de Denisse Huamantica (descendiente de Vicente Amau, 23.er Alférez Real de los Incas) y Joseph Chillitupa (descendiente de Juan Pío Montúfar, 2.° Marqués de Selva Alegre, así como los alféreces reales del inca: Blas Pumaguallpa Chillitupa, de 1795, y Francisco Chillitupa, de 1812), quienes tenían un historial de participar como carguyoc (mayordomos) durante las fiestas patronales de Cusco, San Sebastián y Písac, sobre todo las que son dedicadas a Santiago Apóstol en las procesiones del Corpus Christi del 20 de enero (donde también se conmemora el Ayni). También se les reconoce como defensores de las tradiciones cusqueñas, de ser muy devotos del catolicismo (como asistir regularmente a las misas por el Taitacha Señor de los Temblores y el patrón San Sebastián) y han tenido familiares interesados en las luchas socialistas.[129]
- La panaca del artista cusqueño, Antonio Huillca Huallpa (pintor de la comunidad de Choco), cuya familia Huillca reclama descender de la nobleza Inca y siendo reconocido por tradición entre los vecinos cusqueños (pese a no especificar a que linaje incaico están emparentados específicamente).[130] Por otra parte, Antonio Huillca Huallpa habría hecho investigaciones en busca de la hipotética escritura incaica.[131]

## Controversias

### Falsificación de noblezas
Así como el Perú era el dominio español con más nobles de América, así también fue uno de los territorios con la mayor cantidad de falsificación de linajes y usurpación de títulos. Aquel fenómeno sucedió tanto en los nobles criollos y los nobles indios, surgiendo el apodo de advenedizo para estos falsos nobles que eran muy numerosos por el virreinato. Entre los nobles criollos se dio mayormente porque se quiso dar herencia de los títulos a hijos ilegítimos (que no tenían derecho al estado de nobleza, pero a menudo eran registrados). Entre los nobles indios se dio por querer aumentar su estatus social (usualmente querer emparentarse con el Consejo de los 24 nobles electores Incas del Cusco a través del arreglo de documentos, o de nobles incas queriendo emparentarse con los Incas de Vilcabamba).
Debido a este fenómeno de las frecuentes denuncias de falsa nobleza, las familias patricias tuvieron que demostrar su nobleza con entregar pruebas documentadas (llamados Probanzas de nobleza). Siendo muy importante el fenómeno, entre nobles indios, tras confirmar Felipe V en 1725 la Real Cédula de Carlos II de 1697, llamado Cédula de Equiparación (ordenando que se reconozca a los indios nobles el acceso a dignidades y cargos civiles y eclesiásticos), por el que se dio una «fiebre de probanzas» en el estamento caciquil, con el patrocinio de los Jesuitas en el Perú y el Colegio San Francisco de Borja.
En el proceso también se yuxtaponían las falsificaciones de nobleza con muchos litigios legales de nobles indios por la sucesión en las jefaturas de sus casas nobiliarias, donde era mucho más usual cuando dicha jefatura involucraban el dominio de cacicazgos y grandes propiedades.
En su gran mayoría los documentos reconociendo nobles legítimos se encuentra en los Archivos Nacionales de Perú y de España (como el Archivo General de Indias). Pero incluso así, hay posibilidad de que, debido a la Corrupción política en el Perú, se reconociera legalmente a falsos nobles (como el caso de Diego Felipe Betancur Túpac Amarú y José Gabriel Tupac Amarú, los cuales ambas familias eran reconocidas por la legislación virreinal, pese a tener reclamos incompatibles para un mismo cacicazgo).
Además, a nivel Historiografico, muchas tradiciones familiares reivindicando una ascendencia noble, tras ser investigadas, resultaron tener reclamos poco fundamento. Frente a esto, la historiadora Rocío Quispe-Agnoli y el historiador Mario Jaramillo se han mostrado algo escépticos a validar todos los reclamos post-independencia de peruanos que declaraban descender de la nobleza, señalando en el 2021 que:

"Yo dudo, para mi no hay suficiente evidencia. No quiero ofender a nadie. Es interesante que quieran identificarse como descendientes de un linaje inca, todavía tiene un prestigio, pero no tiene ningún poder. Es prestigio simbólico, de un pasado totalmente idealizado que ya no existe. Los incas puros ya no existen, somos todos mestizos"
Rocío Quispe Agnoli

"yo dudo, para mí no hay suficiente evidencia […] Legalmente los descendientes dejan de existir con el fin de la colonia. No puedes firmar, ni marcar en tu documento 'yo soy' descendiente directo, luego de las independencias" basándose en los trabajos de Ella Dunbar Temple, entre otros autores, donde se pone en tela de juicio a la descendencia de los soberanos Incas y de otros nobles indígenas, debido a los fraudes documentales del periodo virreinal que se fueron descubriendo en los siglos XIX y XX, aquellos que se daban regularmente por casos de homonimia y suplantación de identidades.

“las falsificaciones testimonian el aprecio por los escudos, tras los cuales subyacía fervientemente la pretensión de simular nobleza. También se ha concluido como la reelaboración de reales cédulas, transmisiones orales y documentos pictográficos, se realizó con el propósito de engrandecer una figura […] al que se le hacía poseedor de un gran imperio que seguramente nunca tuvo. El objetivo debió ser la obtención de ciertas prerrogativas reales”.
Mario Jaramillo, 2021

### Oligarquía Criolla
Se ha acusado que un sector de la nobleza peruana, en su mayoría los de nobleza terrateniente y del estamento criollo, lograron sobrevivir y adaptarse a las nuevas condiciones de las Revoluciones atlánticas (es más, y pese a la creencia popular, de hecho esta baja nobleza criolla habría sido la organizadora de la Independencia), volviéndose un sector importante en el control del Estado Peruano. Sin embargo, ello generaría fuertes críticas por el mal desempeño económico del Perú en la vida independiente.
Por un lado, recibirían acusaciones (en la Historiografía whig y la dialéctica marxista con ideologías antiaristocráticas) de que su supervivencia impidió el desarrollo de una Sociedad capitalista que viviera a plenitud los principios progresistas del Liberalismo en el Perú, dado que trabaron el florecimiento de una Burguesía nacional (la cual surgiría tras confiscar propiedades a la alta nobleza, al clero y a las comunidades indígenas) que se consolide como clase dominante, y por tanto, fueron un anacronismo contrario al movimiento histórico hacia el Fin de la historia (según las concepciones Historicistas y Desarrollistas de la Modernidad como un fenómeno inevitable). Por otro lado (en una historiografía menos ideologizada), se les acusaría de no haber tenido la experiencia necesaria para desempeñar una actividad político-administrativa eficiente que pudiera realizar un liderazgo responsable en la República del Perú, sobre todo en cuando gestión política y militar (algunos aducen que inicialmente pudo influir la poca participación que estos nobles criollos tuvieron en el Virreinato en tiempos borbónicos, pues solo se dedicaban a una alta vida social, donde su entendimiento de la realidad sociopolítica no salía del mundo de las ideas), y que, debido al empobrecimiento económico al que caerían tras la Independencia, habrían caído desesperadamente en la corrupción política para recuperar sus riquezas (aunque también hubo los que mostraban predisposición a la picardía con anterioridad). Todo ello conduciría a que los civiles no tengan el control del gobierno, si no que muchas castas militares.

“La nobleza española dejó su descendencia degenerada y despilfarradora: el vencedor de la Independencia legó su prole de militares y oficinistas. A sembrar el trigo y extraer el metal, la juventud de la generación pasada prefirió atrofiar el cerebro en las cuadras de los cuarteles y apergaminar la piel en las oficinas del Estado. Los hombres aptos para las rudas labores del campo y de la mina, buscaron el manjar caído del festín de los gobiernos, ejercieron una insaciable succión en los jugos del erario nacional y sobrepusieron el caudillo que daba el pan y los honores a la patria que exigía el oro y los sacrificios. Por eso, aunque siempre existieron en el Perú liberales y conservadores, nunca hubo un verdadero partido liberal ni un verdadero partido conservador, sino tres grandes divisiones: los gobiernistas, los conspiradores y los indiferentes por egoísmo, imbecilidad o desengaño. Por eso, en el momento supremo de la lucha, no fuimos contra el enemigo un coloso de bronce, sino una agrupación de limaduras de plomo; no una patria unida y fuerte, sino una serie de individuos atraídos por el interés particular y repelidos entre sí por el espíritu de bandería”
Manuel González Prada, 1888

## Lista de títulos
La siguiente es una lista incompleta de los títulos concedidos:

### Ducados
| Título               | Nombre                              | Año de concesión | Monarca                    | Actual titular                         | Notas                                          |
| -------------------- | ----------------------------------- | ---------------- | -------------------------- | -------------------------------------- | ---------------------------------------------- |
| Ducado de San Carlos | Fermín Francisco de Carvajal Vargas | 1780             | Carlos III                 | Álvaro Fernández de Villaverde y Silva | Título con Grandeza de España de primera clase |
| Ducado de Castelvari | José Francisco Canevaro             | 1870             | Víctor Manuel II de Italia | Víctor Emanuele Canevaro               | Título en la Nobleza italiana                  |
| Ducado de Zoagli     | José Francisco Canevaro             | 1883             | Víctor Manuel II de Italia | Víctor Emanuele Canevaro               | Título en la Nobleza italiana                  |

### Marquesados
| Título                                       | Nombre                                                              | Año de concesión | Monarca            | Actual titular                                             | Notas                                                                                                  |
| -------------------------------------------- | ------------------------------------------------------------------- | ---------------- | ------------------ | ---------------------------------------------------------- | --- |
| Sin denominación                             | Francisco Pizarro                                                   | 1537             | Carlos V           | Extinto                                                    | Marqués sin marquesado (sus descendientes obtuvieron el Marquesado de la Conquista)                    |
| Marquesado de Santiago de Oropesa            | Ana María de Loyola Coya                                            | 1614             | Felipe III         | Alfonso Martos y Carrión                                   | Rehabilitado en 1982                                                                                   |
| Marquesado de la Conquista                   | Juan Fernando Pizarro y Sarmiento                                   | 1628             | Felipe IV          | María Pérez de Herrasti y Urquijo                          | |
| Marquesado de Casares                        | Pedro Sarmiento y Pastrana                                          | 1629             | Felipe IV          |                                                            | |
| Marquesado de Castellón                      | Juan Luis de Berrio                                                 | 1679             | Felipe IV          |                                                            | |
| Marquesado del Dragón de San Miguel de Híjar | Antonio de Mendoza e Híjar Robles                                   | 1646             | Felipe IV          | Juan Rodríguez de Santiago-Concha y Fabra                  | Rehabilitado en 1887                                                                                   |
| Marquesado de Villarrubia de Langre          | Juan de Garay y Otáñez                                              | 1652             | Felipe IV          | Leonardo Herrán y Romero-Girón                             | Rehabilitado en 1923                                                                                   |
| Marquesado de Santiago                       | Dionisio Pérez Manrique de Lara                                     | 1660             | Felipe IV          | José Alfonso Caruana y Velázquez                           | Rehabilitado en 1917 con el nombre de Marquesado de Villamayor de Santiago                             |
| Marquesado de San Juan de Buenavista         | Antonio de Mendoza y Costilla                                       | 1671             | Carlos II          | Elena Meneses de Orozco y Gallego Chaves                   | Rehabilitado en 1915                                                                                   |
| Marquesado de Fuente Hermosa de Miranda      | Francisco del Rallo Calderón                                        | 1678             | Carlos II          | José Manuel Pardo Paredes                                  | Rehabilitado en 1893 y en 1994                                                                         |
| Marquesado de Corpa                          | Luis Ibáñez de Segovia y Peralta                                    | 1681             | Carlos II          | José Manuel de Goyeneche y Moreno                          | |
| Marquesado de Villafuerte                    | Juan de Urdanegui                                                   | 1683             | Carlos II          | Javier de Goyeneche y Marsans                              | |
| Marquesado de Santa Lucía de Conchán         | Francisco de la Cueva y Guzmán                                      | 1683             | Carlos II          | Ricardo Fernández de Bobadilla y Álvarez de Espejo         | Rehabilitado en 1918                                                                                   |
| Marquesado de San Lorenzo del Valleumbroso   | Diego de Esquivel y Jaraba                                          | 1687             | Carlos II          | Juan Larios y Gil-Delgado                                  | |
| Marquesado de Monterrico                     | Melchor Malo de Molina y Aliaga                                     | 1687             | Carlos II          | Pedro Afán de Ribera e Ybarra                              | |
| Marquesado de Zelada de la Fuente            | Francisco de Pro León y Montemayor                                  | 1688             | Carlos II          | José Agustín de Aliaga Fernandini                          | |
| Marquesado de Guadacorte                     | Luis Félix Amate de la Borda y Palacio                              | 1690             | Carlos II          | Lucas de Tramontana y Gayangos                             | Rehabilitado en 1923                                                                                   |
| Marquesado de Villablanca                    | Jerónimo Velasco y Castañeda                                        | 1692             | Carlos II          | María del Pilar Losada y Peñalva                           | Rehabilitado en 1927                                                                                   |
| Marquesado de Otero                          | Cristóbal de Castilla y Guzmán                                      | 1692             | Carlos II          | Vacante                                                    | Rehabilitado en 1923                                                                                   |
| Marquesado de Moscoso                        | Juan Arias de Saavedra y Ramírez de Arellano, III Señor del Moscoso | 1692             | Carlos II          | Antonio de León y Arias de Saavedra                        | |
| Marquesado de Soto Florido                   | Tomás Gonzales Galiano                                              | 1696             | Carlos II          | Extinto                                                    | |
| Marquesado de Villahermosa de San José       | Francisco Tamayo de Mendoza                                         | 1696             | Carlos II          | Extinto                                                    | Último marqués Francisco Tamayo de los Ríos                                                            |
| Marquesado de Valdelirios                    | Martín José de Munibe y León-Garabito                               | 1703             | Felipe V           | Juan Rodríguez de Santiago-Concha y Fabra                  | Rehabilitado en 1949                                                                                   |
| Marquesado de Villarrica de Salcedo          | José Salcedo                                                        | 1703             | Felipe V           | Vacante                                                    | Rehabilitado en 1985                                                                                   |
| Marquesado de Feria                          | Francisco Félix de Vega y Cruzat                                    | 1704             | Felipe V           | Bertrán Cruzat y Quijano                                   | Rehabilitado en 1887                                                                                   |
| Marquesado de Santa María de Pacoyán         | Martín José Mudarra de la Serna                                     | 1716             | Felipe V           | Extinto                                                    | Último marqués Fernando Carrillo de Córdova y Mudarra                                                  |
| Marquesado de Casa Concha                    | José de Santiago Concha                                             | 1718             | Felipe V           | Mariano Fontecilla de Santiago Concha                      | |
| Marquesado de Negreiros                      | Jorge Negreiros y Silva                                             | 1721             | Felipe V           | Extinto                                                    | última titular María Mercedes Negreiros Ruiz Cano y Galeano                                            |
| Marquesado de Santa Rosa de Lima             | Diego Bernardo Jiménez de Morales y Serrano                         | 1723             | Felipe V           | María del Rosario Jiménez Ruiz                             | Creado como Marquesado de Santa Rosa y rehabilitado en 1923                                            |
| Marquesado de Salinas                        | José Antonio de Echarri y Javier                                    | 1723             | Felipe V           | Íñigo de Loyola Muñoz e Ibarra                             | Rehabilitado en 1920                                                                                   |
| Marquesado de Torrebermeja                   | Juan Gélder y Zabala                                                | 1727             | Felipe V           | Ferdinand Gillion Auguste de Trazegnies y Álvarez-Calderón | |
| Marquesado de Torre Tagle                    | José Bernardo de Tagle Bracho                                       | 1730             | Felipe V           | María Eugenia Espinosa de los Monteros y Ortiz de Zevallos | |
| Marquesado de Casa Montejo                   | Gaspar Fernández Montejo de Quirós                                  | 1732             | Felipe V           | Daniel Asunto Cuadros Reinoso                              | Concedido con el vizcondado previo de Quirós                                                           |
| Marquesado de Casa Calderón                  | Ángel Ventura Calderón                                              | 1734             | Felipe V           |                                                            | |
| Marquesado de Mozobamba del Pozo             | Domingo López del Pozo                                              | 1735             | Felipe V           | José Fernando Gutiérrez de Calderón y Scapardini-Andreu    | Rehabilitado en 1982                                                                                   |
| Marquesado de Casa Boza                      | Jerónimo de Boza y Solís                                            | 1736             | Felipe V           | Francisco Javier Mendoza Benavides                         | Rehabilitado en 1930                                                                                   |
| Marquesado de Montealegre de Aulestia        | José Toribio Román de Aulestia y Gómez-Boquete                      | 1737             | Felipe V           | Vacante                                                    | |
| Marquesado de Lara                           | Nicolás Manrique de Lara y Polanco, XXIII Señor de Amusco           | 1739             | Felipe V           | José Calabuig y Mazarredo                                  | Rehabilitado en 1915                                                                                   |
| Marquesado de Bellavista                     | José Muñoz Bernaldo de Quirós                                       | 1744             | Felipe V           | Extinto                                                    | El último marqués fue Juan Manuel Cavero y Muñoz                                                       |
| Marquesado de San Felipe el Real de Chile    | Diego Quint y Riaño                                                 | 1746             | Fernando VI        | Luis de Urquijo y Losada                                   | Rehabilitado en 1923                                                                                   |
| Marquesado de Rocafuerte                     | Nicolás Jiménez de Lobatón y Azaña                                  | 1746             | Felipe V           | Enrique Fontecilla y Lira                                  | Rehabilitado en 1953                                                                                   |
| Marquesado de Herrera y Vallehermoso         | Juan José de Herrera y Zarzosa                                      | 1750             | Fernando VI        |                                                            | Rehabilitado en 1976                                                                                   |
| Marquesado de la Torrehermosa                | Juan Fermín de Apesteguía y Ubago                                   | 1753             | Fernando VI        | María de la Macarena López-Roberts Derqui                  | Rehabilitado en 1891                                                                                   |
| Marquesado de Campo Ameno                    | Alonso González del Valle y Álvarez de Buillas                      | 1755             | Fernando VI        | Fernando Pérez-Ullivarri y Fernández-Corugedo              | |
| Marquesado de Casa Jara                      | Agustín Jara de la Cerda                                            | 1756             | Fernando VI        | Jaime de Unceta y Satrústegui                              | |
| Marquesado de Casa Castillo                  | Rodrigo del Castillo y Torre                                        | 1761             | Carlos III         | Diego Alejandro Gudiel Casa-Castillo Lagoes                | Rehabilitado en 1893                                                                                   |
| Marquesado de Montes de Oro                  | Carlos Adriano de Carvajal, Alarcón y Cortés                        | 1768             | Carlos III         |                                                            | Vizcondado previo del Convenio                                                                         |
| Marquesado de la Real Confianza              | José Maíz y Arcas                                                   | 1771             | Carlos III         | Extinto                                                    | Se intentó rehabilitar ilegalmente por Alfonso de Figueroa y Melgar, actual duque de Tovar             |
| Marquesado de Montemira                      | Pedro José de Zárate y Navia Bolaño                                 | 1776             | Carlos III         | Gonzalo Sanchiz del Rosal                                  | |
| Marquesado de Torreblanca                    | Pedro José Bravo de Lagunas y Castilla                              | 1776             | Carlos III         | Carmen de Travesedo y Colón de Carvajal                    | |
| Marquesado de la Puente y Sotomayor          | Juan Esteban de la Puente y Castro                                  | 1782             | Carlos IV          | Verónica Fernández de Córdoba y Aznar                      | |
| Marquesado de Casa Dávila                    | Felipe Sancho-Dávila y Salazar                                      | 1804             | Carlos IV          | Juan Mariano de Goyeneche y Silvela                        | |
| Marquesado de San Juan Nepomuceno            | Manuel Arredondo                                                    | 1808             | Carlos IV          | José Manuel de Arredondo y Gómez-Carcedo                   | |
| Marquesado de Castel Bravo                   | Diego Miguel Bravo de Rivero y Zabala                               | 1808             | Fernando VII       | Álvaro Alcalá-Galiano y Osma                               | |
| Marquesado de Albo                           | Manuel de Villanueva y Oyagüe                                       | 1814             | Fernando VII       | Extinto                                                    | Anulado en 2021 por fraude en la rehabilitación                                                        |
| Marquesado de Casa Muñoz                     | Tomas Muñoz y Jiménez de Lobatón                                    | 1817             | Fernando VII       | Extinto                                                    | Suprimido en 1876                                                                                      |
| Marquesado de Trujillo                       | José Bernardo de Tagle y Portocarrero                               | 1821             | José de San Martín | Extinto                                                    | Único título concedido por el Estado peruano y extinto por la abolición de títulos del Congreso (1823) |
| Marquesado de Murrieta                       | Luciano Murrieta García-Ortiz de Lemoine                            | 1872             | Amadeo I           | María Cristina de Olivares y Gómez-Barzanallana            | |
| Marquesado de la Puente                      | Ana de Zavala y de la Puente                                        | 1891             | Alfonso XIII       | Verónica Fernández de Córdoba y Aznar                      | |
| Marquesado de Casas Novas                    | Valentina Camacho y Lastres                                         | 1902             | Alfonso XIII       | Juan Antonio Conde Oya                                     | |
| Marquesado de Vargas Llosa                   | Mario Vargas Llosa                                                  | 2011             | Juan Carlos I      | Actual titular                                             | |

### Condados
| Título                                 | Nombre                                               | Año de concesión | Monarca      | Actual titular                                               | Notas |
| -------------------------------------- | ---------------------------------------------------- | ---------------- | ------------ | ------------------------------------------------------------ | --- |
| Condado de Casa Palma                  | Francisco Fernández de Córdoba                       | 1632             | Felipe IV    | Jaime de Unceta y Satrústegui                                | |
| Condado del Portillo                   | Francisco Sarmiento de Sotomayor y de los Ríos       | 1670             | Carlos II    | José María de la Puente Arnao                                | Creado como Vizcondado en 1642 |
| Condado de Castillejo                  | Diego Atanasio de Carvajal y Vargas Altamirano       | 1683             | Carlos II    | Álvaro Fernández-Villaverde y Silva                          | Rehabilitado en 1897 |
| Condado de la Granja                   |                                                      | 1683             | Carlos II    |                                                              | |
| Condado de Torreblanca                 | Luis Ibáñez de Segovia y Orellana                    | 1683             | Carlos II    | María de la Concepción Pérez de Guzmán y Castillejo          | El I conde hijo del I marqués de Corpa |
| Condado de Santa Ana de las Torres     | Nicolás Dávalos de Ribera                            | 1684             | Carlos II    | Alfonso de Zulueta y Sanchiz                                 | Rehabilitado en 1918 |
| Condado de Villanueva del Soto         | García de Híjar y Mendoza                            | 1686             | Carlos II    | Juan Rodríguez de Santiago-Concha y Fabra                    | El actual conde ostenta cinco títulos concedidos durante la Colonia |
| Condado de la Vega del Ren             | Josefa Zorrilla de la Gándara León y Mendoza         | 1686             | Carlos II    | Juan Rodríguez de Santiago Concha y Fabra                    | Rehabilitado en 1912 |
| Condado de Cartago                     | José Hurtado de Chaves                               | 1686             | Carlos II    | Ramón de Narváez y Jiménez de la Iglesia                     | Rehabilitado en 1917 |
| Condado de Villaseñor                  | Luis Antonio Bejarano y Fernández de Córdova         | 1687             | Carlos II    | María Belén Hurtado de Amézaga y Armada                      | |
| Condado de la Laguna de Chanchacalle   | Pedro de Peralta y Gutiérrez de los Ríos             | 1687             | Carlos II    | Íñigo María de Calonge y Unceta                              | Rehabilitado en 1924 |
| Condado de Olmos                       | Juan de Berasátegui Viniegra y Corral                | 1691             | Carlos II    | María Josefa de las Mercedes González de Orbegoso y Alvarado | |
| Condado de Montemar                    | José Carrillo de Albornoz                            | 1694             | Carlos II    | Último conde: José Carrillo de Albornoz y Montiel            | Convertido en Ducado de Montemar en 1723 |
| Condado de Sierrabella                 | Diego Cristóbal Messía y Valenzuela                  | 1683             | Carlos II    | José María Rodríguez de Santiago-Concha y Fabra              | |
| Condado de San Juan de Lurigancho      | Luis de Santa Cruz y Padilla                         | 1695             | Carlos II    | Gonzalo Jorge de Aliaga y Ascenzo                            | |
| Condado de la Dehesa de Velayos        | Fernando de Torres y Messía                          | 1709             | Felipe V     | Álvaro de Figueroa y Griffith                                | |
| Condado de Castel Blanco               | José de Rozas y Meléndez de la Cueva                 | 1709             | Felipe V     | Antonio Sacristán y Moreno                                   | Creado en 1706, pero extendido por Real Despacho en 1709 |
| Condado de las Lagunas                 | Nicolás de Ontañón Lastra y Romo de Córdoba          | 1715             | Felipe V     | Gilles Othon de Trazegnies y Álvarez-Calderón                | Rehabilitado en 1984 |
| Condado de Polentinos                  | Sebastián de Colmenares y Vega                       | 1716             | Felipe V     | Ignacio de Colmenares y Brunet                               | |
| Condado de Fuente Roja                 | Pedro de Lafuente y Rojas                            | 1722             | Felipe V     | Eusebio Lafuente y Hernández                                 | |
| Condado de San Miguel de Carma         | Matías de Astoraica y Cereceda                       | 1738             | Felipe V     | Guillermo José de Herboso y Astoraica Recabarren             | Concedido con el vizcondado previo de Machaca |
| Condado de Casa Dávalos                | Juan Dávalos de Ribera y Mendoza                     | 1744             | Felipe V     | Martín de Riquer                                             | Concedido por segunda vez a Manuel Gallegos y Dávalos (1763). Con Grandeza de España (2005)                                                                                       |
| Condado de Casa Tagle de Trasierra     | Juan Antonio de Tagle-Bracho Gutiérrez de la Pascua  | 1745             | Fernando VI  | Pedro Cabeza y Gil Casares                                   | Concedido previamente como vizcondado (1745) y rehabilitado en 1919 |
| Condado de Vallehermoso                | Pedro Ortiz de Foronda y Sánchez de la Barreda       | 1746             | Fernando VI  | Jaime de Unceta y Satrústegui                                | Rehabilitado en 1924 |
| Condado de Casa Fuerte                 | José de Montoya-Salazar y Orbaneja                   | 1747             | Fernando VI  | María Teresa Adánez y Montoya                                | Rehabilitado en 1925 |
| Condado de Torre Velarde               | Gaspar de Quíjano y Velarde                          | 1747             | Fernando VI  | Manuel Díaz de Vargas y Henríquez de Luna                    | |
| Condado de San Isidro                  | Isidro Gutiérrez de Cossío                           | 1750             | Fernando VI  | Leopoldo Werner y Benjumea                                   | |
| Condado del Valle de Oselle            | Álvaro de Navia-Bolaño Rivadeneyra y Moscoso         | 1750             | Fernando VI  | Enrique Escudero Ortiz de Zevallos                           | |
| Condado de Vistaflorida                | Juan Bautista de Baquíjano y Urigoen                 | 1754             | Fernando VI  | José Domingo de Osma y Yohn                                  | |
| Condado de Monteblanco                 | Agustín de Salazar y Muñatones                       | 1755             | Fernando VI  | José Guillermo de Gastañeta y Carrillo de Albornoz           | |
| Condado de Vistaflorida                | Juan Bautista de Baquíjano y Urigoen                 | 1755             | Fernando VI  | José Domingo de Osma y Yohn                                  | Concedido por el virrey Conde de Superunda (1753) y confirmado por el Rey |
| Condado de Castañeda de los Lamos      | Última condesa: María Ana de Lamo y Frías de Salazar | 1760             | Carlos III   |                                                              | Concedido con el previo Vizcondado de Noriega a Juan de Castañeda Velázquez y Salazar, siendo gestionado por Joaquín de Lamo y Zúñiga (quien asumiría el título). Extinto en 1916 |
| Condado de Villar de Fuentes           | José Villar y Andrade                                | 1761             | Carlos III   | Javier Albo Quiroga                                          | |
| Condado de San Javier y Casa Laredo    | Francisco Buenaventura Remírez de Laredo             | 1763             | Carlos III   | María del Carmen Redondo y Casado                            | |
| Condado de Casa Dávalos                | Manuel Fausto Gallegos y Dávalos                     | 1763             | Carlos III   | Martín de Riquer y Morera                                    | Concedido por primera vez en 1744 a Juan Dávalos y Ribera. Elevado a la Grandeza de España en el 2005                                                                             |
| Condado de Montesclaros de Sapán       | Pedro Antonio Palacio de Azaña Maldonado y Ojeda     | 1766             | Carlos III   | María Luisa Alcañiz y González                               | |
| Condado de Alastaya                    | Ignacio Nieto y Roa                                  | 1769             | Carlos III   | Hutton José Wilkinson Tejada                                 | Rehabilitado en 1982 |
| Condado de Cumbres Altas               | Gregorio Hurtado de Mendoza y Zapata                 | 1771             | Carlos III   |                                                              | César de Balmaseda Arias-Dávila-Manzanos |
| Condado de San Antonio de Vista Alegre | Pedro Pascual Vásquez de Velasco y Quirós            | 1773             | Carlos III   | Alfonso Castillo Lapetra                                     | |
| Condado de San Pascual Bailón          | José Querejazu y Santiago Concha                     | 1774             | Carlos III   | Último conde conocido Pedro Querejazu y de la Puente         | |
| Condado de Valdemar de Bracamonte      | Pedro de Bracamonte y Dávila                         | 1775             | Carlos III   | Hipólito Sanchiz y Álvarez de Toledo                         | Rehabilitado en 1925 |
| Condado de la Unión                    | Luis Fermín de Carvajal Vargas y Brun                | 1778             | Carlos III   | Francisco Javier de Silva y Azlor de Aragón                  | |
| Condado de San Carlos                  | Joaquín Manuel de Azcona y Buega                     | 1781             | Carlos III   | Carlos María Gil-Delgado y Friginal                          | |
| Condado de Premio Real                 | José Antonio de Lavalle y Cortés                     | 1782             | Carlos III   | Juan María Dreyffus y González de Orbegozo                   | |
| Condado de Fuente González             | José González Gutiérrez                              | 1785             | Carlos III   |                                                              | |
| Condado de Pozos Dulces                | Melchor Jacob y Ortiz-Rojano y Ruiz de la Escalera   | 1790             | Carlos IV    | Ignacio Jacob y Gómez                                        | |
| Condado de Ruiz de Castilla            | Manuel Ruiz Urriés de Castilla y Pujadas             | 1790             | Carlos IV    | Juan de Goyeneche Ordovás                                    | Concedido con el vizcondado previo de la Torre de Loreto. Rehabilitado en 1903 |
| Condado de la Torre Antigua de Orúe    | Ignacio Orúe y Mirones                               | 1807             | Fernando VII | Juan Pablo Ruiz de Gamiz y Díez de Ulzurrun                  | |
| Condado de Casa Saavedra               | Francisco Arias de Saavedra                          | 1817             | Fernando VII | Javier de Goyeneche y Marsans                                | |
| Condado de Guaqui                      | José Manuel de Goyeneche                             | 1817             | Fernando VII | Javier de Goyeneche y Marsans                                | |
| Condado de los Andes                   | José de la Serna y Martínez de Hinojosa              | 1824             | Fernando VII | Iván Francisco de Asís Moreno de Cózar y Landahl             | Elevado a la Grandeza de España en 1924 |

### Vizcondados
| Título                  | Nombre                                               | Año de concesión | Monarca   | Actual titular                                                  | Notas                                                                               |
| ----------------------- | ---------------------------------------------------- | ---------------- | --------- | --------------------------------------------------------------- | ----------------------------------------------------------------------------------- |
| Vizcondado del Portillo | Agustín Sarmiento de Sotomayor y Peláez de la Guerra | 1642             | Felipe IV | Último vizconde: Francisco Sarmiento de Sotomayor y de los Ríos | Título convertido en Condado del Portillo en 1670                                   |
| Vizcondado de San Donás | Alonso Pérez de los Ríos y Ribero                    | 1654             |           | Último vizconde conocido Juan de Berindoaga                     | Título proveniente de los vizcondes y prevostes de San Donás en la Nobleza flamenca |

### Señoríos
| Título                        | Nombre                     | Año de concesión | Monarca              | Actual titular                                    | Notas |
| ----------------------------- | -------------------------- | ---------------- | -------------------- | ------------------------------------------------- | --- |
| Señorío de la Villa de Tejada | Sancho Fernández de Tejada | 844              | Ramiro I de Asturias | Caballeros y Damas Hijosdalgo del Solar de Tejada | Uno de los títulos más antiguos de España, confirmado por los diferentes monarcas y jefes de Estado desde los Reyes Católicos hasta la actualidad |

## Galería

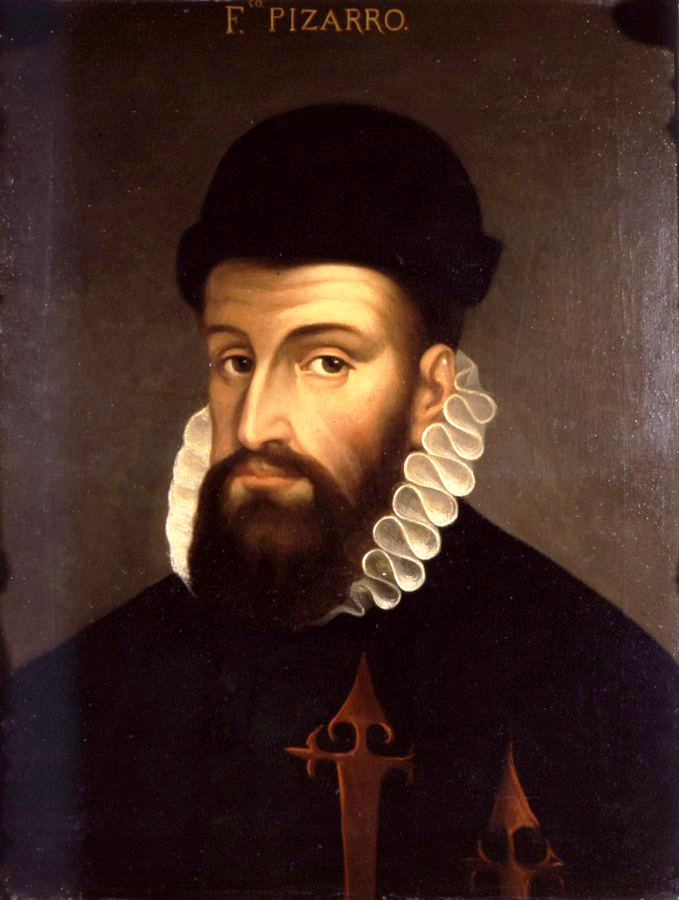
Francisco Pizarro, marqués
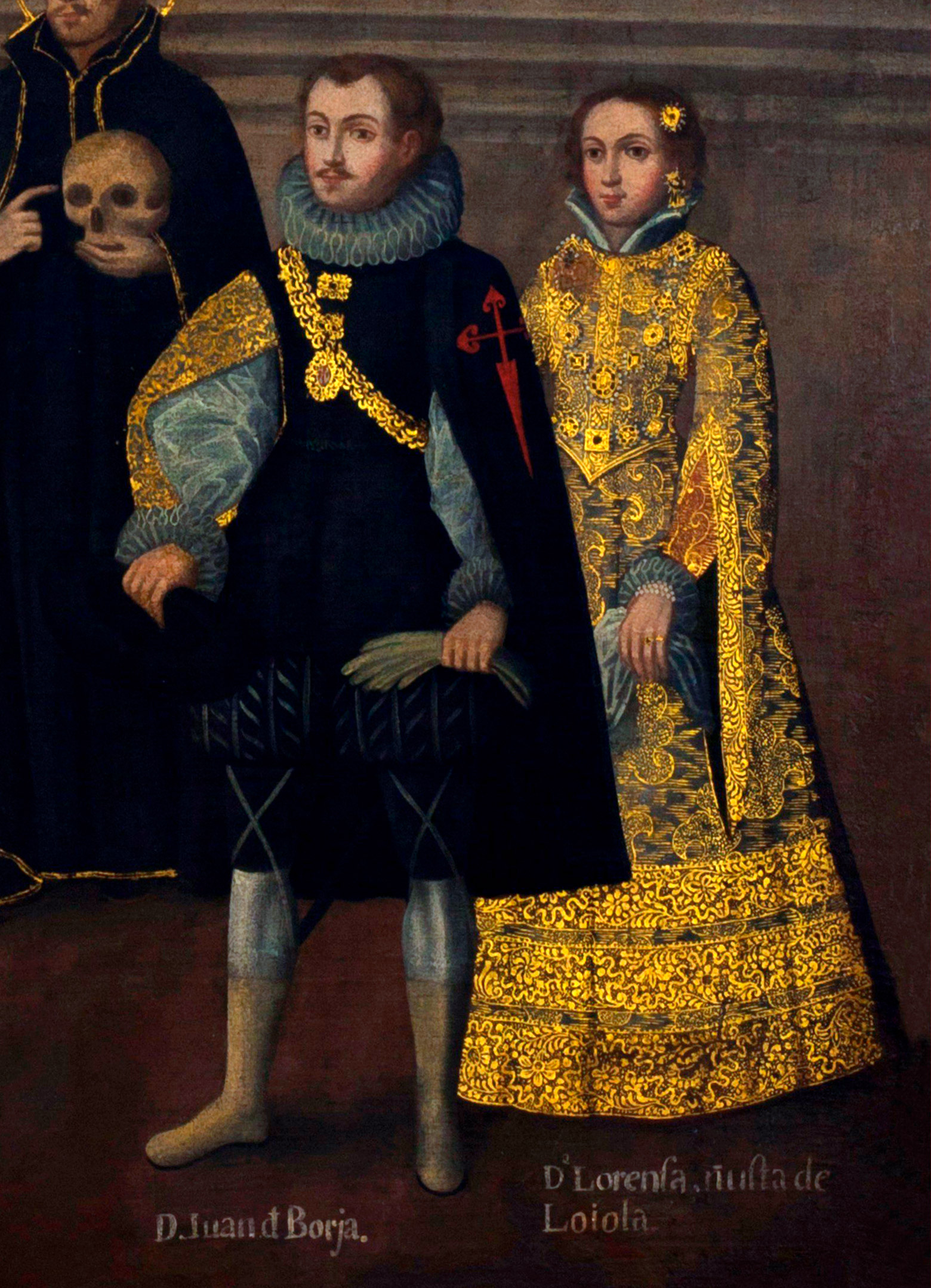
Ana María de Loyola Coya, Marquesa de Santiago de Oropesa, junto a su esposo, Juan Enríquez de Borja
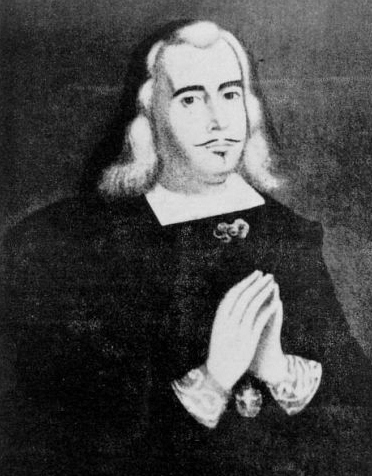
Juan de Urdanegui, I marqués de Villafuerte
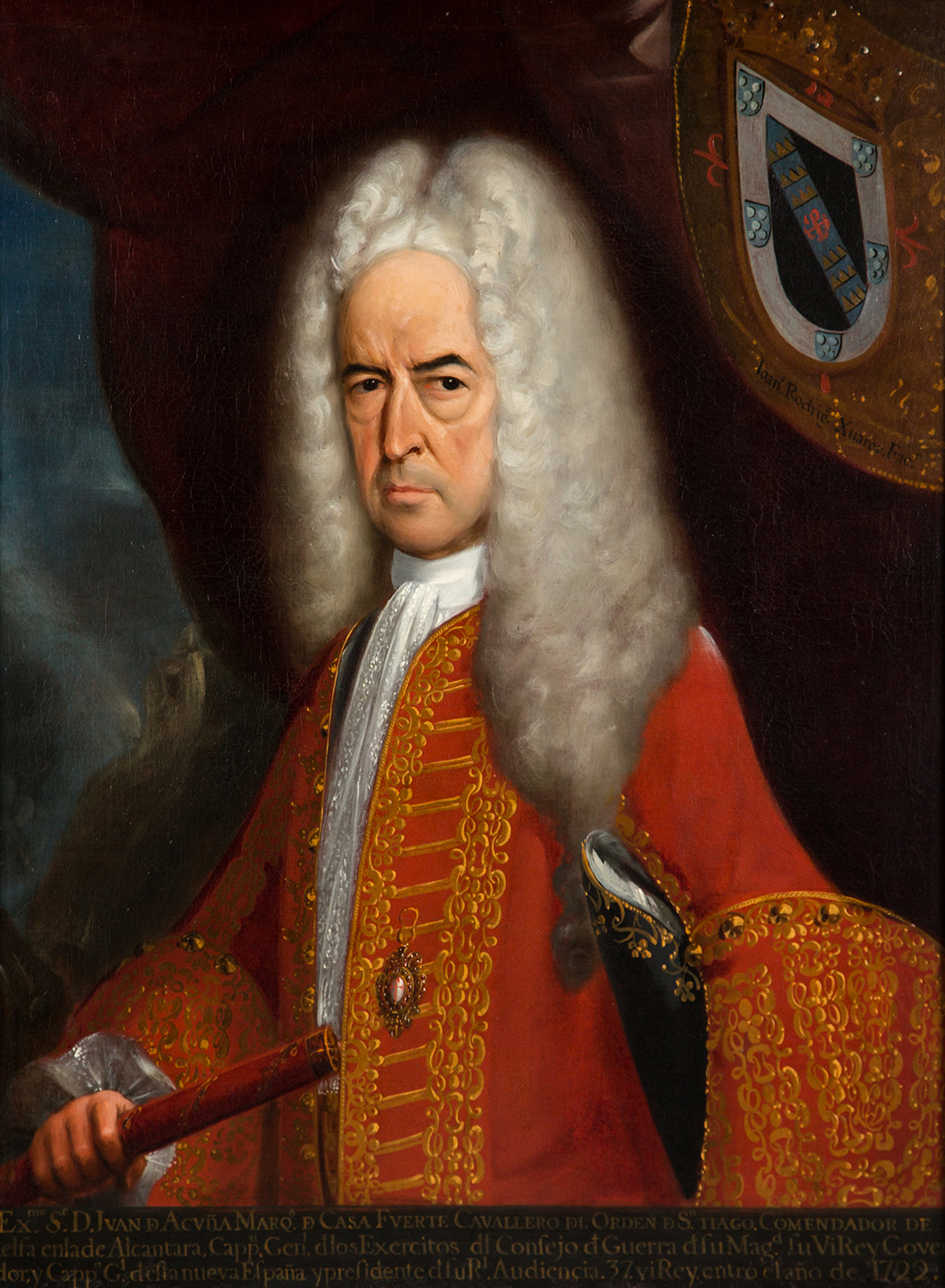
Juan de Acuña y Bejarano, I Marqués de Casa Fuerte, quien fue Virrey de Nueva España
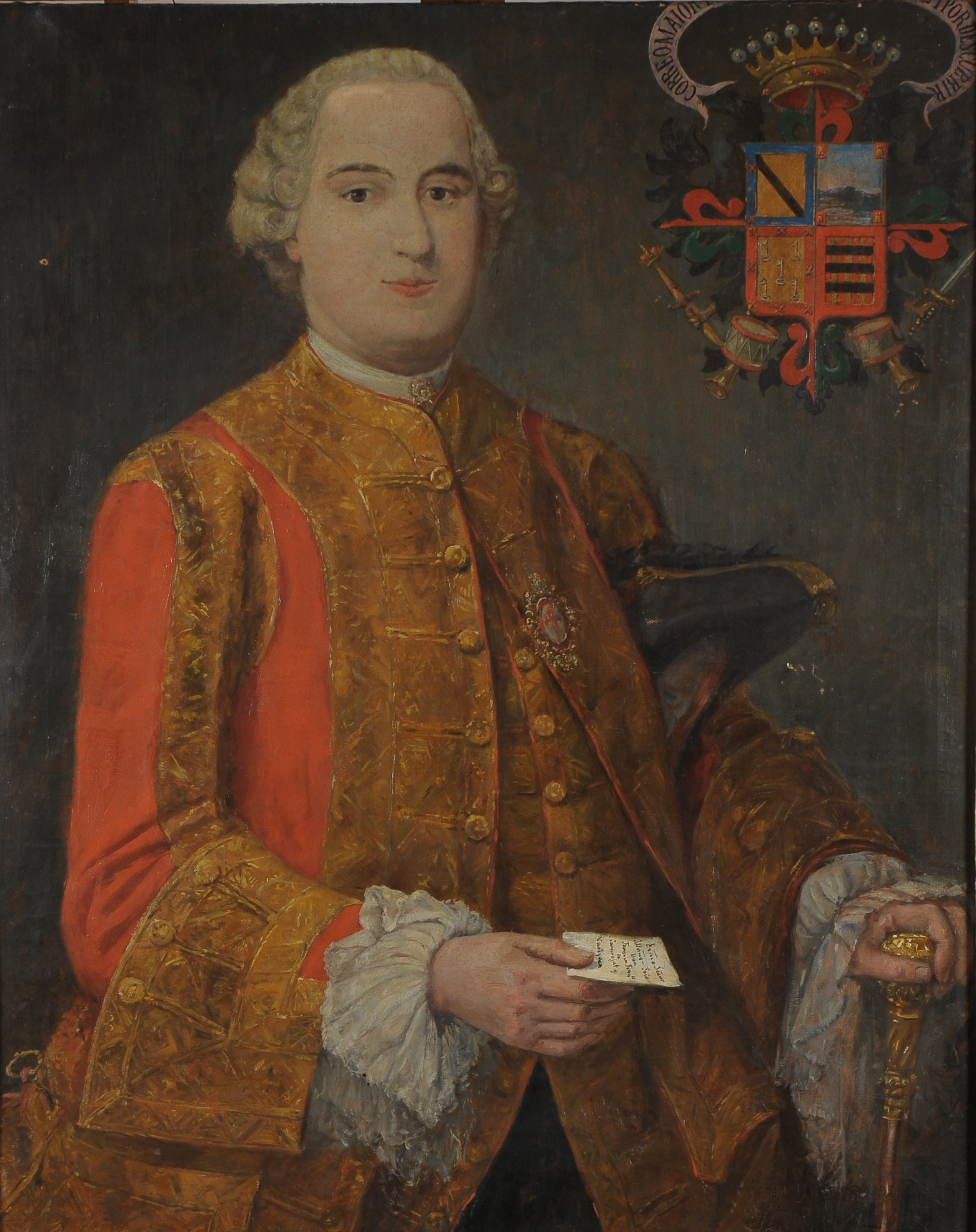
Fermín Francisco de Carvajal Vargas, I duque de San Carlos
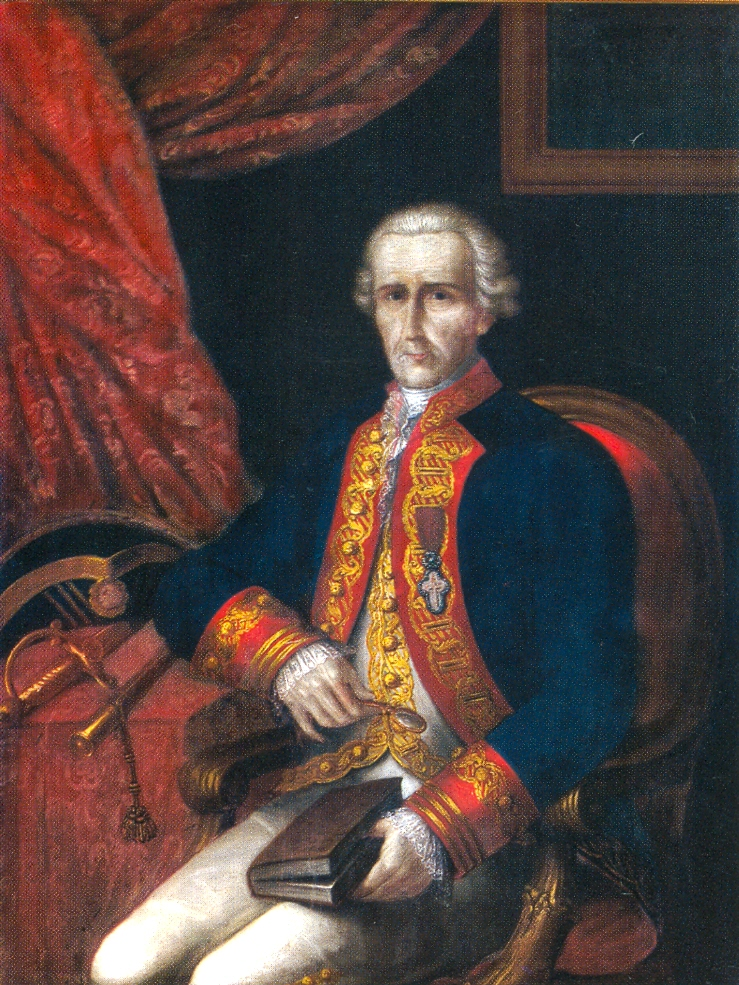
Juan José de la Puente e Ibáñez de Segovia, V marqués de Corpa
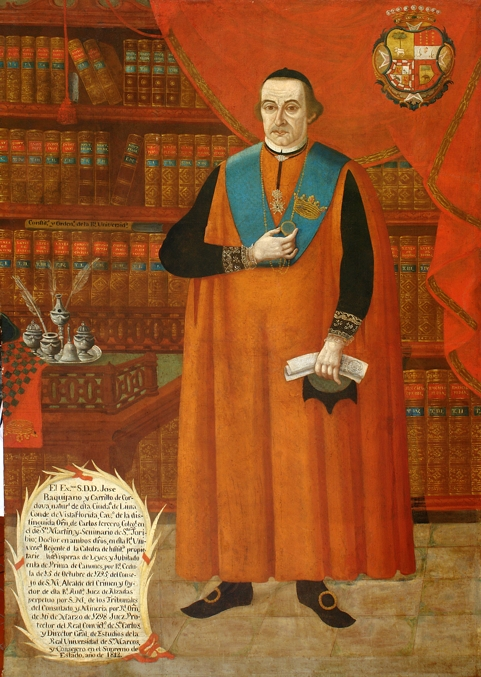
José Baquíjano y Carrillo, III Conde de Vistaflorida
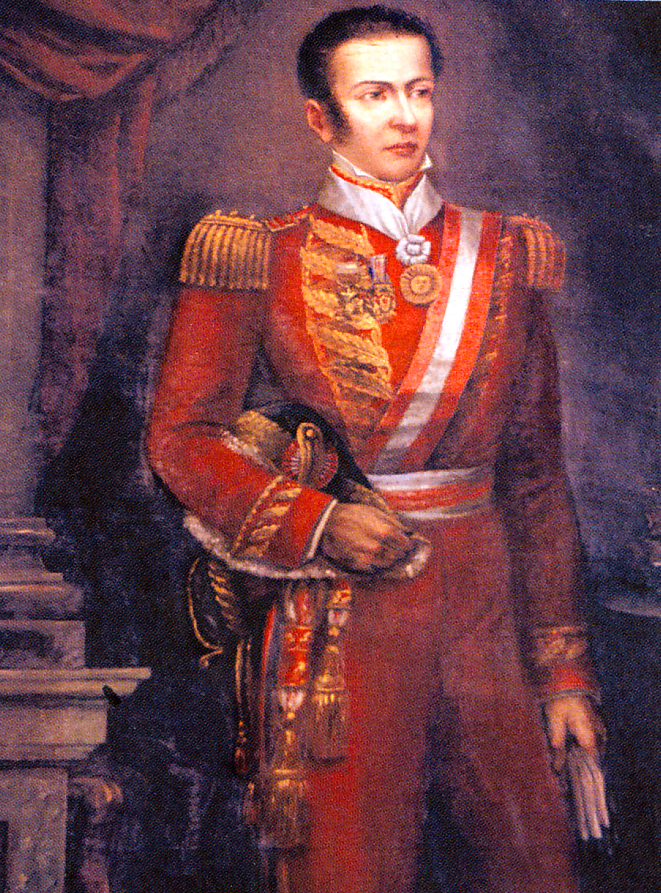
Jose de la Riva Agüero, marqués de Montealegre de Aulestia, quien llegó a ser primer Presidente del Perú.
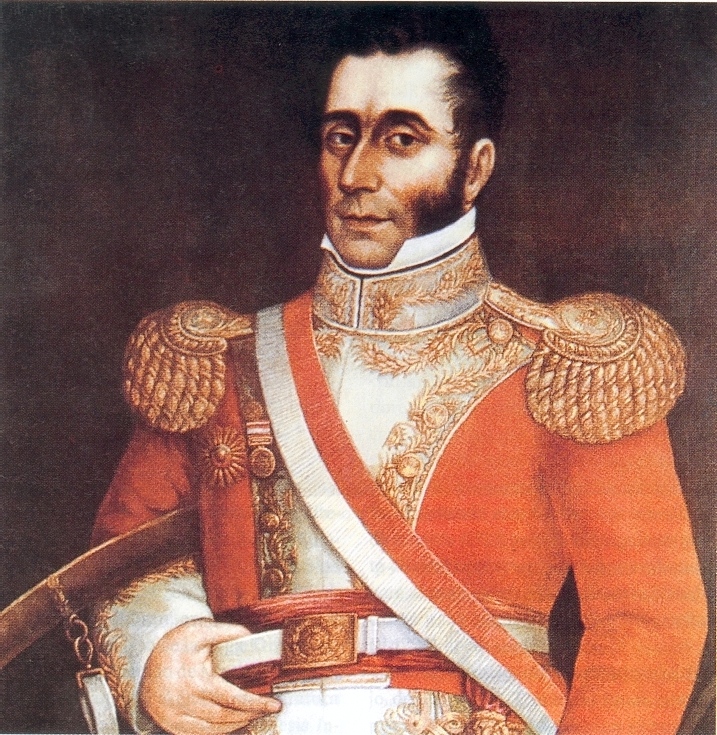
José Bernardo de Tagle, IV marqués de Torre Tagle y marqués de Trujillo, quien llegó a ser segundo Presidente del Perú.
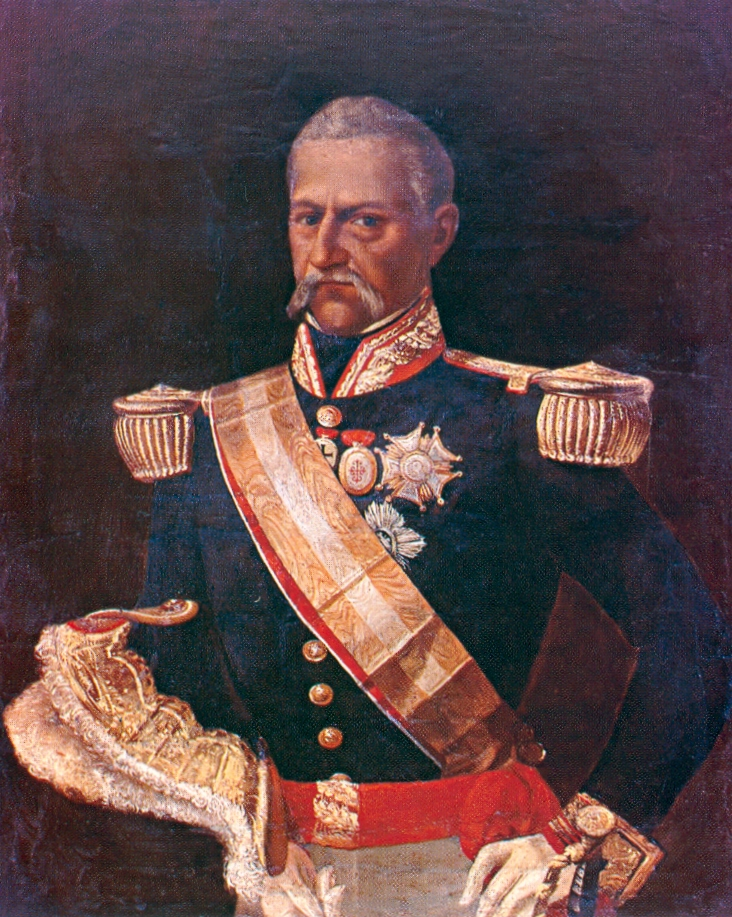
Pedro José de Zavala y Bravo del Ribero, VII marqués de San Lorenzo del Valleumbroso, militar realista durante la Guerra de Independencia
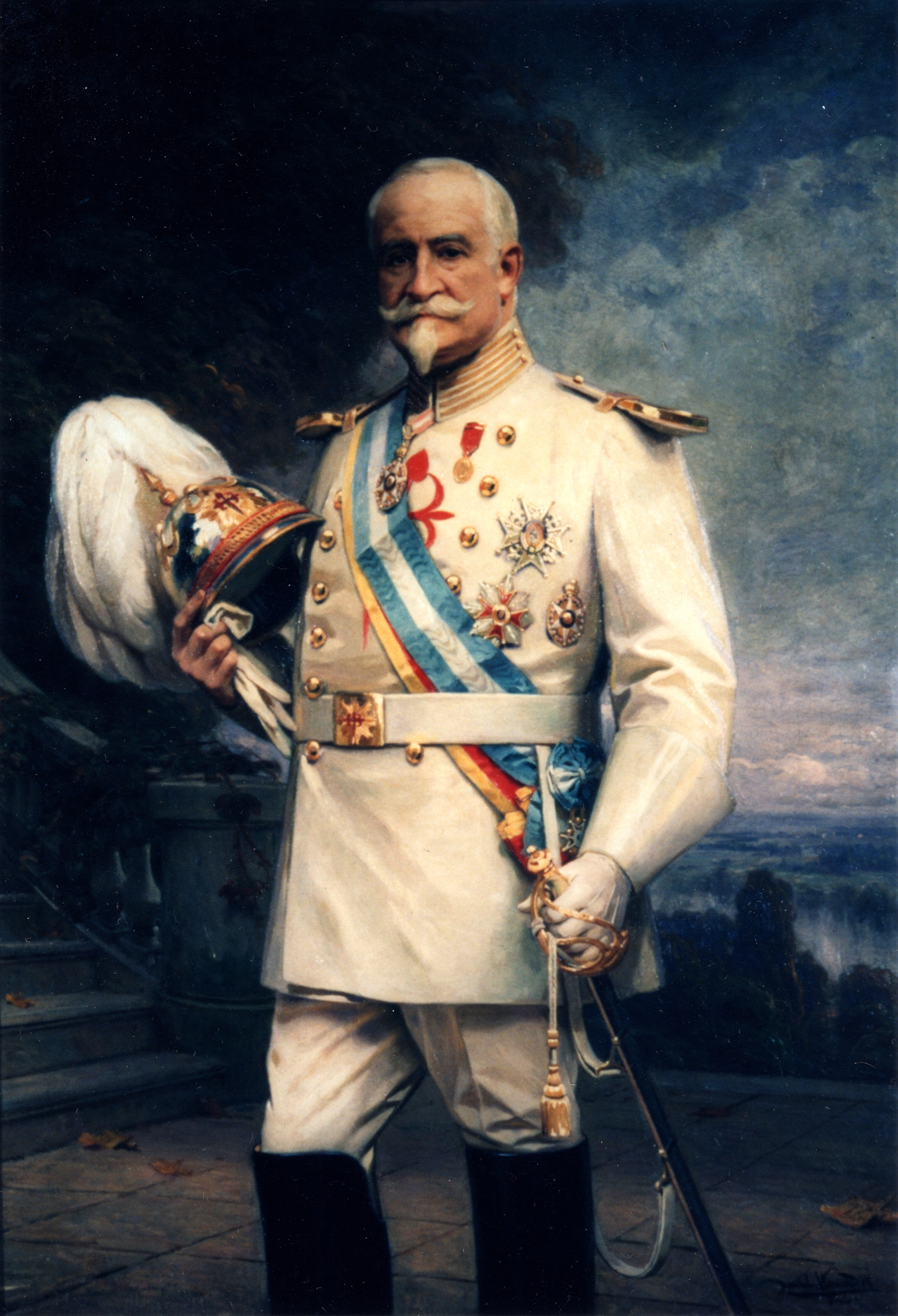
Juan Mariano de Goyeneche y Gamio, III conde de Guaqui
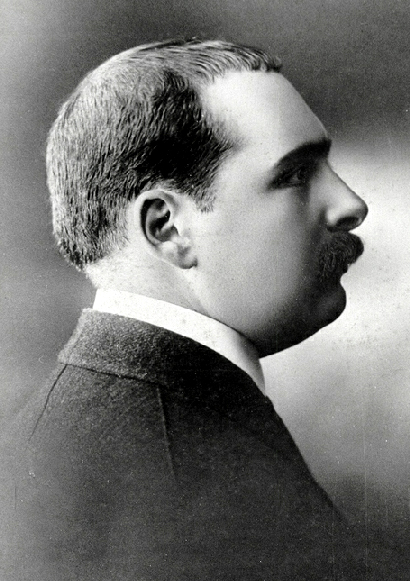
Jose de la Riva Agüero y Osma, VI marqués de Montealegre de Aulestia, miembro de la Generación del 900
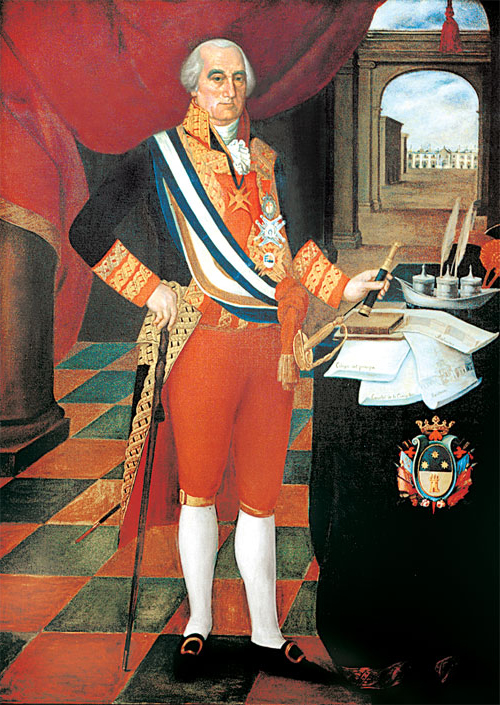
José Fernando de Abascal y Souza, I Marques de la Concordia Española del Perú

## Nobleza extranjera y el Perú

### Nobleza Europea

#### Nobleza Española
Por motivos históricos con la colonización española de América, la nobleza española ha tenido gran prominencia entre la elite peruana, sobre todo por estar la nobleza de la Corona de Castilla hermanada con la Nobleza incaica tras la conquista del Perú, y las reconciliaciones hechas en el Tratado de Acobamba con la resistencia de los Incas de Vilcabamba, lo que fue ejemplificado con la Heráldica del Virreinato del Perú, así como por las uniones familiares entre miembros de la Casa real incaica con Dinastías de origen español (como la Casa de Borja, Casa de Loyola, Casa de Trastámara o la Familia real española). Además de la migración de nobles españoles a formar parte de la aristocracia peruana, sobre todo en Lima. Desde el primer momento los Conquistadores españoles se casarían con nobles indígenas del Perú (y darían el ejemplo a futuros nobles españoles), como:
- Francisco Pizarro (conquistador principal del Perú), casado con las Ñustas Inés Huaylas (posible hija de los Shyri del Reino de Quito a través de Paccha Duchicela) en 1.er matrimonio, con quien tendría a Francisca Pizarro y Gonzalo Pizarro Huaylas Yupanqui; y luego con Angelina Yupanqui (ex-coya de Atahualpa), 2.º matrimonio, con quien tendría a Francisco Pizarro Yupanqui y Juan Pizarro Yupanqui. Ambas eran de la panaca del soberano Atahualpa.
- Juan de Betanzos (cronista español que se indianizó y aprendió quechua, así como ser historiador de la época prehispánica), casado con Angelina Yupanqui. No tuvieron descendencia.
- Francisco de Ampuero (secretario de Pizarro), casado con Inés Huaylas. De este matrimonio habría tres hijos, cuya descendencia del primogénito se uniría con la descendencia de Vicente de Valverde (protagonista de la entrega de la Biblia a Atahualpa).
- Hernando Pizarro (conquistador y hermano de Francisco Pizarro), casado con su sobrina Francisca Pizarro Yupanqui (heredera del Marquesado de la Conquista), con quien tendrían 5 hijos, pero tal descendencia quedó extinguida.
- Martín García Óñez de Loyola (Capitán general de Chile y sobrino-nieto de San Ignacio de Loyola), casado con Beatriz Clara Coya (ex-Coya de Túpac Amaru I e hija de Sayri Túpac), con quien tendrían de hija a Ana María de Loyola Coya, futura I Marquesa de Santiago de Oropesa.
- Sebastián Garcilaso de la Vega y Vargas (noble extremeño de la Casa de Feria, Reino de León), casado en 1° matrimonio con Isabel Chimpu Ocllo (de la panaca de Túpac Hualpa), con quien tendría de hijo al famoso Literato, Inca Garcilaso de la Vega (autor de los Comentarios reales de los incas). Luego se casaría por 2° matrimonio con la conquistadora Luisa Martel de los Ríos de la Casa del Infantado.

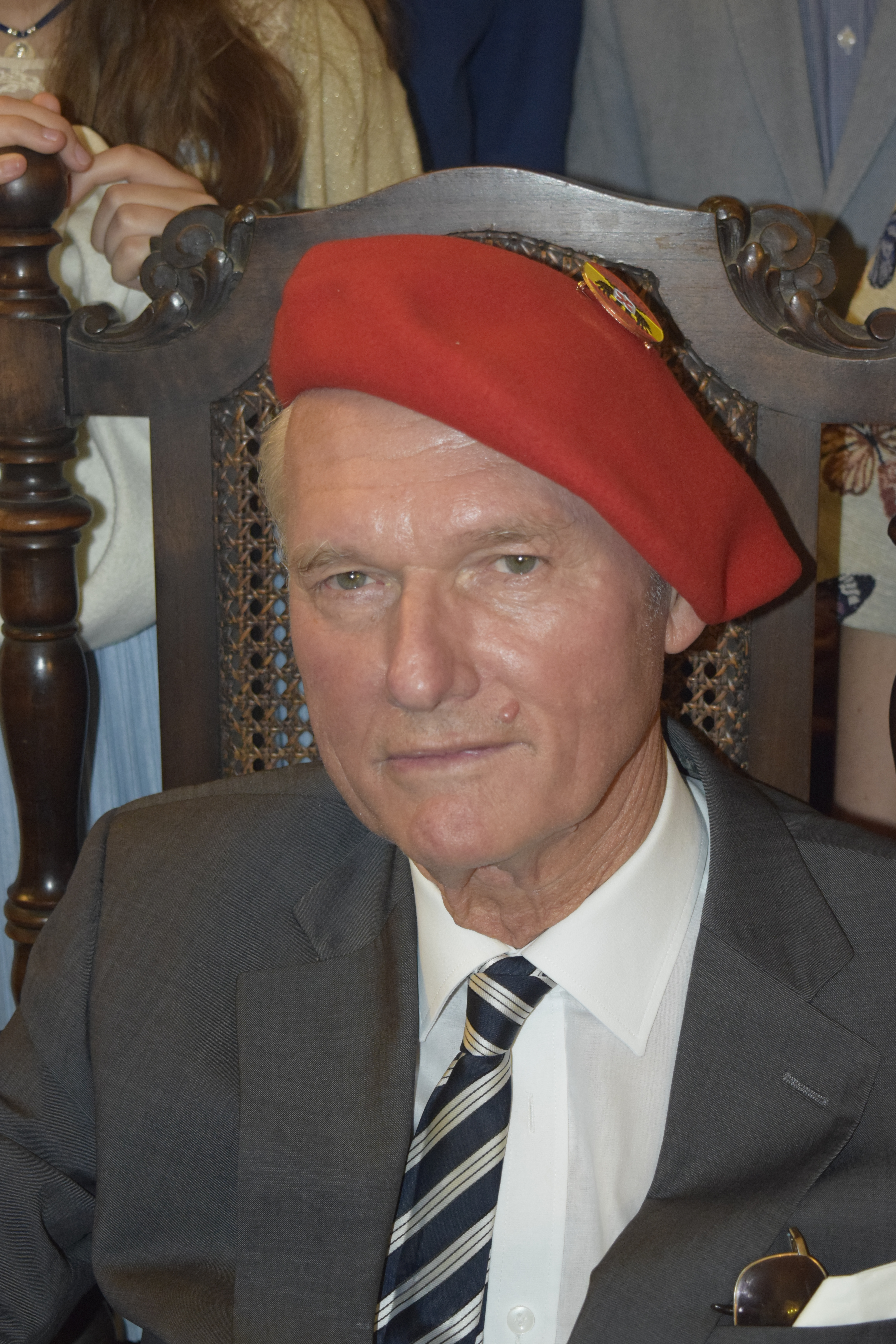
Don Sixto Enrique de Borbón, noble español de la Casa de Borbón-Parma y jefe de los Carlistas tradicionalistas. Visito el Perú en 2009, siendo recibido con altos honores por el estado, junto a nobles peruanos y seguidores suyos del Círculo Blas de Ostolaza.

En tiempos modernos, aún se han presentado lazos entre la nobleza española con el Perú. Las primeras visitas de un miembro de la familia real española fue la del pretendiente carlista, Carlos "VII" de Borbón y Austria-Este (durante su visita general a América), por la que arribo al puerto del Callao el 27 de mayo de 1887; en el transcurso de su visita fue atendido personalmente por el presidente Andrés Avelino Cáceres y el expresidente Nicolás de Piérola. Durante está visita, fue acompañado de nobles españoles carlistas que se asentaron en Perú, como Manuel Fernández de Prada (III marqués de las Torres de Orán), que llegó a participar en la guerra del Pacífico del lado peruano (además de tener fama de ser hacendados muy benévolos con sus peones). Además que previo a estos viajes de nobles carlistas al Perú, ya se habían desarrollado nexos desde el inicio de las guerras carlistas cuando nobles peruanos, como Blas Ostolaza o Leandro Castilla y Marquesado (hermano del presidente Ramón Castilla) se unieron a las filas carlistas, luego de exiliarse en España tras la Independencia del Perú, con el fin de seguir luchando contra el liberalismo y por la Contrarrevolución. Más adelante, el pretendiente actual de la rama tradicionalista del carlismo, Don Sixto Enrique de Borbón, visitaría el Perú el 23 de agosto de 2008, quien sería recibido por intelectuales de la Sociedad Peruana de Historia (presidida por Vicente Ugarte del Pino), personalidades de la academia (como Fernán Altuve-Febres Lores o José Antonio Pancorvo, afines a las doctrinas católico-monárquicas del carlismo) y del clero de la Iglesia católica en Perú (como los caballeros de la Orden de Malta o el Padre Jorge Putnam), figuras públicas, artísticas, políticas y militares, así como representantes de la prensa e incluso algunos nobles peruanos (como Fernando de Trazegnies, Marqués de Torrebermeja; o la ex Miss Perú Claudia Ortiz de Cevallos, descendiente del marqués de Torre Tagle). Entre algunos descendientes de la nobleza española, que recibieron a Don Sixto, estaba la familia Buezo de Manzanedo, quienes fundarían el Círculo Carlista de Perú «Blas de Ostolaza» (encargado de la promoción de la Monarquía tradicional en ambientes académicos peruanos). Mientras tanto, Don Sixto personalmente mostró interés por patrocinar investigaciones de la cultura peruana (admirando las bellezas de su mestizaje con hispanidad católica y tradición indígena, sobre todo del Cuzco), participando en simposios en honor al intelectual conservador peruano, Bartolomé Herrera, en conferencias dentro del Congreso del Perú y la Universidad Nacional Mayor de San Marcos; también mostro deseos de apoyar proyectos de iniciativa cooperativa para la preservación del modo de tejer tradicional en Pisac y las labores que realizan los Siervos de los Pobres en la Ciudad de los Muchachos.

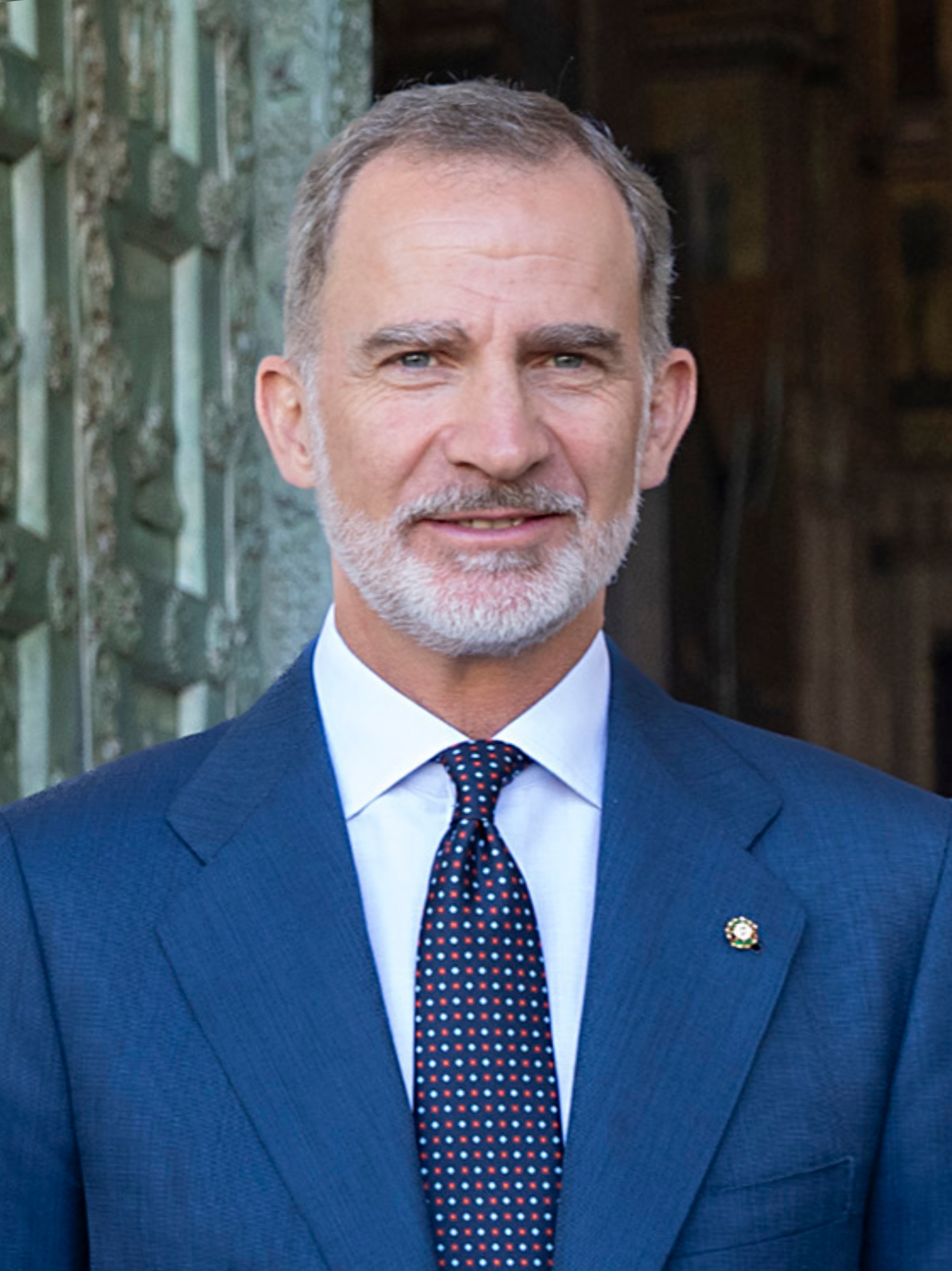
El rey gobernante actual, Felipe VI de España, quien ha hecho visitas personales al Perú en varias ocasiones, buscando estrechar lazos económicos y de fraternidad cultural entre ambos pueblos.

Además, en cuanto a la rama isabelina de la Familia real española y reyes de facto del España en la actualidad, estos visitarían al Perú con Juan Carlos I de España (en 1978, 2001 y 2008) y Felipe VI de España, (201,y 2021, con un viaje de 2023 cancelado, y otros en 2010 y 2014 como Príncipe de Asturias). En la visita de 1978 (la más recordada, y que coincidió con la Transición democrática española y el fin del Gobierno Revolucionario de la Fuerza Armada peruana), estuvieron Lima, Cusco y Arequipa, haciendo actos culturales (como brindar ofrendas florares en el monumento de Francisco Pizarro, Manco Cápac y el Panteón de los Próceres), turísticos (visitando recintos coloniales, incaicos y pre-incas) y políticos (visitando la Asamblea Constituyente y estrechar lazos económicos, comerciales y culturales), así como de brindar gestos de amistad al entregar parte de las cenizas del Inca Garcilaso de la Vega (conmemorando los nexos de mestizaje entre el pueblo peruano y español), además de recibir muchos regalos y condecoraciones peruanas, por iniciativa institucional o voluntaria.
Recientemente, en el año 2022, el descendiente de aristócratas, Martín Cabello de los Cobos (nieto de los condes de Fuenteblanca) se casó con Belén Barnechea (hija del político Alfredo Barnechea). Su boda se hizo rememorando la tradición del Reino moche y chimú prehispánico y preinca, pero se desato polémicas por acusaciones de representar a siervos indígenas a través de tintes clasistas (defendiéndose de que estaba haciendo una boda con elementos estrictamente culturales). Miembros de la nobleza española, como los Marqueses de Cubas, estuvieron entre los participantes de las celebraciones de la boda en Perú.

#### Nobleza Pontificia
Robert Francis Prevost, nacido el 14 de septiembre de 1955 en Chicago, Illinois, fue elegido Papa el 8 de mayo de 2025, adoptando el nombre de León XIV. Con esta elección, se convirtió automáticamente en el soberano del Estado de la Ciudad del Vaticano, según el ordenamiento jurídico de dicho Estado. Este acontecimiento histórico lo convierte en el primer ciudadano peruano en ejercer la soberanía plena sobre un Estado reconocido internacionalmente
Por motivos históricos de la Evangelización en América y la estrecha relación de la Iglesia católica con la Monarquía Española (un Estado confesional), hubo nobles pontificios romanos de los Estados Papales que establecieron influencia con el Perú al volverse una sociedad católica. El caso más notable ha sido el de la Casa de Borja (la cual produjo dos papas: Calixto III y Alejandro VI, así como a San Francisco de Borja) y Casa de Loyola (que produjo a San Ignacio de Loyola, fundador de la Orden jesuita), quienes se emparentaron con la Casa real incaica y fundarían la Casa de Borja-Loyola Inca.

#### Nobleza Polaca

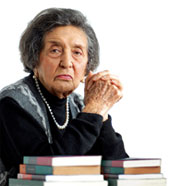
La historiadora peruana, María Rostworowski, descendiente de nobles polacos.

Muchos nobles polacos (Szlachta), huyendo de la expansión del comunismo en el Bloque del Este tras la Segunda Guerra Mundial, migrarían al Perú durante la segunda mitad del siglo XX. Entre estas figuras esta Rosa Larco de la Fuente (condesa de Potocka) y su esposo Stanislaw (conde de Potocki), que viven en San Isidro y cuya familia fue dueña del Palacio Potocki y el Castillo de Łańcut (expropiado por la República Popular Polaca), que es catalogado como uno de los más hermosos de Polonia, además de que el gobierno de Polonia anualmente les permite organizar eventos ahí (como cenas, almuerzos y hasta obras de teatro, con invitación del resto de la nobleza europea). Además, el periodista peruano, Manuel D'Ornellas Suárez (hijo de Manuel d’Ornellas Pardo, barón de Ornellas), se casaría en Río de Janeiro con la princesa Mónica Radziwill Czartoryska (hija del príncipe Wladislaw Radziwill y de la princesa Anna Maria Czartoryska) el 26 de febrero de 1960.Otra aristócrata polaca de gran distinción en el Perú ha sido la historiadora María Rostworowski, quien (pese a su falta de títulos) proviene de una familia noble como hija del aristócrata polaco Jan Jacek Rostworowski (poeta y agrónomo), además que su primer matrimonio de María Rostworowski fue con otro conde polaco.

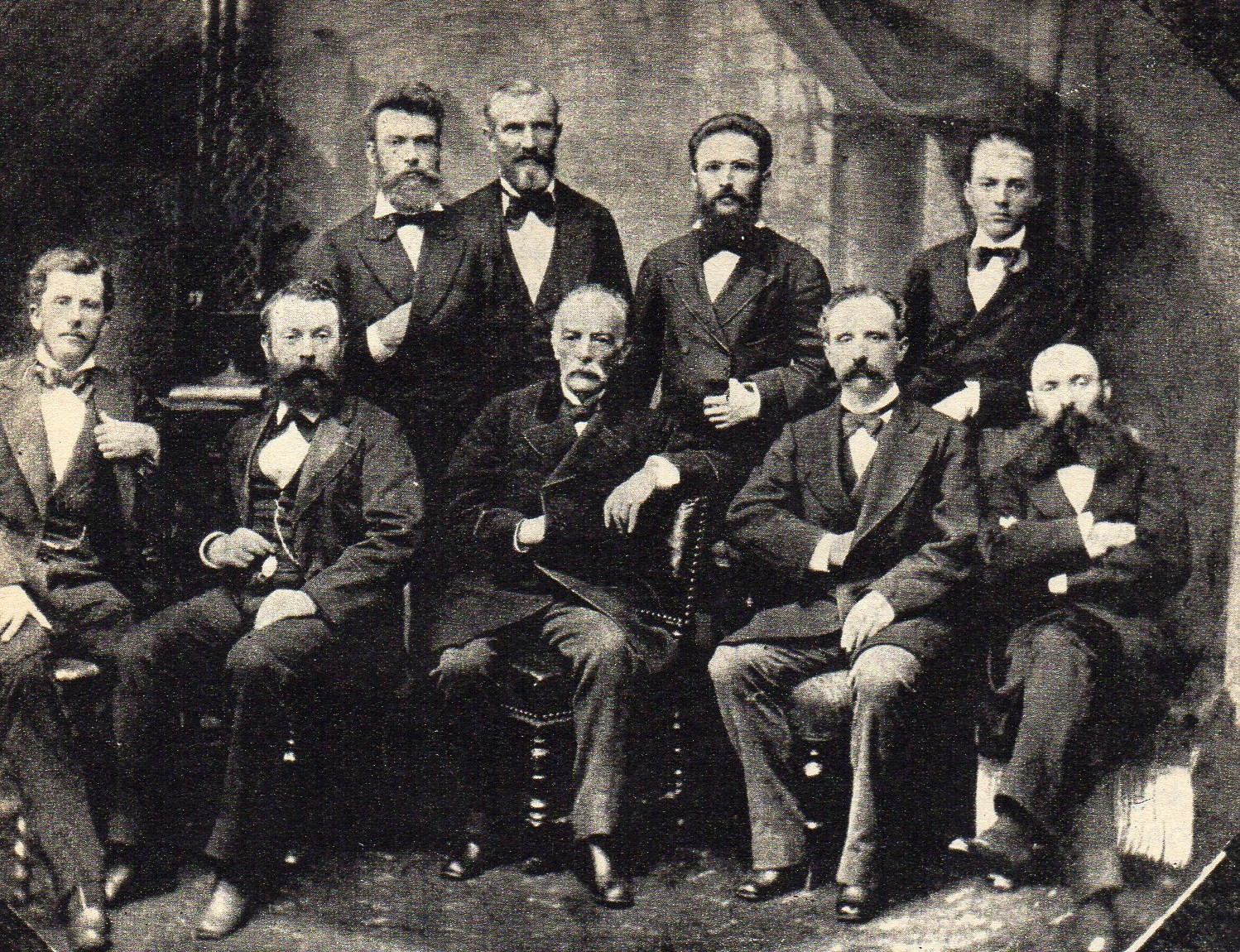
Ingenieros polacos en Perú: Tadeusz Stryjeński, Władysław Folkierski, Ernest Malinowski, Edward Jan Habich, Leonard Laskowski, Ksawery Wakulski, Aleksander Babiński, Władysław Kluger y Jan Sztolcman. Varios de ellos eran descendientes de la Nobleza de Polonia y Lituania.

Previamente, en el siglo XIX, hubo migraciones más pequeñas de nobles polacos al Perú tras las Particiones de Polonia y las guerras napoleónicas (debido a que el Zar de Rusia confisco bienes a la nobleza polaca invadida). Un ejemplo sería Ernest Malinowski (hijo del noble Jakub Malinowski, que tenía voto en el parlamento de la Mancomunidad Polaco-lituana y era dueño de una gran hacienda), figura muy destacada en la construcción de la red ferroviaria peruana, participando en la construcción del Ferrocarril Central del Perú (que fue el ferrocarril más alto del mundo hasta el 2006, toda una maravilla de la ingeniería), a su vez que ya vislumbraba el desarrollo de un tren bioceánico que llegue a la Selva, y de ahí con Brasil. También ayudo a desarrollar la Junta Central del Cuerpo de Ingenieros y Arquitectos del Estado peruano (encargado de identificar las obras de ingeniería que necesitara el país, desarrollar las condiciones de los contratos y la selección de empresas a co-operar con el gobierno), ser socio de la Sociedad Geográfica de Lima, contribuir en la modernización de la minería y agricultura, la Casa de la Moneda de Lima, desarrollar rutas de transporte entre las provincias (junto al mantenimiento de calles de ciudades como Arequipa), e incluso participaría en el Combate del 2 de mayo al servicio de su nueva patria, dirigiendo la construcción de las fortificaciones y enlistándose en el ejército peruano (razón por la que fue enterrado con honores de Héroe patrio), además de hacer propaganda en Ecuador a favor de la causa peruana durante la guerra del Pacífico. Otro miembro de la nobleza polaca fue Edward Jan Habich, descendiente de alemanes que fueron Polonizados por asimilación voluntaria, quien hizo grandes aportes para el desarrollo de la educación de ingeniería en el Perú, buscando talentos de Europa.
Además, en Polonia se asentaron familiares del noble rebelde, José Gabriel Condorcanqui (Túpac Amaru II), estando el abogado, político, arqueólogo y activista social polaco, Andrzej Benesz (hijo de Jan y Ana Benesz, una familia noble empobrecida), como un descendiente de uno de los sobrinos de Túpac Amaru II, luego de que en 1797 fuera adoptado Antonio Inca Túpac Amaru (descendiente de Umina de Berzeviczy), por el noble polaco Waclaw Benesz de Berzeviczy. La tradición de enlaces entre nobles polacos e incaicos se había iniciado antes, con su abuelo de Antonio, Sebastián de Berzeviczy, quien se había mudado al Virreinato del Perú y tuvo nexos matrimoniales con nobles incas. También se formó la leyenda del Castillo de Niedzica, por el cual los fugitivos incas habrían escondido parte del tesoro de la familia.

#### Nobleza Francesa

Escudo de los Borbones españoles, casa real de origen francesa, que gobernó al Perú desde 1701 hasta 1825.

El Perú empezó a ser gobernado por una Dinastía francesa de los Capetos tras la guerra de sucesión española, la Casa de Borbón, teniendo un impacto por todo el siglo XVIII e inicios del XIX. Fue una época de intenso crecimiento económico (sobre todo en el norte del Perú) y de nuevos paradigmas filosóficos por la influencia del Afrancesamiento (sobre todo el Despotismo ilustrado y el Absolutismo influenciados por Luis XIV de Francia o el Parti philosophique), aunque no necesariamente produjeron la confianza necesaria en las elites peruanas para desear la independencia (los cuales añoraron a la antigua Casa de Austria, sobre todo en el sur del Perú).
Durante la era borbónica, destacaron los nobles y astrónomos franceses, dirigidos por Charles Marie de La Condamine, en la Misión geodésica hispanofrancesa a los Reinos del Perú (viajando por la provincia de Quito y el País de los Maynas de la actual Amazonía peruana), haciendo grandes aportes a las Ciencias (sobre todo la Geografía), y también un renacimiento por el estudio de las culturas de los indios, incluido sus noblezas prehispánicas (sobre todo la Civilización incaica).
Durante la Independencia del Perú, existieron nobles franceses emigrés (que habían escapado de la Revolución francesa) que se asentaron en Perú. Por ejemplo, José de Canterac (de la nobleza rural de Guiena), quien sirvió en Ejército Real del Perú. Otros nobles franceses también vinieron al Perú entre las legiones extranjeras del Ejército Unido Libertador del Perú, como Federico de Brandsen (veterano de la Grande Armée y que se casó con Rosa Jáuregui, hija del Virrey Agustín de Jáuregui).
Más adelante, Luis Felipe I de Francia consideró patrocinar en 1846 un proyecto del caudillo ecuatoriano Juan José Flores (liberal bolivariano) y la reina Isabel II de España para fundar el Reino Unido de Ecuador, Perú y Bolivia, aunque al final la Monarquía francesa rechazo la tentativa a último momento.
Pese a estar en decadencia tras la Revolución francesa de 1848, como la posterior instauración de la Tercera República francesa tras la guerra franco-prusiana, varios descendientes de nobles franceses lideraron los primeros viajes franceses para participar en la exploración a la Amazonia. En general, eran los protagonistas de los primeros viajes franceses al Perú, participando de la Inmigración francesa en Perú del siglo XIX, antes de darse una democratización del viaje.

Escudo de la Casa de Bonaparte (dinastía francesa de origen corsa), cuyos miembros intentaron desarrollar algunas pretensiones políticas en el Perú.

##### Nobleza napoleónica
Durante el Protectorado de San Martín, hubo contactos con nobles extranjeros que querían traer a Napoleón Bonaparte del Primer Imperio Francés como un candidato al posible trono del Reino del Perú.
Previamente la Casa de Bonaparte (de origen italiana en la nobleza corsa, pero asimilada a la nobleza francesa) intento conquistar a la elite peruana a través de una minoría de Bonapartistas que querían reconocer como legítimas las Abdicaciones de Bayona y avasallar el Virreinato del Perú al Reino español de José I Bonaparte, enviando gente a sublevar los virreinatos americanos, por medio del agente Mr. Desmolard en Baltimore (quien decía tener el apoyo de los Estados Unidos, así como de nobles de Lima e incluso caciques indios). Pero tales esfuerzos Afrancesados serían reprimidos por el Virrey José Fernando de Abascal (aunque luego de titubear por 2 años).
Posteriormente el Segundo Imperio francés de Napoleón III Bonaparte preferiría patrocinar un proyecto de protectorado francés en Ecuador (favorable al caudillo rival de Flores, el conservador Gabriel García Moreno), del que se rumoreaba podría afectar al Perú.

#### Nobleza Alemana
Varios Nobles alemanes emigraron al Perú en varias oleadas, destacando principalmente una oleada durante el siglo XIX (previo a la Unificación alemana) y otra durante el período de entreguerras y posguerra (en donde fueron muy activos en el Perú).
La anécdota histórica más resaltante entre la nobleza alemana y el Perú moderno es el hecho sucedido en el Palacio de Potsdam en 1911, donde el Kaiser Guillermo II de Alemania ingreso al salón principal y, rompiendo el protocolo, se acercó al general peruano, Andrés Avelino Cáceres Dorregaray (expresidente y ministro plenipotenciario del Perú en el Imperio alemán), estrechándole la mano e iniciando una tertulia de índole militar. Tal reunión cerraría con un abrazo mutuo, el regalo de un reloj de plata para Cáceres y un gesto muy impresionante en el que el emperador alemán se sacó 2 condecoraciones (La Orden del Águila Negra y la Orden del Águila Roja) de su uniforme para ser entregadas personalmente al general peruano, quien tenía admiración de Guillermo II por su valentía en la campaña de la Breña. Se sabe que Cáceres mantuvo para el resto de su vida dichas condecoraciones, que serían parte de su uniforme de gala.

“Tengo el gusto de estrechar la mano al vencedor de Tarapacá, esa gran batalla ganada después del desastre de San Francisco”.
Káiser Guillermo II de Alemania

“Absolutamente cierto. Fui a la audiencia que pedía en mi carácter de ministro del Perú, acompañado por el doctor José Pardo y el Káiser, que antes no me había visto, avanzó hasta los dos y alargándome la mano”
Andres Avelino Cáceres, 1921

##### Nobleza Prusiana y nor-alemana
Los Koller, una antigua familia aristocrática pomerania, llegaron como inmigrantes prusianos a Chile en el siglo XIX y tras la II Guerra Mundial. El teniente Hartmuth von Koeller (descendiente de la rama principal de los Barones (Freiherr) y Señores (Herr) de Kleist, Damen y Belgard de Pomerania) contrajo matrimonio con Doña Hilda Elena Román y Vargas, de esta unión nació Bogislav von Koeller quien a su vez contrajo nupcias con la peruana Carol Jones Lazarte. La familia actualmente vive en Perú y Chile.

"Mi regimiento fue creado en 1736 por Federico el Grande como regimiento de escolta y en 1815 en la Batalla de Waterloo cuando lord Wellington dijo: "Quisiera que fuese de noche o que llegasen los prusianos". Llegaron los prusianos, ese era mi regimiento y esto significó el final de Napoleón. Yo luzco con orgullo mi insignia, acá mucha gente me preguntó si era de la SS, también me preguntaron eso cuando visité Polonia hace unos años, yo les dije que era del Heer, así llamábamos nosotros a nuestro ejército. En Hamburgo cuando fui a visitar a mi amigo Otto Ruebcke, el año pasado con mis hijos, me preguntaron si era SS, muchos me miraban de forma rara, pero yo luzco mi insignia con orgullo. La diferencia con un SS es que nuestra calavera tiene los ojos y la nariz de rojo en el fondo, cuando caí preso del ejército inglés después de la guerra, ellos también creían que éramos SS y nos revisaban cada rato el brazo izquierdo porque la SS tenía tatuado su grupo de sangre en la cara interior del brazo izquierdo, porque en caso de una herida sabían al tiro a que grupo sanguíneo pertenecían. En el frente ruso sí me tocó combatir junto a una división de la Waffen-SS, eran excelentes soldados, muy disciplinados y muy buenos compañeros, de los uniformes negros no puedo decir lo mismo”.
H. von Koeller, 2015

En el 25 de agosto de 1940, Ernesto zu Hohenlohe-Schillingsfürst (de la Casa de Hohenlohe) contrajo matrimonio con Consuelo Eyre Valdeavellano, británica hija de la peruana Eva Angelina Valdeavellano y Canaval (cuya familia volvería a hacer nexos con la nobleza alemana de Prusia).

Escudo del 2do Reich Alemán. Descendientes de sus gobernantes, la Casa de Hohenzollern, se asentarían en el Perú.

Tras la Segunda Guerra Mundial, miembros de la nobleza prusiana (Junker) que habían participado en el servicio militar de la Heer de la Alemania nazi (pues era un deber entre la realeza y nobleza alemana por tradición el servir en el ejército, considerado una cuestión de honor), empezaron a ser expulsados por el canciller del reich, Adolf Hitler, por considerarles una amenaza al gozar de fama entre las tropas (por lo que los nazis temían otro auge del monarquismo prusiano). Entre estas figuras estuvo Carlos Francisco de Hohenzollern, quien se exilió a la República del Perú tras la ocupación aliada de Alemania, y en 1959 se casó con la peruana Eva María Herrera Valdeavellano (matrimonio morganático), con quien tuvo 2 hijas (Alexandra y Desirée von Preussen), que serían bisnietas del último káiser del Imperio alemán, Guillermo II. Terminó dedicándose a obras filantrópicas en su nueva patria, proveyendo de maquinaria a las Fuerzas Armadas y realizar turismo por el interior del Perú. Más adelante, sus hijas estudiaron en el Colegio Villa María-La Planicie de Lima, posteriormente Desirée de Prusia se casaría con el diplomático peruano Juan Carlos Gamarra Skeels (teniendo de hijos a Juan Francisco Gamarra von Preussen e Inés Gamarra von Preussen), y Alejandra de Prusia con Juan Alberto Reboa Devoto (teniendo de hijos a Alberto Joaquín Reboa von Preussen y Alexandra Augusta Victoria Reboa von Preussen), siendo una rama peruana de la Casa de Hohenzollern. Ambas son tías del príncipe heredero, Jorge Federico de Prusia.
En Arequipa, el colegio peruano-alemán Max Uhle, hecho para preservar la cultura alemana entre los migrantes suizos y alemanes, fue fundado en 1956 por Ernesto von Wedemeyer (dueño de una cervecería Cervesur y descendiente de la nobleza teutona, siendo poseedor de un castillo en la remota Alemania) con el patrocinio de los cónsules de Suiza y Alemania.
En tiempos contemporáneos, la abogada y ex modelo peruana, Alessandra de Osma (descendiente de aristócratas), se casó con el príncipe Christian de Hannover (hijo de Ernesto de Hannover, jefe de la depuesta Casa Real de Hannover) el 16 de marzo de 2018 en la Iglesia San Pedro de Lima, volviéndose ella una alteza real, princesa de Hannover y duquesa de Brunswick-Lüneburg.

##### Nobleza Austríaca y sud-alemana
Desde la incorporación de los Reinos del Perú a la Monarquía Española en 1535, el Perú sería gobernado por la Casa de Austria, de origen sur-germánico, y teniendo un gran impacto por todo el siglo XVI y XVII, resaltando su gobernanza con un Pluralismo jurídico que integró las leyes regionales de los señoríos indígenas y siendo muy respetuosos de la diversidad de tradiciones.

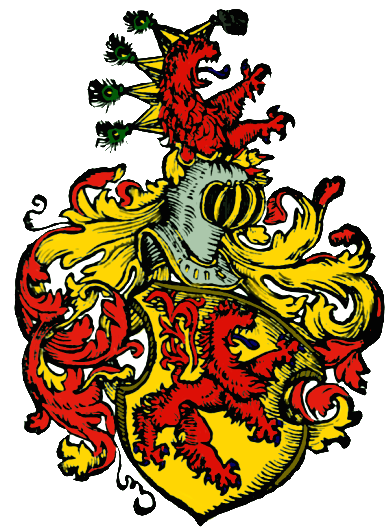
Escudo de la Casa de Habsburgo, dinastía de origen austríaco, que reino en el Perú desde 1535 a 1701.

Durante el auge del Fascismo en los años 30, hubo algunos nobles austríacos asentados en el Perú, como el comerciante Kurt von Steinitz (afiliado al Partido nazi en Lima), quien daba charlas políticas promoviendo el Nacionalsocialismo austríaco (sin embargo, gran parte de la colonia austríaca mostró su desdén a los nazis, porque se la paraban criticando a la Casa de Habsburgo-Lorena, al ejército austríaco y a Austria como país independiente, sin intención de debate).
En Lima, durante el 12 de febrero de 1949, la princesa Hilda de Baviera (hija de la princesa de Nassau, Antonia de Luxemburgo, y del príncipe Ruperto de Baviera, heredero y Jefe de la Casa de Wittelsbach del ex-Reino de Baviera) se casaría con Juan Bradstock Edgard Lockett de Loayza (cónsul honorario del Perú en Regensburg) en la Basílica Catedral de Lima.
Amaya von Habsburg, nacida en 2011, es descendiente de linaje Shipibo (por parte de su madre Doña Mayasuni Heath von Habsburg) y de los Habsburgo-Lorena (por parte de su padre Philipp von Habsburg, quien es descendiente de Maximiliano Eugenio de Austria, hermano del Venerable Káiser Carlos I de Austria y IV de Hungría), siendo entonces una Archiduquesa de Austria. Esto se debe a que su abuela materna, Carolyn Heath (una inglesa, descendiente del noble Charles Beauclerk y que también es antropóloga) viajó a la selva peruana en 1974, quedando fascinada por el lugar, casándose con el shipibo Julio, y fundando el proyecto Maroti-Shobo para ayudar a los shipibos a vender sus artesanías, llegando a los mercados de Japón, Noruega, Estados Unidos y Reino Unido. Debido a la Época del terrorismo en Perú y la amenaza de Sendero Luminoso, la familia se mudó a Londres. Posteriormente su hija de Carolyn, Mayasuni, se conocería con Phillipp von Habsburg (hijo de Heinrich Karl Maria von Habsburg y Ludmilla von Galen) en Inglaterra, quien también es puesto 41 en la línea de sucesión del ex-Imperio austrohúngaro, y se casarían el 11 de febrero de 2006.Y la hija de Mayasuni con Philipp, Amaya, en 2018, sería bautizada por los shipibo de Yarinacocha (Ucayali) con el título de "Suysamenu" que se traduce como "brillante, hermosa".

#### Nobleza Húngara
La familia Batthyány es una de las casas nobles más antiguas y prestigiosas de Hungría, con raíces que se remontan al siglo XIV. Sigmund (Zsigmond) Josef Gobertus Batthyány de Német-Ujvár (nacido en 1891) fue conde de esta familia y contrajo matrimonio con María del Carmen de Escandón y Pardo, descendiente directa de la aristocracia peruana.
María del Carmen de Escandón y Pardo es hija de José Manuel de Escandón y Salamanca, V marqués de Villavieja, y nieta del presidente peruano José Pardo y Barreda, quien gobernó el Perú en dos ocasiones (1904–1908 y 1915–1919). Su linaje materno también incluye a la familia Heeren, de origen alemán, establecida en el Perú.
De la unión entre Sigmund Batthyány y María del Carmen de Escandón nació Louise (Lille) Gräfin Batthyány von Német-Ujvár (nacida en 1956 en Madrid), quien mantiene un vínculo aristocrático con raíces europeas y latinoamericanas. En 1980 se casó con Richard Casimir Roger William Prinz zu Isenburg-Büdingen-Wächtersbach, miembro de la nobleza alemana y de la casa Sayn-Wittgenstein-Berleburg, una familia con conexiones históricas con la realeza danesa. El matrimonio terminó en divorcio en 1989.

#### Nobleza Británica
Janet Mercedes Bryce
Hija mayor de Francis Bryce y de Mercedes González de Candamo e Iriarte (hermana del presidente Manuel Candamo). Su abuelo hizo una fortuna con Bryce & Co., una de las principales casas comerciales del siglo XIX peruano. Su padre nació en el esplendor de Marley House, una de las propiedades más importantes del condado de Devon. Janet se casó en 1960 con el aristócrata británico David Mountbatten, III marqués de Milford Haven, y tuvieron dos hijos: George e Ivar. 
La tía de Janet, Mary o María Mercedes Bryce, se casó con Joseph Harold John Phillips, abuelo de Alexandra Hamilton, duquesa de Abercorn, y Natalia Grosvenor, duquesa de Westminster. 
Su esposo falleció tan solo nueve años después de su matrimonio, a los 50 años, debido a un ataque al corazón, en la estación Waterloo. 
En 1931 se dio la visita oficial de dos príncipes británicos al Perú, quienes serían Eduardo de Gales (futuro rey Eduardo VIII) y su hermano Jorge de Kent (III duque de Kent). El Príncipe de Gales sería galardonado con la Orden El Sol del Perú, y el presidente peruano de ese entonces, Luis Miguel Sánchez Cerro, sería galardonado con la Orden del Imperio Británico.

#### Nobleza Italiana
Hubo nobles italianos partícipes en la Conquista y Pacificación del Perú, como Juan Bautista Pastene (noble genovés). Estos, junto a los soldados italianos plebeyos, recibirían Encomiendas y serían parte de la nobleza peruana o la nobleza en Chile.
Por otra parte, también hubo nobles italianos en la administración del Virreinato del Perú, como Carmíneo Nicoló Caracciolo (de la nobleza napolitana).
El noble italiano, Giuseppe Canevaro (Conde de Zoagli y Duque de Zoagli y Castelvari) se casó con la peruana Francisca Valega Iribar (descendiente también de inmigrantes italianos en Lima) el 24 de abril de 1834, en la Iglesia del Sagrario de la catedral de Lima. Llegaría a ser Cónsul General del Reino de Cerdeña (y luego del Reino de Italia tras la Unificación italiana), así como de los Estados Pontificios. Su familia sería partícipe del Caso Canevaro contra la República del Perú.
Ha habido nobles peruanos emparentados con la Casa de Saboya (familia real del extinto Reino de Italia). El 27 de julio de 1872 María Isabel Álvarez-Calderón y Flores-Chinarro, (hija de los Condes de Álvarez-Calderón, Andrés Álvarez-Calderón y Olaechea y Agustina Flores-Chinarro y Guerrero), contrajo matrimonio con Domenico Rosso Paternò Castello (príncipe de Cerami, barón della Torre e Mendola). María Isabel, llegó a ser dama de la reina Margarita de Italia. Posteriormente, un nieto de María Isabel, Domenico Ruggero Rosso, se casaría el 4 de marzo de 1934 con la peruana Luz Álvarez-Calderón y Flores. Además, Antonio Rosso, barón de Cerami, contrajo matrimonio con la limeña Elvira Mercedes Oyague y Soyer (hija de José Vicente Oyague Coello y de Isabel Soyer y Lavalle) en París el 29 de diciembre de 1883.
Otra de las hijas, María Luisa (María Luz) Álvarez-Calderón y Flores-Chinarro, contrajo matrimonio en Florencia con un miembro de la casa Ginori Lisci, antigua familia de marqueses y mecenas vinculada a la manufactura de porcelanas Ginori. A través de esta unión, la familia Álvarez-Calderón se enlazó con una de las más prestigiosas casas de la nobleza florentina.
Por su parte, Josefa Álvarez-Calderón y Flores-Chinarro emparentó con la aristocracia italiana mediante su matrimonio con un conde Castagnini, integrándose así a una familia de tradición política y militar en el norte de Italia.
Asimismo, Mercedes Álvarez-Calderón y Flores-Chinarro se vinculó con la familia Rossi di Montelera, de Turín, relacionada con la aristocracia piamontesa y con intereses vitivinícolas e industriales en la región.
Finalmente, Herminia Álvarez-Calderón y Flores-Chinarro se unió a la familia Colonna di Stigliano, rama de la célebre casa principesca Colonna de Roma, reforzando la presencia de linajes peruanos dentro del patriciado romano.
Uno de los herederos al Reino de las Dos Sicilias, Pedro de Borbón-Dos Sicilias, entablo conversaciones con el Ministerio de Relaciones Exteriores para lograr la expansión de la Sagrada Orden Militar Constantiniana de San Jorge (dedicado a la difusión y defensa del catolicismo) en el Perú, fundando su primera sede el 14 de septiembre de 2023.
La familia Rospigliosi es una familia noble de origen italiano que se estableció en Perú en el siglo XVII. Originarios de Pistoia, Toscana, los Rospigliosi se distinguen por su notable influencia en la historia y la sociedad peruana. La familia tiene raíces que se remontan al papado de Clemente IX (Giulio Rospigliosi), quien fue papa entre 1667 y 1669.
En Perú, los Rospigliosi han ocupado importantes cargos políticos, sociales y eclesiásticos. Su legado incluye una significativa contribución a la cultura y la economía del país, así como la preservación de tradiciones familiares y patrimoniales. Miembros destacados de la familia han desempeñado roles clave en el desarrollo de la educación, las artes y la política en Perú.
La residencia de la familia en Perú ha mantenido su título de origen italiano, reflejado en la arquitectura de sus propiedades y en la preservación de documentos y objetos históricos que narran la trayectoria de la familia a lo largo de los siglos. Los Rospigliosi son un ejemplo del influjo de la nobleza europea en América Latina, integrando y enriqueciendo las culturas locales con su herencia y tradiciones.

#### Nobleza Griega
Hubo nobles griegos partícipes en la Conquista y Pacificación del Perú, como Pedro de Candía o Jorge Griego (ambos provenientes de los dominios griegos de la República de Venecia), acompañados de compatriotas que sirvieron en labores de artillería y recibirían Encomiendas en Perú (volviéndose todos estos conquistadores griegos como nobles en el Perú, siempre que mantuvieran fidelidad al Rey de España).

#### Nobleza Neerlandesa
Durante la era colonial, vinieron al Perú, sobre todo a Lima, nobles provenientes de los Países Bajos españoles, donde muchas familias habían dado servicio en la guerra de Flandes.
El abogado y político peruano, Francisco Tudela van Breugel-Douglas, vicepresidente durante el gobierno de Alberto Fujimori, es descendiente de nobles holandeses de los Países Bajos (los Van Breugel-Douglas de tradición militar y diplomática en Brabante, esto a través del matrimonio de su padre Felipe Tudela y Barreda y Doña Vera van Breugel-Douglas.

#### Nobleza Checa
En Praga, el diplomático y embajador peruano en Bucarest, Enrique E. Laroza Bull, se casaría en 1948 con Olga Elizabeth von Daubek, mujer descendiente de la antigua nobleza de la Corona de Bohemia (sus padres eran el caballero y empresario austríaco Josef Franz, y la condesa checa Olga von Dietrichstein-Mensdorff-Pouilly, por la que también sería nieta de Hugo von Dietrichstein y la Casa Dietrichstein).

#### Nobleza Yugoslava
El consorte de Yugoslavia,
La unión de Manuel de Ulloa y Elías, consorte peruano, y la Princesa Elizabeth de Yugoslavia es un ejemplo notable de lazos matrimoniales entre la nobleza europea y latinoamericana. Manuel de Ulloa, nacido en una destacada familia peruana con una rica historia política y social, se casó con la Princesa Elizabeth de Yugoslavia, una miembro de la realeza europea, en 1987.
La Princesa Elizabeth, nacida el 7 de abril de 1936, es hija del Príncipe Pablo de Yugoslavia y de la Princesa Olga de Grecia y Dinamarca, lo que la vincula directamente con la nobleza europea. Manuel de Ulloa, por su parte, proviene de una familia con una larga tradición en la política y la diplomacia peruana, siendo uno de los hijos del notable político peruano José de la Riva-Agüero y Osma.
Esta unión no solo simboliza la integración de dos linajes nobles, sino también el fortalecimiento de los lazos culturales y diplomáticos entre Europa y América Latina. El matrimonio de Manuel y Elizabeth es un reflejo de la globalización de la nobleza y su adaptación a los cambios sociales y políticos del siglo XX. Juntos, han participado en diversas actividades benéficas y culturales, contribuyendo al entendimiento y cooperación internacional.

##### Nobleza Serbia
La activista por los derechos humanos y princesa serbia del antiguo Reino de Yugoslavia, Isabel de Yugoslavia (hija del rey Pablo de Yugoslavia, de la Casa Real de Karađorđević), se casaría en 3.as nupcias con el ex-primer ministro y exministro de Hacienda del Perú, Manuel Ulloa Elías, cuya boda fue en Lima el 28 de febrero de 1987.

### Nobleza Asiática

#### Nobleza Japonesa

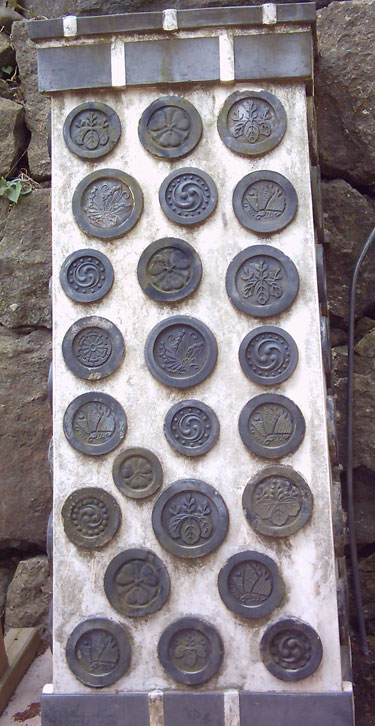
Múltiples blasones nobiliarios japoneses Mondokoro. Algunos de estos símbolos se pueden encontrar en las propiedades de nobles japoneses en Perú.

Los nobles perdieron sus privilegios como clase feudal japonesa con la Restauración Meiji (1868-1912). Muchos de estos, en su mayoría shizoku (nobleza guerrera, también llamados samurái), que tuvieron dificultades para adaptarse al mundo moderno, fueron a migrar a otras tierras, donde muchos llegaron al Perú (que fue el 3° país americano con más número de japoneses, por debajo de EEUU y Brasil). En el Perú, fueron menos de 10% de los inmigrantes y laboraron como comerciantes y empresarios, desarrollando negocios gracias a poseer un capital, en contraste con los heimin (clase plebeya) que laboraron como peones de los hacendados. Un legado cultural de los nobles japoneses ha sido el uso del Mondokoro (blasón nobiliario japonés para identificar sus propiedades y clanes) en muchos negocios, entradas de casas, sellos, tatuajes, logos de empresas, etc.

#### Nobleza Árabe
Durante la época virreinal llegó a ser medianamente común la presencia de nobles árabes cristianos solicitando apoyo económico contra el Imperio otomano. Uno de los casos más famosos fue el de Don Elías Aben-Sedid, un príncipe libanés, quien en las décadas de 1750-1760 llegó a ser una figura de renombre por su presencia continua en varias ciudades del Virreinato del Perú en busca de donaciones para rescatar a su familia aprisionada por los musulmanes turcos, mientras a su vez recibía una atención digna de su Abolengo y status social.

En 1960 di noticias de un curioso manuscrito hallado en los fondos del Archivo Histórico del Ministerio de Hacienda del Perú. Se trataba de un memorial inédito firmado por Don Elias Chei Chedid-Kasen, titulado "Príncipe del Monte Líbano", el cual con fecha 19 de septiembre de 1751 solicitaba autorización del Cabildo de Arequipa (Perú) para pedir limosna públicamente con el objeto de recabar fondos destinados a pagar rescate por su familia cautiva de los turcos.
En aquella ocasión me referí al manuscrito como pieza simplemente curiosa. Sin embargo, hace poco tiempo mi distinguido amigo el Profesor Enrique Carrión Ordóñez, de la Universidad Católica de Lima, amablemente me comunica que tal descubrimiento se relaciona íntimamente con la obra de don Ricardo Palma, una de cuyas Tradiciones, la denominada El príncipe del Líbano (1765), ha recogido las aventuras limeñas de este pretenso noble árabe cristiano, añadiéndole noticias, quizá verosímiles, sobre el mencionado personaje.
En efecto: el ilustre tradicionista al hablar de Elias Aben Sedid (como él mismo lo llama) lo describe como "un turco de casi seis pies de alto, robusto y gallardo mozo...". Dice, además, que "sus papeles parecían tan en regla, que a nadie se le ocurrió desconocerle el principado...". Agrega que el Sultán de Turquía pedía "cien mil pesos ensayados" por el rescate, dinero que fue casi totalmente reunido en pocos meses.
Por último, entre otras noticias, consigna las siguientes: Elias Aben Sedid, durante su estadía en Lima, fue huésped del Convento de San Francisco donde hubo de ser atendido conforme a su rango. Metido en escabrosa aventura de faldas, el Virrey Amat lo expulsó del Perú, siendo embarcado rumbo a España. Entre otra de las causas de la desgracia de este personaje, se menciona una carta del superior de los jesuítas de Moquegua, en la cual carta se ponía en seria duda la verdadera identidad del supuesto noble”.
Rafael Guevara Bazán

El jeque árabe, Yaqoob mubarak, multimillonario del Reino de Baréin y dueño de la marca London Store (empresa de chocolates), habría recorrido el Perú durante 2019 a 2021, haciendo múltiples actos de caridad y Filantropía, resaltando su apoyo económico y educativo a un niño de Trujillo (Víctor Angulo Córdova) que se hizo viral por estudiar en las calles, así como por reunirse con el alcalde de La Victoria, George Forsyth (futbolista), con promesas de financiar al famoso club de fútbol, Alianza Lima, (provocando que le obsequie una camiseta del equipo al príncipe de Baréin, Nasser bin Hamad Al Khalifa). Aunque, también tuvo controversias en el Perú, como con la presentadora de televisión, Magaly Medina (quien acusó al jeque, en Magaly TV, la firme, de no ser una persona confiable por no haber mucha información de él en internet), con la bailarina Gabriela Serpa (debido a rumores de una relación sentimental que fue a desmentir en JB en ATV), y con la Oficina de Migraciones del Perú (debido a que se le acusó de no tener bien sus papeles y que pudo cometer algunas infracciones en Perú), pero al final lograría restaurar su honor y quedar en buenos términos con la prensa y el gobierno. Luego de retirarse del Perú para viajar por otras partes del mundo, aún hubo equipos de futbol, como el Club San Simón de Moquegua, que buscaron su financiación de Yaqoob en el año 2022.
Además, ha habido peruanos que desarrollaron nexos con aristócratas árabes. Por ejemplo, la modelo peruana, Melissa García, se casaría con un Jeque de los Emiratos Árabes Unidos en Dubái durante el año 2013, aunque se divorciarían en 2020 durante la pandemia de COVID-19, aunque Magaly Medina cuestionaría la historia de Melissa por la falta de vestimenta tradicional de la nobleza árabe en su exesposo. Otro caso fue el de la modelo Rosángela Espinoza, que habría estado saliendo con un jeque de Catar por enero de 2023, aunque su historia sería cuestionada por Magaly Medina. Además, el futbolista peruano André Carrillo habría entablado amistado con varios jeques árabes de Arabia Saudita, quienes le han dado muchos obsequios. También el futbolista peruano Christian Cueva y su equipo participaron en fiestas de jeques árabes durante el Día de la Fundación Saudí en 2022. Por otra parte, la periodista peruana Romina Vega, al hacer un reportaje en Catar en las previas del Mundial Catar, llegaría a ser invitada por un jeque catarí para viajar a Arabia Saudita. Por otro lado, clubes de futbol peruano, como Sporting Cristal, han buscado la financiación de jeques árabes.Además que ha habido nobles árabes interesados en financiar la educación de prodigios peruanos, como el caso de la becada Leia Chavaría, que tuvo la opción de estudiar en Dubái con patrocinio de un jeque (aunque prefirió escoger la opción de estudiar en la Universidad de Berkeley).También ha habido nobles árabes que han buscado casarse con celebridades peruanas, como el caso de la modelo peruana Gladys Zender, quien rechazo ofertas de jeques que ofrecieron convertirse al catolicismo a cambio de un matrimonio.
Por su parte, jefes de estados de Monarquías árabes han hecho algunas acciones con el Perú. Por ejemplo, el 28 de julio de 2022, el presidente y vicepresidente de los Emiratos Árabes Unidos, enviaron mensajes de felicitaciones al gobierno peruano por la Independencia. También, en el año 2023, el jeque y presidente de la Monarquía electiva de los Emiratos Árabes Unidos, Mohamed bin Zayed Al Nahayan, le otorgaría el premio "Zayed a la Sostenibilidad 2023" a estudiantes de COAR-La Libertad en la Dubai Expo City (por su proyecto de riego "La Mochica"), contando con la asistencia de múltiples aristócratas árabes (como el presidente de la COP28, el Dr. Sultan Ahmed Al Jaber).

### Nobleza Africana
Entre los Negros que vinieron por el Comercio atlántico de esclavos a tierras peruanas, se habían encontrado algunos nobles africanos que fueron vendidos por los Imperios africanos de la zona a los europeos. Los nobles africanos destacaron como líderes de muchos Quilombos (territorio de esclavos que escapaban de sus amos y fundaban comunidades entre ellos para organizarse y defender su libertad). También hubo una pequeña minoría de negros libertos que lograrían ser ennoblecidos. Por ejemplo, los conquistadores negros del Imperio incaico, como: Juan García o Miguel Ruiz.
Un caso llamativo de nobles negros en la Historia del Perú fue el del Rey negro de Huaura, en donde una comunidad de cimarrones desarrollaron un palenque en Huaura (aprovechando la crisis de las Guerras civiles entre los conquistadores del Perú para fugarse de sus amos en Lima), entre ellos fueron a elegir al cimarrón de linaje más noble para volverlo su Rey, quien proclamó la libertad de los suyos y organizó un ambicioso plan para capturar la Ciudad de los Reyes (con ayuda de algunos contactos indígenas) y así hacerse del poder del Virreinato del Perú para instaurar una Monarquía Indo-Africana. La amenaza de este pequeño Reino Negro en Huaura fue lo suficientemente seria como para que el Capitán general de Lima encomendara al capitán Juan de Barbarán, junto a 120 soldados bajo su mando, la tarea de frustrar los planes de los cimarrones rebeldes (lo cual conseguiría, pero muriendo en el acto, junto al monarca de la colonia africana).

#### Nobleza Congoleña
Otro caso llamativo fue el de Francisco Congo, un esclavo negro (de ascendencia congoleña) traído desde Centroamérica para trabajar en una hacienda de Ica, quien lidero con su banda la Palenque de Huachipa en 1710, un asentamiento humano fortificado de Afroperuanos en medio de bosques por Santa María de Huachipa. Ahí él se proclamó rey del Palenque al darle fin a las rivalidades que había entre linajes nobiliarios de Congos y Terranovos (a favor de los primeros) tras salir victorioso de un Duelo de honor contra los nobles Martín Terranovo y otro con Salvador Terranovo. Sin embargo, debido a que su reino se encargaba de realizar actividades de pandillaje en el Virreinato del Perú para obtener sustento económico, serían atacados por el Ejército Realista y así falleció Francisco Congo "Chavelilla" con 200 súbditos suyos, mientras que su esposa Chavela lograría escapar junto sus hijos, y no se sabría más de lo que pasó con esta familia real (aunque rumores se dijeron de que al final los capturaron en Cieneguilla).

### Nobleza Polinesia

#### Nobleza Rapanui
A mediados del siglo XIX fueron traídos al Perú un gran número de indios de la isla Rapa Nui (Isla de Pascua). Siendo extraídos sin distinción nobles y plebeyos de manera forzosa de su isla, o embarcados mediante engaños en los navíos mercantes, y consecuentemente llevados a las Islas de Chincha (Ica - Perú) para trabajar en la extracción del guano isleño, con muy pésimas condiciones de vida.

"Aguirre, que partió con designios semejantes para la isla de Pascua, y que, recordando seguramente el viejo dominio del Perú, al dar con estorbos y tropiezos tomó violenta posesión de la isla e hizo prisioneros al Rey Maurata, a su hijo Tepito y a todos los sabios de la Corte. Era como un eco del sentido imperial que antes había unido al Perú con el Pacifico..."
Mercurio peruano, 1942

Dentro de este grupo de "esclavos modernos" estaba un Ariki Henwa, quien era el soberano de los Rapanui. Este era el rey Maurata, junto a su padre Kaimakoi, los cuales fueron raptados por marineros mercantes peruanos (quienes inicialmente tenían dudas de llevarse a un monarca, pero los capitanes presionaron) y luego serían vendidos en el puerto del Callao, sin saberse quienes exactamente lo compraron. Al final fallecieron trabajando en las Islas de Chincha, junto a la mayor parte de la nobleza Rapa Nui.

"Sabemos... que en 1862 el rey Kaimakoi Iti y Maurata su hijo, fueron llevados a la Isla de Chincha por los esclavistas peruanos [...] Maurata, el último rey conocido, al ser raptado por los peruanos dejó un niño que fue criado por los misioneros y llamado Gregorio"
Goicochea, 1980

"Dicen que eran Ariki, o sea, Reyes. Uno era el viejo rey Kamakoi, el otro era su hijo Maurata, que era quien estaba propiamente en funciones, y el niño era Manuragui, primo del rey gobernante Maurata y su heredero. Alguien dijo que era mucha cosa llevarse a un Rey y que mejor sería dejarlos libres a los tres. Pero el capitán Aguirre lo interrumpió vivamente:
"¡Qué Rey ni qué niño muerto! ¡Este es simplemente un cholo más!. Bastante esfuerzo nos ha costado conseguir esta gente. ¡Todos van al camal!"
 (...) Kaimakoi y a Maurata los pusieron en el barco que iba al Perú y fueron vendidos en El Callao como los otros. ¡Dios sabe qué será de ellos ahora!. El niño fue conservado en mi barco, el Cora, como mascota".
George S. Nichols, 1863

A su vez, entre el grupo de nobles rapanuis, que murieron trabajando para los hacendados criollos, se encontraban los sabios que conocían el significado de la escritura rongo-rongo, sabios equiparables a los Quipucamayoc andinos.

### Nobleza Americana

#### Nobleza Mexicana
Hubo varios nobles peruanos, sobre todo de la nobleza incaica, que llegaron a residir en la Nueva España. Entre estas figuras esta María Joaquina Uchu, quien era hija de Don Miguel Uchu Tûpac Inca Titu Yupanqui (noble indígena de Lambayeque), y de la novohispana Doña María Theresa de Dávila-Gavidia, además que se volvió muy cercana a la Casa de Moctezuma durante el siglo XVIII.
Miembros de la Casa de Iturbide han tenido descendencia Bastarda en el Perú, como Jesusa de Iturbide (hija fuera del matrimonio de Agustín de Iturbide y Green, con la arequipeña Nicolasa Fernández de Pierola, y por tanto, nieta del emperador Agustín I de México), quien terminaría casándose con Nicolás de Piérola, presidente del Perú del siglo XIX.

## Referencia (2018).s
1. 1 2  «El Perú tuvo más nobles que ningún otro lugar de América». El Comercio. 6 de febrero de 2011. Archivado desde el original el 17 de octubre de 2021. Consultado el 7 de abril de 2021.
2. ↑  Vargas Ugarte, Rubén. Títulos Nobiliarios en el Perú
3. ↑  DICCIONARIO DE AUTORIDADES (1726-1739)
4. ↑  Lira Montt, 166-167 (Madrid,1981): 631
5. ↑  Atienza, 1947.
6. ↑  Konetzke, III/10 (Sevilla, 1951): 330-358
7. ↑  Céspedesdel Castillo, 1997: 23-41
8. 1 2 3 4 5 6 7  BASES SOCIALES DE LA EMBLEMÁTICA: ARISTOCRACIA Y NOBLEZA, PASADO Y PRESENTE. MANUEL FUERTES DE GILBERT ROJO. Emblemata, 16 (2010), pp. 185-202. ISSN 1137-1056
9. ↑  Copia de la Cédula real de Carlos II que habilita a los indios de las colonias para ingresar a los Colegio y a las instituciones civiles y religiosas
10. 1 2  Márquez de la Plata, Vicenta María; de Bernabé y Martín de Eugenio, Luis Valero (1991). Nobiliaria española: : origen, evolución, instituciones y probanzas. ISBN 978-84-86568-37-5. Consultado el 29 de diciembre de 2023.
11. ↑  Internet Archive, Fernando de (1994). Diccionario heráldico y nobiliario de los reinos de España. Madrid : Editorial Bitacora. ISBN 978-84-465-0044-5. Consultado el 29 de diciembre de 2023.
12. ↑  «¿Burguesía u oligarquías dominantes en América Latina? | EL MONTONERO». EL MONTONERO | Primer Portal de opinión del país. Consultado el 30 de diciembre de 2023.
13. ↑  https://www.redalyc.org/pdf/509/50901413.pdf
14. ↑  Hernández Astete, Francisco (1 de abril de 2008). «Las panacas y el poder en el Tahuantinsuyo». Bulletin de l'Institut français d'études andines (37 (1)): 29-45. ISSN 0303-7495. doi:10.4000/bifea.3282. Consultado el 1 de enero de 2024.
15. 1 2 3 4  Luque Talaván, Miguel (2004). «"Tan príncipes e infantes como los de Castilla": análisis histórico-jurídico de la nobleza indiana de origen prehispánico». Anales del Museo de América (12): 9-34. ISSN 1133-8741. Consultado el 20 de diciembre de 2023.
16. ↑  «.::| MUNICIPALIDAD PROVINCIAL DE CHANCHAMAYO |::.». www.munichanchamayo.gob.pe. Consultado el 20 de enero de 2024.
17. ↑  Cahill, David Patrick; Tovías, Blanca (2003). Elites indígenas en los Andes: nobles, caciques y cabildantes bajo el yugo colonial. Editorial Abya Yala. ISBN 978-9978-22-293-5. Consultado el 20 de diciembre de 2023.
18. ↑  Schreffler, Michael J. (3 de julio de 2020). Cuzco: Incas, Spaniards, and the Making of a Colonial City (en inglés). Yale University Press. ISBN 978-0-300-21811-4. Consultado el 20 de diciembre de 2023.
19. ↑  Ots, Mauricio Valiente (2002). Los grupos raciales en el Cuzco de los siglos XVI y XVII: contribución a la historia de los derechos humanos. Universidad Carlos III de Madrid. ISBN 978-84-340-1388-9. Consultado el 20 de diciembre de 2023.
20. ↑  Montoto, Santiago (1927). Nobiliario hispano-americano del siglo XVI. Compañía Ibero-Americana de Publicaciones. Consultado el 20 de diciembre de 2023.
21. ↑  Faura, Nicanor Domínguez (24 de marzo de 2010). «Temple, Ella Dunbar. La descendencia de Huayna Cápac. Prólogo de Raúl Porras Barrenechea. Presentación de Carlos Enrique Becerra Palomino y María Luisa Rivara de Tuesta. Lima: Universidad Nacional Mayor de San Marcos, 2009, 400 pp.». Histórica 34 (2): 189-192. ISSN 2223-375X. doi:10.18800/historica.201002.008. Consultado el 20 de diciembre de 2023.
22. ↑  Soriano, Waldemar Espinoza (1997). Virreinato peruano: vida cotidiana, instituciones y cultura. Biblioteca Nacional del Perú. ISBN 978-9972-601-16-3. Consultado el 20 de diciembre de 2023.
23. ↑  Aljovín de Losada, Paul; Aljovín de Losada, Cristóbal (4 de junio de 2015).  Saint-Geours, Yves, ed. La élite nobiliaria de Trujillo de 1700 a 1830. Travaux de l'IFEA. Institut français d’études andines. pp. 241-293. ISBN 978-2-8218-4486-5. Consultado el 3 de enero de 2024.
24. ↑  https://www.redalyc.org/pdf/3713/371336247002.pdf
25. ↑  Marí P&iacute, A; S, a Poblete (1 de enero de 2005). «La educación de la nobleza indigena en el Cusco y la Rebelión de Tupac Amaru (1)». Anuario de Postgrado (6): 387-402. Consultado el 1 de enero de 2024.
26. ↑  Domínguez, Carlos María (2002). Historias del polvo y el camino. Ediciones Instituto Movilizador de Fondos Cooperativos. ISBN 978-950-860-119-3. Consultado el 24 de diciembre de 2023.
27. ↑  Zavala, Silvio (1980). El servicio personal de los indios en el Perú: Extractos del siglo XVIII. El Colegio de México. ISBN 978-968-12-0027-5. Consultado el 24 de diciembre de 2023.
28. 1 2  Ames, Carlos H. Hurtado (2006). Curacas, industria y revuelta en el valle del Mantaro, siglo XVIII. Consejo Nacional de Ciencia, Tecnología e Innovación Tecnológica, CONCYTEC. ISBN 978-9972-50-059-6. Consultado el 31 de diciembre de 2023.
29. ↑  JESÚS INCA Y OTROS NIÑOS CUZQUEÑOS. BOLETÍN DE CULTURA PERUANA - MINISTERIO DE RELACIONES EXTERIORES - Nº 30  24/12/2020
30. ↑  Mesa, José de; Gisbert, Teresa (1962). Historia de la pintura cuzqueña. Instituto de Arte Americano e Investigaciones Estéticas. Consultado el 26 de diciembre de 2023.
31. ↑  «PINTURA EN EL VIRREINATO DEL PERU by fondoeditorialbcp - Issuu». issuu.com (en inglés). 16 de diciembre de 2022. Consultado el 26 de diciembre de 2023.
32. ↑  «Arte Imperial Inca by fondoeditorialbcp - Issuu». issuu.com (en inglés). 1 de diciembre de 2020. Consultado el 26 de diciembre de 2023.
33. ↑  Decoster, Jean-Jacques (00/2005). «Identidad étnica y manipulación cultural: La indumentaria inca en la época colonial». Estudios atacameños (29): 163-170. ISSN 0718-1043. doi:10.4067/S0718-10432005000100008. Consultado el 1 de enero de 2024.
34. ↑  “Forjando la Nación peruana. El incaísmo y los idearios políticos de la República (siglos XVIII-XX)” del Fondo Editorial del BCP
35. ↑  «LIMPIEZA DE SANGRE Y NOBLEZA DE LOS INDIOS - Dicionário de História Cultural de la Iglesía en América Latina». dhial.org. Consultado el 30 de diciembre de 2023.
36. 1 2  Enríquez, L. ., & Aguirre Salvador, R. . (2022). La cédula de honores de 1697 y la formación del clero indígena: los casos de Nueva España y Chile en el siglo XVIII. Revista De Indias, 82(286), 645–671.
37. ↑  El Tribunal de la Inquisición, Fernando Ayllón (1997).
38. ↑  Hampe Martínez, Teodoro (1984). «MORENO CEBRIAN, Alfredo. Relación y documentos de gobierno del virrey del Perú José A. Manso de Velasco, conde de Superunda (1745-1761). Introducción, edición, notas e índices de ... Madrid, C.S.I.C., Instituto "Gonzalo Fernández de Oviedo", 1983. 493 p.». Boletín del Instituto Riva-Agüero; No. 13 (1984). Consultado el 28 de diciembre de 2023.
39. ↑  Alva, Joseph Dager (9 de marzo de 1999). «O'Phelan Godoy, Scarlett (comp.). El Perú en el siglo XVIII. La Era Borbónica. Lima: Instituto Riva-Agüero, Pontificia Universidad Católica del Perú, 1999, 449 pp.». Histórica 23 (2): 519-521. ISSN 2223-375X. doi:10.18800/historica.199902.020. Consultado el 28 de diciembre de 2023.
40. ↑  Rostworowski, María (28 de noviembre de 2016). Mujer y poder en los Andes coloniales. Instituto de Estudios Peruanos. ISBN 978-9972-51-598-9. Consultado el 30 de diciembre de 2023.
41. ↑  Javier, Gómez de Olea y Bustinza (2005). La Nobleza Titulada en la America Española. RAMHG. Consultado el 30 de diciembre de 2023.
42. ↑  Béthencourt, Francisco Fernández de (1897). Historia genealógica y heráldica de la monarquía española: casa real y grandes de España. Estab. Tip. de Enrique Teodoro. Consultado el 30 de diciembre de 2023.
43. ↑  Ureta, Gonzalo Carrillo (6 de marzo de 2006). ««La única voz por donde los yndios pueden hablar»: estrategias de la elite indígena de Lima en torno al nombramiento de procuradores y defensores indios (1720-1770)». Histórica 30 (1): 9-63. ISSN 2223-375X. doi:10.18800/historica.200601.001. Consultado el 23 de enero de 2024.
44. 1 2  República, La (24 de julio de 2022). «Ronald Elward: “Hay que tener un poquito más de compasión con la historia“». larepublica.pe. Consultado el 29 de diciembre de 2023.
45. ↑  O'Phelan, Scarlett (9 de marzo de 2001). «Navarro, José María. Una denuncia profética desde el Perú a mediados del siglo XVIII: El Planctus indorum christianorum in America peruntina. Lima: Pontificia Universidad Católica del Perú, 2001, 491 pp.». Histórica 25 (2): 331-335. ISSN 2223-375X. doi:10.18800/historica.200102.017. Consultado el 29 de diciembre de 2023.
46. ↑  Zighelboim, Ari (24 de marzo de 2010). «Un inca cuzqueño en la corte de Fernando VI: Estrategias personales y colectivas de las elites indias y mestizas hacia 1750». Histórica 34 (2): 7-62. ISSN 2223-375X. doi:10.18800/historica.201002.001. Consultado el 29 de diciembre de 2023.
47. ↑  Vila, Núria Sala i (1996). Y se armó el tole tole: tributo indígena y movimientos sociales en el Virreinato del Perú, 1784-1814. IER - Inst. de Estudios Regionales, José María Arguedas. Consultado el 10 de enero de 2024.
48. ↑  O'Phelan, Scarlett (1998). «Kurakas, linajes y el Movimiento Nacional Inca del siglo XVIII». Actas del IV Congreso Internacional de Etnohistoria. Consultado el 29 de diciembre de 2023.
49. ↑  Rowe, John Howland (2003). Los incas del Cuzco: siglos XVI, XVII, XVIII. Instituto Nacional de Cultura Región Cuzco. Consultado el 29 de diciembre de 2023.
50. ↑  Lee A History of Christianity in Asia, Africa, and Latin America, 1450-1990 de Klaus Koschorke, Frieder Ludwig y Mariano Delgado - Libro electrónico | Everand. Consultado el 29 de diciembre de 2023.
51. ↑  Cahill, David (8 de marzo de 2003). «Nobleza, identidad y rebelión: los incas nobles del Cuzco frente a Túpac Amaru (1778-1782)». Histórica 27 (1): 9-49. ISSN 2223-375X. doi:10.18800/historica.200301.001. Consultado el 29 de diciembre de 2023.
52. ↑  Documentos para la historia de la sublevación de José Gabriel de Tupac-Amaru, The Rockefeller Foundation (1936).
53. ↑  O’Phelan Godoy, Scarlett (3 de junio de 2015). Un siglo de rebeliones anticoloniales : Perú y Bolivia 1700-1783. Travaux de l'IFEA. Institut français d’études andines. ISBN 978-2-8218-4539-8. Consultado el 29 de diciembre de 2023.
54. ↑  Cervantes, Biblioteca Virtual Miguel de (1836). Relación histórica de los sucesos de la rebelión de José Gabriel Tupac-Amaru, en las provincias del Perú, el año de 1780. Consultado el 29 de diciembre de 2023.
55. ↑  Diego Felipe Betancourt, Archivo Regional del Cusco - Colección 2004, ARC (2004).
56. 1 2  «Catálogo de la colección Mata Linares. 5 vol. | Publicaciones de la Real Academia de la Historia». Consultado el 29 de diciembre de 2023.
57. ↑  https://cdn.www.gob.pe/uploads/document/file/1680760/Boletin38.pdf.pdf?v=1613737045
58. ↑  Decoster, Jean-Jacques (2002). Incas e indios cristianos: Elites indígenas e identidades cristianas en los Andes coloniales. Institut français d’études andines. ISBN 978-9972-691-45-4. Consultado el 29 de diciembre de 2023.
59. ↑  O'Phelan, Scarlett (1997). Kurakas sin sucesiones: del cacique al alcalde de indios (Perú y Bolivia 1750-1835). Centro de Estudios Regionales Andinos Bartolomé de las Casas. ISBN 978-84-8387-051-8. Consultado el 29 de diciembre de 2023.
60. ↑  Cahill, David Patrick; Tovías, Blanca (2003). Elites indígenas en los Andes: nobles, caciques y cabildantes bajo el yugo colonial. Editorial Abya Yala. ISBN 978-9978-22-293-5. Consultado el 29 de diciembre de 2023.
61. ↑  https://static.upao.info/descargas/4eafee8f89b86d4fcefe1ca592d18e859c9b5216093ca77d814d0cac2a619d73a87082d39e48194b498fcc123d0b11beb89fb4fa4ab74d052784ba0b237b09e5/CORTES%20DE%20CÁDIZ%20Y%20CONSTITUCIONALISMO%20PERUANO.%20Autores%20Víctor%20%20Hugo%20Chanduví%20Cornejo%20y%20José%20Gálvez%20Montero.pdf
62. ↑  Peralta Ruiz, Víctor (2021-12). «La precariedad constitucional. El gobierno virreinal del Cusco y los gobiernos independizados en Lima (1820-1824)». Signos históricos 23 (46): 120-153. ISSN 1665-4420. Consultado el 29 de diciembre de 2023.
63. 1 2  Alaperrine-Bouyer, Monique (8 de febrero de 2013). Capítulo 5. Los colegiales. Travaux de l'IFEA. Institut français d’études andines. pp. 123-178. ISBN 978-2-8218-2652-6. Consultado el 24 de diciembre de 2023.
64. ↑  https://biblioteca-repositorio.clacso.edu.ar/bitstream/CLACSO/16497/1/AntologiaPensamientoCriticoPeruano.pdf
65. ↑  Guzmán, Rafael J. López; Exterior (Spain), Sociedad Estatal para la Acción Cultural (2004). Perú indígena y virreinal. SEACEX. ISBN 978-84-96008-64-9. Consultado el 26 de diciembre de 2023.
66. ↑  Jaramillo, Mario (17 de agosto de 2021). Nobleza Precolombina: Visión hispánica y expresión emblemática. Editorial Sanz Y Torres S.l. ISBN 978-84-18316-44-9. Consultado el 26 de diciembre de 2023.
67. ↑  Estupiñán Viteri, Tamara (2018-06). «El Puxilí de los Yngas, el ayllu de la nobleza incaica que cuidó de los restos mortales de Atahuallpa Ticci Cápac». Revista de historia de América (154): 37-80. ISSN 2663-371X. doi:10.35424/rha.154.2018.38. Consultado el 1 de enero de 2024.
68. 1 2  Flores, Nelson Castro (2019). «Estrategias familiares, práctica jurídica y comunidad de memoria. Los descendientes de Tito Alonso Atauchi y Viracocha Inca en Charcas, Siglos XVI-XVIII - Family strategies, legal practice and community of memory. The descendants of Tito Alonso Atauchi and Viracocha Inca in Charcas, XVI-XVIII Centuries». Estudios Atacameños (61): 177-198. ISSN 0716-0925. Consultado el 30 de diciembre de 2023.
69. ↑  La presencia afrodescendiente en el Perú. Siglos XVI-XX Maribel Arrelucea Barrantes, 2015 Jesús A. Cosamalón Aguilar, 2015 Ministerio de Cultura, 2015
70. ↑  Castillejo, José María (8 de mayo de 2012). «LOS INCAS Y LOS ESPAÑOLES - El Blog de José María Castillejo». josemariacastillejo.com. Consultado el 21 de diciembre de 2023.
71. ↑  «Los incas hispanos | EL MONTONERO». EL MONTONERO | Primer Portal de opinión del país. Consultado el 22 de diciembre de 2023.
72. ↑  Los Borja, Francisco de Maldonado (1962)
73. ↑  Jijón, Cristóbal Gangotena y (1932). Genealogia de la Casa de Borja. Imprenta nacional. Consultado el 23 de diciembre de 2023.
74. ↑  El Tratado de Alcañices, José Sánchez Herrero (1999).
75. ↑  Archivo General de Indias (Sevilla). MP, Escudos y Árboles Genealógicos, 77
76. ↑  (1545): Archivo General de Indias (Sevilla). MP, Escudos y Árboles Genealógicos, “Escudo de armas de Don Luis Clemente Topa”, 30.
77. 1 2  «MP-ESCUDOS,78 - Escudo de armas concedido por el emperador Carlos V a los descendientes de los incas Gonzalo Uchu Hualpa y Felipe Tupa Inga Yupanqui, hijos de Huayna Capac y nietos de Tupa Inga Yupangui». PARES. Consultado el 20 de diciembre de 2023.
78. ↑  Váldes, Eduardo Pardo de Guevara y (2005). Actas de la XI Reunión Americana de Genealogía: España y America : un escenario común, Santiago de Compostela 10 al 14 de septiembre de 2002. Editorial CSIC - CSIC Press. ISBN 978-84-00-08336-6. Consultado el 20 de diciembre de 2023.
79. ↑  Soria, Doce Linajes de. «ARCHICOFRADÍA DE CABALLEROS VEINTICUATRO DE LA STMA. VERACRUZ DE LIMA.». Doce Linajes de Soria. Consultado el 21 de diciembre de 2023.
80. 1 2  «Copia archivada». Archivado desde el original el 11 de agosto de 2021. Consultado el 4 de enero de 2024.
81. ↑  https://dadun.unav.edu/bitstream/10171/6119/6/2005%20LATASA%20Transformaciones%20de%20una%20elite%20nv.pdf
82. 1 2  PODER CON PODER SE PAGA: TÍTULOS NOBILIARIOSBENEFICIADOS EN INDIAS (1681-1821). RAMÓN MARURI VILLANUEVA
83. 1 2  Rizo-Patrón Boylan, Paul (1990). «La nobleza en Lima en tiempos de los Borbones». Bulletin de l’Institut Français d’Études Andines 19 (1): 129-163. doi:10.3406/bifea.1990.1002. Consultado el 3 de enero de 2024.
84. ↑  Bridikhina, Eugenia (2007). Theatrum mundi: Entramados del poder en Charcas colonial. Plural editores. ISBN 978-99954-1-080-3. Consultado el 28 de diciembre de 2023.
85. ↑  Zárate Toscano, Verónica (2000). 2. La Nobleza Titulada En México: Del Siglo XVIII Al Siglo Xix. El Colegio de México. ISBN 978-607-628-812-2. Consultado el 29 de diciembre de 2023.
86. ↑  FUERTES DE GILBERT ROJO, Barón de Gavín, Manuel, La Nobleza corporativa en España: nueve siglos de entidades nobiliarias, Madrid, Ediciones UNED e Hidalguía, 2007f
87. ↑  Aljovín de Losada, Paul; Aljovín de Losada, Cristóbal (1998).  O'Phelan Godoy, Scarlett, ed. La élite nobiliaria de Trujillo de 1700 a 1830. Travaux de l'IFEA. Institut français d’études andines. pp. 241-293. ISBN 978-2-8218-4486-5. Consultado el 22 de diciembre de 2024.
88. ↑  Títulos de Castilla a cuyos poseedores se les concedió ocho días para su validación: Marqués de Lara, Conde de Cartago, Conde de Casa Tagle, Conde de Fuente Roja, Conde de Santa Ana de las Torres, Conde de Villanueva del Soto, Marqués de Negreiros, Marqués de Otero, Marqués de Villarrica de Salcedo, Marqués de Soto Florido, Marqués de Celada de la Fuente, Conde de Premio Real, Conde de San Antonio, Marqués de Villablanca, Conde de la Laguna de Chanchacalle, Conde de Olmos, Marqués de Casa Montejo, Marqués de Torrebermeja, Marqués de Casa Flores, Marqués de Soto Hermoso, Marqués de Casa Fuente, Marqués de Villar del Tajo, Conde de Castel Blanco, Conde de Castillejo, Conde del Puerto, Conde de la Unión, Conde de Valle Hermoso, Marqués de Casa Castillo, Conde del Portillo, Marqués de Casares, Marqués de Moscoso, Marqués de Villarrubia de Langre, Marqués de Castelbravo del Rivero, Conde de Montesclaros de Sapán, Conde de San Javier y Casa Laredo, Marqués de Feria, Conde de Alastaya, Conde de Montemar, Conde de Monteblanco, Conde de Sierrabella, Marqués del Dragón de San Miguel de Híjar, Conde del Valle de Oselle, Marqués de Montemira, Marqués de Bellavista, Marqués de Casa Jara, Marqués de Castellón, Marqués de Mozobamba del Pozo, Marqués de Santa Lucía de Conchán, Conde de Valdemar de Bracamonte, Conde de la Dehesa de Velayos, Conde de San Juan de Lurigancho, Marqués de la Puente y Sotomayor, Marqués de Rocafuerte, Marqués de San Juan de Buenavista, Marqués de Santiago y Marqués de Valleumbroso. Véase Gaceta del Gobierno, número 35, del 1 de mayo de 1822.
89. ↑  Los títulos que pasaron a la Alta Cámara de Justicia para su esclarecimiento fueron los siguientes: Marqués de Monterrico, Marqués de Torre-hermosa, Marqués de Santa María de Pacoyán, Conde de San Isidro, Marqués de Fuente Hermosa, Marqués de Casa Concha, Marqués de San Juan Nepomuceno, Conde de Torre Blanca, Marqués de la Real Confianza y Marqués de Casa Muñoz. Véase Gaceta del Gobierno, número 35, del 1 de mayo de 1822
90. ↑  Los títulos que debieron variar de denominación en el plazo perentorio de ocho días fueron los de Conde de Premio Real, Conde de San Carlos, Marqués de San Felipe el Real, Marqués de la Real Confianza y Marqués de Santa María de Pacoyán. Véase Gaceta del Gobierno, número 35, del 1 de mayo de 1822.
91. ↑  Germán Leguía y Martínez, Historia de la Emancipación del Perú: el Protectorado, p. 46
92. ↑  Los veintiún Títulos del Perú fueron los siguientes: el gran mariscal José Bernado de Tagle, marqués de Trujillo; al coronel Juan de Berindoaga, conde de San Donás, barón de Urpin, señor de San Donás y de la Verdaya (antiguos títulos de Flandes y no de Castilla); José Matías Vásquez de Acuña, conde de la Vega del Ren; Agustín Quijano-Velarde y Tagle, conde de Torre Velarde; Francisco Arias de Saavedra y Santa Cruz, conde de Casa Saavedra; Manuel de la Puente y Querejazy, marqués de Villafuerte; Lorenzo de la Puente y Carrillo de Albornoz, marqués de Corpa; Juan Félix de Ceballos y Encalada, conde de Casa Calderón; María Rosa de Orúe, condesa de Torre Antigua de Orúe; José María Sancho-Dávila y Salazar, marqués de Casa Dávila; Nicolás de Bracamonte y López-Fontao, marqués de Valle-hermoso y Bracamonte (antes marqués de Herrera y Valle-hermoso y conde de Valdemar de Bracamonte); Manuel Muñoz Cavero, marqués de Bellavista; Manuel Salazar y Baquíjano, conde de Vista Florida; Francisco Javier Fernández de Paredes y Noriega, marqués de Salinas; José González de la Fuente, conde de Villar de Fuente; Gaspar Carrillo de Albornoz y Munive, marqués de Valdelirios; Joaquín Dionisio de Azcona y Sanz, conde de San Joaquín (el lugar de conde de San Carlos); Pedro José de Zárate y Navia, conde de Valle de Oselle y marqués de Montemira; Juan de Aliaga y Santa Cruz, conde de San Juan de Lurigancho; y José Mariano Sánchez Boquete y Román de Aulestia, marqués de Montealegre de Aulestia. Véase Gaceta del Gobierno, número 44, del 1 de junio de 1822.
93. ↑  PERU21, NOTICIAS (27 de abril de 2022). «‘La nobleza limeña titulada ante el protectorado’, el libro sobre la participación de la nobleza en la Independencia | historia peruana | cultura | libro | congreso de la republica | CULTURA». Peru21. Consultado el 3 de enero de 2024.
94. ↑  «Nobles e independencia». elperuano.pe. Consultado el 3 de enero de 2024.
95. ↑  Soler, Carlos Steffens (1983). San Martín en su conflicto con los liberales. Librería Huemul. Consultado el 23 de diciembre de 2023.
96. ↑  https://sisbib.unmsm.edu.pe/bibvirtualdata/publicaciones/inv_sociales/n18_2007/a08n18.pdf
97. ↑  «La Nobleza Indígena Frente A La Independencia | PDF | Imperio Inca | Perú». Scribd. Consultado el 23 de diciembre de 2023.
98. ↑  «Los incas republicanos. La élite indígena cusqueña entre la asimilación y la resistencia cultural (1781-1896)». congreso.gob.pe. Consultado el 9 de septiembre de 2023.
99. ↑  Planas, Enrique (23 de enero de 2022). «¿Quién aniquiló al imperio inca? Reconocido historiador Ramón Mujica responde esta interrogante». El Comercio. ISSN 1605-3052. Consultado el 1 de enero de 2024.
100. 1 2 3  «Los incas republicanos: la desconocida historia de los descendientes de la nobleza inca que viven hoy en Perú». BBC News Mundo. Consultado el 17 de diciembre de 2023.
101. ↑  Elward, Ronald (25 de enero de 2014). «Dinastias Autoctonas de Peru y Bolivia: NOBLEZA INCA DESAPARECE DE LA VISTA EN EL SIGLO XIX». Dinastias Autoctonas de Peru y Bolivia. Consultado el 17 de diciembre de 2023.
102. ↑  Rizzo Patrón Boylan, Paul (2001), "Las emigraciones de los súbditos realistas del Perú hacia España durante la crisis de la Independencia" en O'phelan Godoy, Scarlet (comp): La Independencia del Perú. De los Borbones a Bolívar, Lima, Pontificia Universidad Católica del Perú (Instituto Riva Agüero), p. 427.
103. ↑  Rizo-Patrón Boylan, Paul (2000). Linaje, dote y poder : la nobleza de Lima de 1700 a 1850. Pontificia Universidad Católica del Perú. Fondo Editorial. ISBN 978-9972-42-359-8. Consultado el 3 de enero de 2024.
104. ↑  Osma, Riva-Agüero y; La, José de (1955). Paisajes Peruanos. Consultado el 31 de diciembre de 2023.
105. ↑  PERU21, NOTICIAS (24 de febrero de 2021). «Paisajes peruanos: la mirada de José de la Riva-Agüero sigue vigente | nczg | CULTURA». Peru21. Consultado el 31 de diciembre de 2023.
106. 1 2 3 4 5 6  Apus, caciques y presidentes: estado y política indígena amazónica en los países andinos, Alexandre Surrallés (2016).
107. ↑  El curaca Andrés Avelino Churihuanti, Diario La Crónica-Variedades (1922).
108. ↑  Izaguirre, Bernardino (2004). Historia de las misiones franciscanas y narración de los progresos de la geografía en el Oriente del Perú: pts. 11-12. 1852-1921 : las misiones de Ocopa y de la Provincia de San Francisco Solano en el Oriente del Perú y en el Ecuador. Provincia Misionera de San Francisco Solano del Perú, Convento de los PP. Descalzos. Consultado el 18 de diciembre de 2023.
109. ↑  Idelfonso Graña, el rey de los jíbaros, María E. Pérez SGE (2010)
110. ↑  Mendoza, Maria C. Chavarría. El genocidio del caucho y la recuperación de la memoria: nuevos discursos en la amazonía peruana.. Consultado el 18 de diciembre de 2023.
111. ↑  Domingo, Alfonso (2005). La serpiente líquida: chamanes, mitos y ritos del Amazonas. Alianza Editorial. ISBN 978-84-206-7729-3. Consultado el 18 de diciembre de 2023.
112. 1 2  Academia Peruana de la Lengua. «apu». DiPerú | Diccionario de peruanismos en línea. Academia Peruana de la Lengua. Consultado el 15 de abril de 2024.
113. ↑  «La violencia política en la selva central del Perú 1980-2000». IDEHPUCP. Consultado el 18 de diciembre de 2023.
114. ↑  Sugobono, Nora (15 de marzo de 2018). «¿Qué son los títulos nobiliarios?, por Fernando deTrazegnies». El Comercio. ISSN 1605-3052. Consultado el 17 de diciembre de 2023.
115. ↑  «Elenco de grandezas y títulos nobiliarios españoles, ERH (2012).». datos.bne.es. Consultado el 23 de diciembre de 2023.
116. ↑  Béthencourt, Francisco Fernández de (1897). Historia genealógica y heráldica de la monarquía española: casa real y grandes de España. Estab. Tip. de Enrique Teodoro. Consultado el 23 de diciembre de 2023.
117. ↑  «Arquitectura doméstica de la Ciudad de los Reyes (1535-1750) | Editorial de la Universidad de Sevilla». editorial.us.es. Consultado el 23 de diciembre de 2023.
118. ↑  Revista del Instituto Peruano de Investigaciones Genealógicas (1994)
119. ↑  Roslik, Álvaro (20211210T0022+0000). «La nobleza inca: el linaje respetado por los españoles pero desgastado por el tiempo». Sputnik Mundo. Consultado el 17 de diciembre de 2023.
120. ↑  «¿Y los descendientes de los emperadores inca?». BBC News Mundo. 29 de enero de 2010. Consultado el 17 de diciembre de 2023.
121. ↑  Elward, Ronald (29 de abril de 2018). «Dinastias Autoctonas de Peru y Bolivia: FALLECIÓ A LOS 98 AÑOS EUGENIA CHUKIWANKA, DESCENDIENTE DEL EMPERADOR HUAYNA CÁPAC». Dinastias Autoctonas de Peru y Bolivia. Consultado el 17 de diciembre de 2023.
122. ↑  PERÚ, Empresa Peruana de Servicios Editoriales S. A. EDITORA (9 de noviembre de 2009). «Condecoran a última descendiente de inca Pachacútec en Cusco». andina.pe. Consultado el 17 de diciembre de 2023.
123. ↑  «Conozca a Isabel Atayupanqui, última descendiente del inca Pachacútec». Panamericana Televisión. Consultado el 17 de diciembre de 2023.
124. ↑  Elward, Ronald (9 de julio de 2014). «Dinastías Autóctonas de Perú y Bolivia: FALLECIÓ ISABEL ATAYUPANQUI PACHACUTEC». Dinastias Autoctonas de Peru y Bolivia. Consultado el 17 de diciembre de 2023.
125. ↑  RedacciónRPP (30 de junio de 2013). «Piden a MINCU que reconozca a anciana como descendiente de Pachacútec | RPP Noticias». rpp.pe. Consultado el 17 de diciembre de 2023.
126. ↑  Miranda, Luis (30 de marzo de 2021). «Ellos son los últimos descendientes de los incas: los peruanos cuyo linaje proviene de esta milenaria civilización». El Comercio. ISSN 1605-3052. Consultado el 17 de diciembre de 2023.
127. ↑  República, La (5 de marzo de 2020). «Boda real en el ombligo del mundo». larepublica.pe. Consultado el 17 de diciembre de 2023.
128. ↑  Fernández, Ricardo Valderrama; Gutiérrez, Carmen Escalante (2 de agosto de 2020). «Etnicidad y Descendencia. Los Incas hoy, de carne y hueso: Cusco 2020». Americanía: Revista de Estudios Latinoamericanos (11): 160-192. ISSN 2174-0178. doi:10.46661/americania.5201. Consultado el 19 de diciembre de 2023.
129. ↑  https://fundacion-rama.com/wp-content/uploads/2022/07/1089.-El-idioma-y-escritura-inka-…-Huillca-copia.pdf
130. ↑  Glave, Luis Miguel; MacCormack, Sabine; O'Phelan Godoy, Scarlett; Amado González, Donato; Garrett, David T. (2003). «Los incas borbónicos: la elite indígena cuzqueña en vísperas de Tupac Amaru». Revista andina (36): 9-64. ISSN 0259-9600. Consultado el 1 de enero de 2024.
131. ↑  Garrett, David T. (2009). Sombras del imperio: la nobleza indigena del Cuzco, 1750-1825. IEP, Instituto de Estudios Peruanos. ISBN 978-9972-51-232-2. Consultado el 1 de enero de 2024.
132. ↑  Roslik, Álvaro (20211210T0022+0000). «La nobleza inca: el linaje respetado por los españoles pero desgastado por el tiempo». Sputnik Mundo. Consultado el 1 de septiembre de 2023.
133. ↑  Jaramillo, Mario (17 de agosto de 2021). Nobleza Precolombina: Visión hispánica y expresión emblemática. Editorial Sanz Y Torres S.l. ISBN 978-84-18316-44-9. Consultado el 30 de diciembre de 2023.
134. ↑  TIERRA Y SOCIEDAD. LA OLIGARQUIA TERRATENIENTE DEL PERU. Jean Piel. Université de Paris VII
135. ↑  Fernández Fontenoy, Carlos (1 de noviembre de 2021). «La élite política peruana: sus inicios republicanos». Sílex 11 (1): 14-35. ISSN 2789-2816. doi:10.53870/silex.202111161. Consultado el 5 de enero de 2024.
136. ↑  https://www.boe.es/boe/dias/1988/09/21/pdfs/A27752-27754.pdf
137. ↑  «BOE-A-1982-2080 Real Decreto 3401/1981, de 2 de octubre, por el que se rehabilita el titulo de Marqués de Santiago de Oropesa a favor de doña María del Carmen Azlor de Aragón y Guillamas.». www.boe.es. Consultado el 21 de diciembre de 2023.
138. ↑  «BOE-A-2022-4689 Resolución de 13 de enero de 2022, de la Dirección General de Seguridad Jurídica y Fe Pública, por la que se inscribe en el Registro de Fundaciones la Fundación Casa de Albayda y de la Conquista.». www.boe.es. Consultado el 21 de diciembre de 2023.
139. ↑  https://ifc.dpz.es/recursos/publicaciones/36/41/02kirill.pdf
140. ↑  https://revistas.urp.edu.pe/index.php/Aula_Palma/article/download/4459/5385/14714
141. 1 2  Hyc, Ctc- (16 de marzo de 2016). «Carlistas, historia y cultura: EL PERÚ Y EL CARLISMO». Carlistas, historia y cultura. Consultado el 18 de diciembre de 2023.
142. ↑  «CÍRCULO BLAS DE OSTOLAZA (PERÚ)». La Esperanza. Consultado el 23 de diciembre de 2023.
143. ↑  El Abanderado de la Tradición en Perú. Comunión Tradicionalista.
144. ↑  Sebastian, Pablo (23 de noviembre de 1978). «Los Reyes inician su visita a Perú». El País. ISSN 1134-6582. Consultado el 18 de diciembre de 2023.
145. ↑  Egurbide, Peru (26 de noviembre de 2001). «Los Reyes visitan Perú para apoyar la transición de Alejandro Toledo». El País. ISSN 1134-6582. Consultado el 18 de diciembre de 2023.
146. ↑  «Los Reyes inician en Perú su gira por América Latina». Diario ABC. 27 de octubre de 2008. Consultado el 18 de diciembre de 2023.
147. ↑  «Visita de los reyes de España Juan Carlos I y Sofía al Perú durante los años 1978, 2001 y 2008| Galería Fotográfica | Agencia Peruana de Noticias Andina». andina.pe. Consultado el 18 de diciembre de 2023.
148. ↑  Quesada, Isabel Miró (30 de octubre de 2018). «72 horas con Felipe y Letizia: una conversación entre Lima y Arequipa». COSAS.PE. Consultado el 18 de diciembre de 2023.
149. ↑  «El rey Felipe VI concluyó su visita a Perú para la toma de mando de Castillo». SWI swissinfo.ch. 28 de julio de 2021. Consultado el 18 de diciembre de 2023.
150. ↑  «"Rey de España Felipe VI visitará el Perú en 2023, anuncia embajador Óscar Maúrtua». elperuano.pe. Consultado el 18 de diciembre de 2023.
151. ↑  «HomeActividades y Agenda - Viaje de S.A.R. el Príncipe de Asturias a la República del Perú para asistir a la Toma de Posesión del Presidente electo, Excmo. Sr. Ollanta Moisés Humala Tasso». casareal.es. Consultado el 18 de diciembre de 2023.
152. ↑  «Archivo - Visita de los Reyes de España a la Asamblea Constituyente». www.congreso.gob.pe. Consultado el 18 de diciembre de 2023.
153. ↑  El Comercio, Archivo (16 de abril de 2019). «Postales de la primera visita de los Reyes de España al Perú». El Comercio. ISSN 1605-3052. Consultado el 18 de diciembre de 2023.
154. ↑  Nast, Condé (12 de noviembre de 2018). «Cuando el rey Juan Carlos recorrió Perú con una Miss Universo y doña Sofía se trajo de allí unas piedras esotéricas». Vanity Fair. Consultado el 18 de diciembre de 2023.
155. ↑  TROME.COM, NOTICIAS (13 de abril de 2022). «Hija de Alfredo Barnechea se casa con nieto de conde de España FOTO VIDEO Boda Belen Barnechea y Martín Cabello de los Cobos en Trujillo boda de la nobleza | ACTUALIDAD». Trome.com. Consultado el 17 de diciembre de 2023.
156. ↑  PERU21, NOTICIAS (17 de abril de 2022). «Belén Barnechea defiende su boda en Trujillo y asegura que su intención fue “poner en valor la cultura Moche y Chimú” | Instagram | RMMN | LIMA». Peru21. Consultado el 17 de diciembre de 2023.
157. ↑  «Isabelle Junot y Álvaro Falcó reaparecen en Perú tras su enlace». HOLA. 7 de abril de 2022. Consultado el 17 de diciembre de 2023.
158. ↑  Quesada, Isabel Miró (3 de enero de 2020). «Un perfil de Rosa Larco de la Fuente, condesa Potocka». COSAS.PE. Consultado el 17 de diciembre de 2023.
159. 1 2 3 4 5 6  El Gotha y el Perú, por Amadeo-Martín Rey y Cabieses. Lucidez.pe
160. ↑  https://arqueologiadelperu.com/maria-rostworowski-tovar-de-diez-cansec/
161. 1 2 3 4  El Perú tuvo más nobles que ningún otro lugar de América. El Comercio
162. ↑  «Malinowski: El hombre del tren». elperuano.pe. Consultado el 17 de diciembre de 2023.
163. 1 2  Soria, José Ignacio López (13 de abril de 2012). «Compartiendo: Malinowski y la ingeniería peruana». Compartiendo. Consultado el 17 de diciembre de 2023.
164. ↑  Collazos, Antonio Vergara (1981). Los Túpac Amaru en Europa. Editorial Tawantinsuyo, S.A. ISBN 978-84-7442-226-9. Consultado el 17 de diciembre de 2023.
165. ↑  D, César González (22 de octubre de 2013). «HISTORI-K: Los Descendientes Polacos de Túpac Amaru II». HISTORI-K. Consultado el 17 de diciembre de 2023.
166. ↑  «Skarby Inków w Polsce to mistyfikacja? - Makbet.pl». web.archive.org. 7 de marzo de 2014. Archivado desde el original el 7 de marzo de 2014. Consultado el 17 de diciembre de 2023.
167. ↑  Contreras, Carlos (2014). Crecimiento económico en el Perú bajo los borbones, 1700-1820. Consultado el 28 de diciembre de 2023.
168. 1 2  Castillo Antayhua, Pedro Rafael (2 de octubre de 2021). El impacto de las reformas borbónicas en el norte del Perú del siglo XVIII: (1780-1792). Consultado el 28 de diciembre de 2023.
169. ↑  Fisher, John (2000). El Perú borbónico, 1750-1824. Lima. ISBN 978-9972-51-046-5. Consultado el 28 de diciembre de 2023.
170. ↑  Cervantes, CVC Centro Virtual. «CVC. Jorge Juan y la ciencia ilustrada. Educador de nobles jóvenes y profesor de sabios científicos.». cvc.cervantes.es. Consultado el 28 de diciembre de 2023.
171. ↑  Patrucco, Sandro (24 de febrero de 2020). «La Condamine, estudioso del indígena americano: aproximación a sus fuentes etnográficas». Nuevo Mundo Mundos Nuevos. Nouveaux mondes mondes nouveaux - Novo Mundo Mundos Novos - New world New worlds. ISSN 1626-0252. doi:10.4000/nuevomundo.79896. Consultado el 28 de diciembre de 2023.
172. ↑  Tauzin-Castellanos, Isabelle (1 de abril de 2019). «De emigrado a rebelde: José Canterac, un militar indeseable en busca de la identidad perdida». Investigaciones Sociales 22 (40): 179-194. ISSN 1818-4758. doi:10.15381/is.v22i40.15895. Consultado el 9 de enero de 2024.
173. ↑  «BRANDSEN FEDERICO, CORONEL (1785 – 1827)». www.callesderosario.com.ar. Consultado el 9 de enero de 2024.
174. ↑  Aken, Mark J. Van (1 de enero de 1989). King of the Night: Juan José Flores and Ecuador, 1824-1864 (en inglés). University of California Press. ISBN 978-0-520-06277-1. Consultado el 28 de diciembre de 2023.
175. ↑  https://hal.univ-reunion.fr/hal-01691439/file/Miradas%20recíprocas.pdf
176. ↑  Costa, Augusto Ferrero (2017). Napoleón, ¿un emperador para el Perú?: fragmentos de historia de Francia en los documentos autógrafos del profesor Augusto Ferreiro Costa. Planeta. ISBN 978-612-319-146-7. Consultado el 28 de diciembre de 2023.
177. ↑  «Vol. 25 Núm. 62 (1959): Primer semestre». revista.letras.unmsm.edu.pe. Consultado el 28 de diciembre de 2023. Texto « Letras (Lima)» ignorado (ayuda)
178. ↑  «Sources of Peru | Science and the Enlightenment | El Virrey de Lima á los habitantes del Perú. Consists of Viceroy Abascal's proclamation of 4 July 1810, the Consejo de Regencia's discourse of 14 Feb. 1810, and a royal decree of 14 Feb. 1810». www.brown.edu. Consultado el 28 de diciembre de 2023.
179. ↑  Novak Talavera, Fabián (2004). Las relaciones entre el Perú y Alemania (1828-2003). Pontificia Universidad Católica del Perú. Fondo Editorial. ISBN 978-9972-42-634-6. Consultado el 6 de enero de 2024.
180. ↑  Leguía, Jorge Guillermo (1939). El centenario del Mariscal Andrés A. Cáceres, noviembre 10 de 1836: biografía. Imp. y Tipo. Leblanc. Consultado el 6 de enero de 2024.
181. ↑  Cáceres, Andrés Avelino; Guerrero, Julio C.; Milla Batres, Carlos (1986). Memorias del Mariscal Andrés A. Cáceres. Editorial Milla Batres. Consultado el 6 de enero de 2024.
182. ↑  Debrett's Peerage and Baronetage, Patrick Montague-Smith (2003).
183. ↑  https://assets.ey.com/content/dam/ey-sites/ey-com/es_pe/topics/revista-execution/historias/historias-de-exito-familias-empresarias-arequipa/ey-ariquepay-von-wedemeyer.pdf
184. ↑  https://www.desco.org.pe/recursos/sites/indice/414/1268.pdf
185. ↑  «Alessandra de Osma: lo que debes saber de la princesa peruana». El Comercio. 19 de marzo de 2018. ISSN 1605-3052. Consultado el 17 de diciembre de 2023.
186. ↑  Granda, Fernando de Trazegnies (1 de noviembre de 2011). «Pluralismo jurídico en el derecho indiano». THEMIS Revista de Derecho (60): 341-345. ISSN 1810-9934. Consultado el 2 de enero de 2024.
187. ↑  Martínez-Flener, Milagros (1 de mayo de 2005). «La colonia austríaca en el Perú durante la época del fascismo europeo (1933-1945)». Bulletin de l'Institut français d'études andines (34 (1)): 81-102. ISSN 0303-7495. doi:10.4000/bifea.5622. Consultado el 17 de diciembre de 2023.
188. ↑  The Book of Kings: The royal houses, G. Press (1973).
189. ↑  «Charles Beauclerk ( 13 º  Duque de St. Albans) - frwiki.wiki». es.frwiki.wiki. Consultado el 17 de diciembre de 2023.
190. ↑  «Plantando Con_Ciencia: Carolyne Heath, antropóloga; "las mujeres Shipibo traducen el lenguaje cósmico a través de los sueños"». Plantando Con_Ciencia. 25 de noviembre de 2011. Consultado el 17 de diciembre de 2023.
191. 1 2  Quesada, Isabel Miró (3 de agosto de 2018). «Mayasuni y Amaya von Habsburg: las archiduquesas de Austria con sangre shipiba». COSAS.PE. Consultado el 17 de diciembre de 2023.
192. ↑  Unknown (3 de diciembre de 2010). «Eurohistory: Archduke Phillipp and Archduchess Suni expecting their first child!». Eurohistory. Consultado el 17 de diciembre de 2023.
193. ↑  Historia de la República del Perú, Jorge Basadre (1968)
194. ↑  «(English) Family History - castellocanevaro.com». web.archive.org. 13 de agosto de 2017. Archivado desde el original el 13 de agosto de 2017. Consultado el 21 de diciembre de 2023.
195. ↑  Confidencial, Monarquía (14 de septiembre de 2023). «Se crea la primera Orden Constantiniana de San Jorge en Perú». Monarquía Confidencial. Consultado el 17 de diciembre de 2023.
196. ↑  Lockhart, James (1994). Spanish Peru, 1532–1560: A Social History (en inglés). University of Wisconsin Press. ISBN 978-0-299-14160-8. Consultado el 2 de enero de 2024.
197. ↑  «Baron Caspar Breugel-Douglas, born 1752». www.douglashistory.co.uk. Consultado el 17 de diciembre de 2023.
198. ↑  Sakuda, Alejandro (1999). El futuro era el Perú: cien años o más de inmigración japonesa. ESICOS. Consultado el 24 de diciembre de 2023.
199. ↑  Cauti, Fernando Iwasaki (2005). Extremo Oriente y el Perú en el siglo XVI. Fondo Editorial PUCP. ISBN 978-9972-42-671-1. Consultado el 24 de diciembre de 2023.
200. ↑  Morimoto, Amelia (1979). Los inmigrantes japoneses en el Perú. Taller de Estudios Andinos, Universidad Nacional Agraria, Departamento de Ciencias Humanas. Consultado el 24 de diciembre de 2023.
201. ↑  Okinawan Diaspora. University of Hawai'i Press. 2002. ISBN 978-0-8248-2406-8. Consultado el 24 de diciembre de 2023.
202. ↑  Morimoto, Amelia (1999). Los japoneses y sus descendientes en el Perú. Fondo Editorial del Congreso del Perú. ISBN 978-9972-755-17-0. Consultado el 24 de diciembre de 2023.
203. ↑  El Islam y el Perú virreinal: El Príncipe del Líbano, Rafael Guevara Bazán (1960).
204. ↑  Las mejores tradiciones peruanas, Ricardo Palma (1910)
205. ↑  Periódico, El (23 de mayo de 2019). «Millonario árabe viaja a Perú para ayudar a niño que hacía su tarea en la calle». elperiodico. Consultado el 24 de diciembre de 2023.
206. ↑  «Empresario árabe regala casa a niño peruano: "Tengo lo suficiente y estoy feliz de hacer el sueño realidad de Víctor" | Video». CNN. 23 de diciembre de 2019. Consultado el 24 de diciembre de 2023.
207. ↑  OJO, NOTICIAS (3 de junio de 2019). «Empresario árabe en busca de esposa: "Hay dos cosas maravillosas en Perú, Machu Picchu y las mujeres"│VIDEO | CIUDAD». Ojo. Consultado el 24 de diciembre de 2023.
208. ↑  DEPOR, NOTICIAS (27 de diciembre de 2019). «Alianza Lima: Arabe millonario prometió una nueva cancha para los íntimos | Yaqoob Mubarak | FUTBOL-PERUANO». Depor. Consultado el 24 de diciembre de 2023.
209. ↑  LR, Deportes (14 de febrero de 2020). «Príncipe árabe recibe como regalo camiseta de Alianza Lima firmada por plantel [FOTOS]». larepublica.pe. Consultado el 24 de diciembre de 2023.
210. ↑  Romero, Octavio (23 de agosto de 2023). «Yaqoob Mubarak: ¿qué fue del millonario árabe y por qué fue vinculado con Gabriela Serpa?». larepublica.pe. Consultado el 24 de diciembre de 2023.
211. ↑  TROME.COM, NOTICIAS (23 de diciembre de 2022). «San Simón: Equipo de Copa Perú busca jeque árabe en Facebook para volver a primera división | Fútbol peruano Liga 1 | DEPORTES». Trome.com. Consultado el 24 de diciembre de 2023.
212. ↑  Odar, Daniela (22 de julio de 2023). «¿A qué se dedica ahora Melissa García, la modelo peruana que se casó con un jeque árabe?». larepublica.pe. Consultado el 24 de diciembre de 2023.
213. ↑  «Magaly duda de las confesiones de Melissa García: "Si te divorcias de un jeque árabe, mínimo es que te compré un 'depa' en Lima" - ATV». ATV - Enciende la Magia. Consultado el 24 de diciembre de 2023.
214. ↑  Entretenimiento, América (5 de enero de 2023). «Rosángela Espinoza presentó al misterioso "jeque árabe" que la acompaña en Dubai». www.americatv.com.pe. Consultado el 24 de diciembre de 2023.
215. ↑  CORREO, NOTICIAS (3 de febrero de 2023). «Magaly Medina desmiente a Rosángela Espinoza sobre jeque árabe: “Solo una familia controla el petróleo en Qatar” | farándula-celebs-peru-magaly tv la firme-urraca-atv | ESPECTACULOS». Correo. Consultado el 24 de diciembre de 2023.
216. ↑  CORREO, NOTICIAS (31 de enero de 2023). «Rosángela Espinoza responde detractores críticas sobre jeque árabe: “No me afecta para nada” (VIDEO) | farándula-celebs-perú-dubái | ESPECTACULOS». Correo. Consultado el 24 de diciembre de 2023.
217. ↑  BOCÓN, NOTICIAS EL (26 de febrero de 2022). «Hijo de André Carrillo sería “apadrinado” por millonario jeque árabe | FOTO | Instagram | Suhaila Jade | RMMD EMCC | BOCONVIP». El Bocón. Consultado el 24 de diciembre de 2023.
218. ↑  Líbero, Redacción (14 de febrero de 2022). «André Carrillo sorprendió al revelar la razón por la que un jeque le regaló una camioneta». Diario Líbero. Consultado el 24 de diciembre de 2023.
219. ↑  RedacciónRPP (24 de febrero de 2022). «Imponiendo estilo árabe: Christian Cueva se vistió como jeque por el Día de la Fundación Saudí | RPP Noticias». rpp.pe. Consultado el 24 de diciembre de 2023.
220. ↑  Ocio, Redacción Líbero (13 de junio de 2022). «Periodista peruana Romina Vega recibe inesperada propuesta de un jeque árabe ¿Aceptó?». Diario Líbero. Consultado el 24 de diciembre de 2023.
221. ↑  Líbero, Redacción (12 de febrero de 2022). «¿Un jeque a Sporting Cristal? Presidente 'celeste' se reunió con dueños de algunos clubes del mundo». Diario Líbero. Consultado el 24 de diciembre de 2023.
222. ↑  República, La (20 de diciembre de 2022). «Leia Chavaría, la primera peruana en ganar una beca Excelencia para la Universidad de Berkeley en EE. UU.». larepublica.pe. Consultado el 24 de diciembre de 2023.
223. ↑  Lima (Perú), NATALIA VAQUERO (Epipress) | (27 de septiembre de 2014). «GLADYS ZENDER "Un jeque árabe me ofreció convertirse al catolicismo para casarse conmigo"». Faro de Vigo. Consultado el 24 de diciembre de 2023.
224. ↑  Árabes, Noticias e Informaciones de Dubai, Abu Dhabi y Emiratos (28 de julio de 2022). «Los líderes de Emiratos Árabes felicitan al presidente de Perú por el Día de la Independencia». Noticias e Informaciones de Dubai, Abu Dhabi y Emiratos Árabes. Consultado el 24 de diciembre de 2023.
225. ↑  PERÚ, Empresa Peruana de Servicios Editoriales S. A. EDITORA (4 de diciembre de 2023). «Escolares de Trujillo brillaron en Emiratos Árabes Unidos con proyecto sostenible». andina.pe. Consultado el 24 de diciembre de 2023.
226. ↑  Castaño, Diógenes Patiño (2020). Arqueología histórica de la diáspora africana en el Cauca, Colombia (1 edición). Universidad del Cauca. ISBN 978-958-732-404-4. Consultado el 4 de enero de 2024.
227. ↑  Pautas de convivencia étnica en la América Latina colonial: (indios, negros, mulatos, pardos y esclavos). UNAM. 2005. ISBN 978-970-32-1614-7. Consultado el 4 de enero de 2024.
228. ↑  Lockhart, James (1986). Los de Cajamarca: un estudio social y biográfico de los primeros conquistadores del Perú. Milla Batres. Consultado el 4 de enero de 2024.
229. ↑  Historia y cultura: revista del Museo Nacional de Arqueología, Antropología e Historia del Perú, INC (2001)
230. ↑  Cátedra de estudios afrocolombianos: Aportes para maestros, Axel Alejandro Rojas (2008).
231. ↑  Donde los esclavos reinaban, Mann R.Charles (2012.)
232. ↑  Revista del Archivo Nacional del Perú, Volúmenes 27-29; ANP (1971).
233. ↑  Navarro, Luis Cajavilca (16 de junio de 2008). «Relaciones étnico-lingüísticas de los palenques en el Perú.». Investigaciones Sociales 12 (20): 15-34. ISSN 1818-4758. doi:10.15381/is.v12i20.7161. Consultado el 4 de enero de 2024.
234. ↑  http://www3.uah.es/vivatacademia/anteriores/n80/docencia.htm
235. ↑  Mitos y leyendas urbanas límenses, Alejandro Bisetti Pinedo, Lima, 2018
236. ↑  Soldán, Luis Alayza Paz (1951). Las misteriosas islas del Perú. Tall. Gráf. de la Editorial Lumen. Consultado el 24 de diciembre de 2023.
237. ↑  Granda, Fernando de Trazegnies (1994). En el país de las colinas de arena: reflexiones sobre la inmigración china en el Perú del S. XIX desde la perspectiva del derecho. Pontificia Universidad Católica del Perú, Fondo Editorial. ISBN 978-84-89309-82-1. Consultado el 24 de diciembre de 2023.
238. ↑  Campbell, Ramon (1999). Mito y realidad de Rapanui: la cultura de la Isla de Pascua. Andres Bello. ISBN 978-956-13-1580-8. Consultado el 24 de diciembre de 2023.
239. ↑  Mercurio peruano, DMP (1942).
240. ↑  Morgado, Rossend Rovira. «Forjadores del orbe indiano: tres generaciones de Incas en la Nueva España (c. 1563-1672)». Cuadernos Americanos. Número 161 (2017/vol. 3). Pág. 137-153. ISSN: 0011-2356. Publicaciones del CIALC-UNAM.. Consultado el 10 de septiembre de 2023.
241. ↑  Cartas y expedientes sobre las pretensiones de Doña María Joaquina Inca, natural de Lima, en los reinos del Perú y vecina de la ciudad de México, de que le reconozcan sus prerrogativas y derechos como descendientes de los Reyes Incas del Perú. Archivo General de México. L-2346 (2021).
242. ↑  Quispe-Agnoli, Rocío (1 de enero de 2016). «(Book chapter) “Identidades fluidas: Negociando la Nobleza Inca en los confines del Imperio.”». El Perú en su historia. Fracturas y persistencias. Eds. Catherine Poupeney-Hart, Sebastián Ferrero & Juan C. Godenzzi. Consultado el 23 de diciembre de 2023.
243. ↑  Quispe-Agnoli, Rocío (1 de enero de 2022). «(Book chapter) "Incas supuestos y fingidos": Guerra de decires en una petición inca de México colonial». Historias desde los Andes. Instituciones, cultura y conflicto (siglos XVII-XIX). Consultado el 23 de diciembre de 2023.
244. ↑  Montoto, Santiago (1927). Colección de documentos inéditos para la historia de Ibero-América. Editorial Ibero-africano-americana. Consultado el 23 de diciembre de 2023.
245. ↑  http://historico.juridicas.unam.mx/publica/librev/rev/hisder/cont/10/cnt/cnt30.pdf
246. ↑  «AGUSTIN DE ITURBIDE Y FAMILIA». prezi.com. Consultado el 17 de diciembre de 2023.
247. ↑  Osegueda, Rodrigo (18 de junio de 2020). «La Casa de Iturbide, la historia de la familia real de México que aún existe». México Desconocido. Consultado el 17 de diciembre de 2023.

- Datos: Q5671055